# La Petite Dorrit
Vous lisez un « article de qualité » labellisé en 2012.  Il fait partie d'un « thème de qualité ».
Pour le film tiré du livre, voir La Petite Dorrit (film, 1987).
La Petite Dorrit (Little Dorrit), onzième roman de Charles Dickens, est le deuxième d'une série de trois romans politiques et sociaux, publié en feuilletons mensuels, vingt numéros en dix-neuf publications, de décembre 1855 à juin 1857 par Bradbury and Evans. C'est le plus politique des romans de Dickens et aussi celui dont la structure est la plus symbolique : il est en effet divisé en deux livres, le premier intitulé « Pauvreté » et le second « Richesse », chacun comptant dix numéros parus au prix de 1 shilling, la dernière livraison en ayant réuni deux.
Œuvre satirique, il dénonce les institutions du royaume, en particulier celle de la prison pour dettes où sont enfermés les débiteurs sans qu'ils puissent travailler, en l'occurrence la prison de Marshalsea, que Dickens connaît bien car son père y a été retenu.
Les autres dénonciations de Dickens portent sur l'insécurité des travailleurs de l'industrie, les conditions de leur emploi, la bureaucratie du ministère des Finances (H M Treasury), le jargon technocrate, que Dickens recense au livre I, chapitre 10, dans la célèbre liste du Circumlocution Office, le « ministère des Circonlocutions », de même que la séparation et le manque de communication entre les classes sociales.
D'après Paul Davis, la passivité du héros et de l'héroïne, la complication et l'obscurité de l'intrigue relative à l'héritage perdu, la noirceur du tableau social rendent cette histoire à la fois sombre et ambiguë. Elle se présente, en effet, comme une sorte d'anatomie de la société victorienne qu'obsèdent la richesse et le pouvoir, qu'enserre un corset de traditions profitant aux classes dites privilégiées et que plombe une religion oppressive et stérile. La lutte que mènent Amy Dorrit et Arthur Clennam pour se libérer de ces chaînes sociales, la rédemption finale et l'espérance nouvelle ne suffisent pas, selon lui, à lever le voile de ténèbres dont l'œuvre semble enveloppée.
De fait, le roman a fait l'objet de nombreuses critiques à sa parution, pour son humeur sombre et son intrigue compliquée justement, ce qui n'a nullement nui aux ventes qui ont dépassé toutes celles des parutions précédentes. Cependant, certains auteurs l'ont plus tard réhabilité, en particulier G. B. Shaw qui le juge « plus séditieux que Le Capital de Karl Marx » et l'appelle « le chef-d'œuvre des chefs-d'œuvre » (« the masterpiece of masterpieces »), Lionel Trilling qui le range parmi les plus profonds ouvrages du XIXe siècle, et Angus Wilson, sensible surtout à « la grisaille du mal qui recouvre le monde » (« the all-pervading grey evil of the world »),. Paul Schilcke résume l'opinion actuelle en écrivant que La Petite Dorrit en est venu à être admirée comme l'une des plus grandes œuvres de Dickens.

## Genèse du roman

### Prémices et rédaction

#### «De petits bouts de nouvelles histoires» (Charles Dickens)
Philip Davis, dans A Companion to Charles Dickens coordonné par David Paroissien, écrit : « Que ce onzième roman soit venu des profondeurs est une évidence » (« Dickens's eleventh novel clearly originated from within »). C'est en 1855, en effet, que Dickens commence son Book of Memoranda,, et l'une des premières entrées se réfère clairement au futur La Petite Dorrit : « le gros bateau peu manœuvrable que le petit remorqueur crachotant prend en remorque » (« the unwieldy ship taken in tow by the snorting little tug »), ; les autres idées jetées sur le papier incluent « une série de petits cabinets coincés au coin d'une rue sombre dans un quartier chic » (« a series of little closets squeezed up into the corner of a dark street [in] a fashionable neighbourhood ») ; de ces cabines, la future résidence Barnacle, émergent une personne grabataire, préfigurant Mrs Clennam, un homme qui servira de prototype à Henry Gowan, et les futurs Casby et Pancks. Bien que non encore nommés, viennent donc de naître certains des personnages du nouveau roman. De plus, d'autres ne sont que des noms sans substance que Dickens note ici ou là avec plus ou moins de précision : « Chivery, Mrs: Flinks<Fil> Flinx, Plornish, Nandy, Meagles, Merdle ».
Le 6 février 1855, DIckens déclare à son amie Angela Burdett-Coutts qu'il voit « de petits bouts de nouvelles histoires flottant devant mes yeux dans l'air sale » (« motes of new stories floating before my eyes in the dirty air »), et, quelques jours après, c'est au tour de Wilkie Collins, son ami, de recevoir de lui une lettre encourageante dans laquelle il est question « d'écrire, de planifier et de prendre des notes sur d'innombrables petits papiers » (« writing and planning and making notes over an immense number of little bits of paper ». Les projets se précisent quand Bradbury and Evans reçoivent à la fin du mois une invitation à annoncer la publication d'un nouveau roman dans leur numéro de novembre. Dickens est en effet fin prêt : il écrit même à John Forster, son ami et confident, que « l'histoire explose tout autour de moi » (« breaking out all around me »).

#### Les hésitations et les fluctuations du titre
Dickens n'est jamais à l'aise quand il commence une nouvelle œuvre, mais celle-ci lui donne d'emblée du fil à retordre. Ses lettres et ses notes de travail témoignent de son indécision, et, le 19 août, alors qu'il n'en est qu'au deuxième numéro, il écrit à Forster qu'il « a comme l'idée de repartir à zéro, quitte à intégrer ce qu'il a déjà fait par la suite » (« had half a mind to begin again, and work in what I have done afterwards »). Dans les jours qui suivent, ses lettres à Harry Wills (William Henry Wills, le rédacteur adjoint de son Household Words), ses carnets de travail, tous parlent d'« états d'esprit hideux (hideous) », d'hésitations sur l'idée même du roman : mise en scène de gens qui, négligents, ignorants des choses du monde, blâment la Providence plutôt qu'eux-mêmes,.
John Butt et Catherine Tillotson ont retracé les diverses phases de la conception du roman et ils voient dans les changements successifs du titre la clef de sa mise en place. De mai à octobre, Dickens en change en effet plusieurs fois, s'arrêtant le 16 septembre à Nobody's Fault, comme il l'écrit à Mrs Watson; mais, le 13 octobre, le roman est annoncé comme devant être Little Dorrit, ce qui indique, selon ces mêmes critiques, que son centre d'intérêt est passé « de la critique sociale à une vision optimiste de l'humanité » (« from social criticism to optimism about humanity »). De fait, commente H. P. Sucksmith, le premier titre retenu « ne correspondait plus à un roman s'en prenant au système plutôt qu'à des individus » (« would no longer do for a novel that did in fact blame the system rather than individuals »), alors que le nouveau « s'éloigne du thème négatif et pessimiste de la fausseté, de l'emprisonnement et de l'irresponsabilité sociale pour s'équilibrer de façon plus positive par l'espoir d'un contre-thème concernant la liberté, les lumières, le devoir et l'amour » (« away from the negative and pessimistic theme of deception, imprisonment and irresponsibility in society towards a more positive, hopeful balance through the counter-theme of enlightenment, freedom, duty, and love »).

#### Les idées bien en place
Dès lors, Dickens avance en confiance ; il écrit à John Forster qu'il a « une grande idée » (a capital idea) : « combler cette famille de richesses. Leur situation serait très originale. Je peux faire de [Petite] Dorrit quelqu'un de très fort dans cette histoire, je l'espère » (« overwhelming this family with wealth. Their condition would be very curious. I can make [Little] Dorrit very strong in the story, I hope »). Le chapitre 10 Containing the whole Science of Government (« Où il est question de l'ensemble de l'art de gouverner »), dont, comme il l'annonce à Wilkie Collins, il est très content et qu'il appelle a scarifier (« un scarificateur »), semble représenter une charnière dans la clarification de ses idées. Désormais, il a conçu les deux pôles de son livre, la pauvreté et la richesse, ce dont il informe son éditeur, Bradbury and Evans, le 29 octobre. Dans tous les cas, il est assez confiant pour aller à Paris où, à part deux brefs retours pour des lectures publiques à Peterborough et Sheffield et quelques fugitives apparitions à Londres, il reste jusqu'en avril, date à laquelle il est obligé d'interrompre son séjour en raison d'une épidémie sévissant en France, puis passe de juin à septembre à Boulogne.

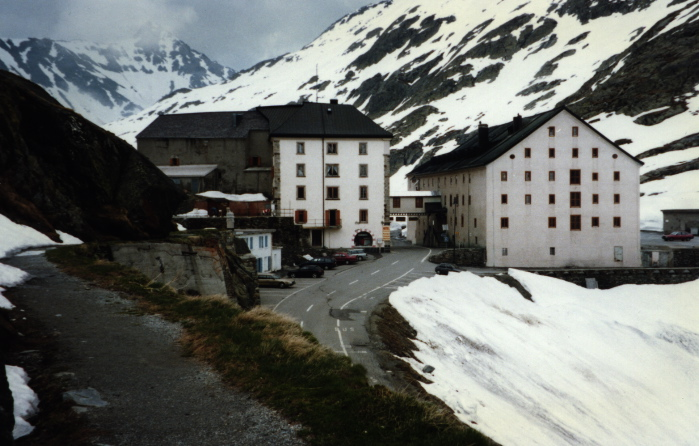
Hospice du Grand-Saint-Bernard, avec l'ancienne route au premier plan.

Pendant tout ce temps, et au cours de l'automne suivant, le livre progresse sans à-coups. En janvier 1856, il écrit « confidentiellement » à Forster que « bien sûr, la société, le ministère des Circonlocutions et Mr Gowan représentent trois parties de la même idée et du même schéma » (« Society, the Circumlocution Office, and Mr Gowan are of course three parts of one idea and design »). Le 7 avril, au même Forster, il exprime sa délectation que sa description de Flora lui paraisse « particulièrement cocasse » (« extraordinarily droll »), et il ajoute quelques semaines plus tard que « l'histoire est là, devant moi, je l'espère, forte, claire, pas facile à raconter, ce qui n'a rien d'exceptionnel pour ce genre d'entreprise » (« The story lies before me, I hope, strong and clear. Not easily to be told, but nothing of that sort is to be easily done »).
Après avoir écrit le premier chapitre du deuxième livre, au cours duquel les voyageurs s'assemblent à l'hospice du Grand-Saint-Bernard dans les Alpes suisses, Dickens rappelle à Mrs Watson et à M. Cerjat qu'il a visité le célèbre lieu en leur compagnie il y a déjà longtemps ; et il nomme son chapitre « A Good and Serious Piece » (« Du bon et du sérieux »), s'exclamant « Comme c'est bon ! ! » (« How good it is!! »). Le travail avance, bien que l'auteur assure qu'il n'est pas facile de « conduire tout cette vaste cohorte de personnages jusqu'au but » (« bringing a pretty large field of characters up to the winning post ». Le point final est posé le 9 mai 1857, alors que trois jours auparavant, il a une fois encore visité la prison de Marshalsea où son père avait été incarcéré.

### Contrat, texte et parution
Le contrat liant Dickens à ses éditeurs ayant pris fin avec Bleak House (1851-1853), et Hard Times ayant été publié séparément par Household Words, La Petite Dorrit a inauguré un nouveau statut juridique : comme précédemment, l'éditeur perçoit un quart des sommes à venir, « mais non plus prélevé sur le compte de l'association » (« non longer charged on partnership accounts »), et avec une clause permettant à Dickens, selon Forster, de se retirer « à sa convenance » (« when he pleased »). Le résultat est que le pourcentage de l'éditeur baisse et que celui de l'auteur augmente : Dickens réalise les plus gros bénéfices de sa carrière, et l'entente avec Bradbury and Evans est au beau fixe.
Deux erreurs, cependant, semblent avoir plongé Dickens dans la consternation. En premier lieu, dans le numéro 13, il avait laissé sur les épreuves de sa description de Casby, à titre de plaisanterie privée pour son ami Forster, la phrase « ayant de l'eau bénite sur le cerveau » (« [having] baptismal water on the brain »). Cette boutade passa inaperçue et, après l'impression, Dickens, craignant d'offenser les autorités religieuses, rattrapa les choses au dernier moment,. Le deuxième incident se rapporte au numéro 15, dans lequel il a écrit « Blandois » au lieu de « Rigaud » et ne s'en est aperçu qu'après la publication. Il exige alors de l'éditeur qu'il ajoute un erratum dans le numéro suivant. Paul Schlicke fait remarquer qu'une troisième erreur est passée inaperçue et n'a été révélée que lorsque l'édition Clarendon a été mise au point : trois lignes du numéro 6 ont été omises et n'ont jamais été restituées,.
Le roman est dédié à un ami intime de Dickens, l'illustrateur Clarkson Stanfield, pour lequel un volume spécialement relié a été réalisé et remis à son destinataire lors d'une petite réunion privée. Dans sa préface de 1857, Dickens insiste sur l'unité de son livre, sur l'authenticité historique de sa satire du « ministère des Circonlocutions » et du banquier véreux Mr Merdle, sur ses visites préalables à la prison de Marshalsea, où il s'est encore rendu trois jours avant de terminer le dernier chapitre. En conclusion, il rend hommage à ses lecteurs et exprime l'espoir de les retrouver plus tard.
Alors même que se termine la parution en feuilleton, Bradbury and Evans publie le roman en un volume le 30 mai 1857. Trois autres publications ont vu le jour durant la vie de Dickens, l'édition dite de « bibliothèque » (Library Edition) de 1859, une édition « bon marché » (Cheap Edition) également en 1859, et celle qui est connue sous le nom d'« édition Charles Dickens » (The Charles Dickens Edition) de 1868. Sur le continent, Tauchnitz publie le roman en parties séparées dès 1856, puis en quatre volumes. Aux États-Unis, l'éditeur Harper's avance 250 £ pour en recevoir des exemplaires au fur et à mesure de leur parution en Angleterre. L'édition Clarendon, qui sert souvent de référence, est fondée sur le texte de 1857,. C'est ce texte qu'ont repris les éditions postérieures telles que Penguin ou encore Wordsworth Classics, utilisée dans cet article.

#### Calendrier des parutions
| Numéro | Date           | Chapitres |
| ------ | -------------- | --------- |
| I      | décembre 1855  | (1-4)     |
| II     | janvier 1856   | (5-8)     |
| III    | février 1856   | (9-11)    |
| IV     | mars 1856      | (12-14)   |
| V      | avril 1856     | (15-18)   |
| VI     | mai 1856       | (19-22)   |
| VII    | juin 1856      | (23-25)   |
| VIII   | juillet 1856   | (26-29)   |
| IX     | août 1856      | (30-32)   |
| X      | septembre 1856 | (33-36)   |
| XI     | octobre 1856   | (1-4)     |
| XII    | novembre 1856  | (5-7)     |
| XIII   | décembre 1856  | (8-11)    |
| XIV    | janvier 1857   | (12-14)   |
| XV     | février 1857   | (15-18)   |
| XVI    | mars 1857      | (19-22)   |
| XVII   | avril 1857     | (23-26)   |
| XVIII  | mai 1857       | (27-29)   |
| XIX-XX | juin 1857      | (30-34)   |

#### Illustrations
L'illustrateur principal est Hablot Knight Browne, dit Phiz. Son travail, planches très sombres, parfois presque noires, en accord avec l'atmosphère du roman, n'a pas toujours été considéré à la hauteur de ses précédentes interventions. F. G. Kitton fait remarquer qu'aucune de ses gravures ne porte sa signature, ce que Jane Rabb Cohen interprète comme un signe d'« épuisement total » (« total exhaustion »). Plusieurs lettres de Dickens à Hablot K. Browne révèlent que les deux partenaires n'ont pas toujours été d'accord, par exemple sur Clennam que Dickens veut « toujours aussi agréable et avenant que possible » (« always as agreeable and well-being as possible ») ; ou encore qu'il n'approuve pas un dessin représentant Lord Decimus qui, avec les mains tournées vers l'extérieur, lui paraît « condescendant, et je le veux droit, raide, sans rapport avec la simple mortalité » (« condescending, and I want him upright, stiff, unmixable with mere mortality »). De même, le 10 février 1857, il réprouve le fait que l'esquisse de Mr Dorrit, juste avant qu'il ne s'effondre, ne corresponde pas du tout à ses vœux : il le trouve trop comique et réclame une expression plus conforme à ce qui va lui arriver, « cette fin si grave dont il est si près » (« that serious end that is so close before him »). Si bien, ajoute Paul Schlicke, qu'au regard de toutes ces critiques, il n'est pas surprenant que Hablot K. Browne n'ait été retenu que pour le seul ouvrage suivant, A Tale of Two Cities.

## Accueil
30 000 exemplaires du premier numéro de La Petite Dorrit ont été publiés par Bradbury and Evans, auxquels se sont ajoutées deux rééditions de 3 000 exemplaires chacune ; le 8 février, Dickens annonce à sa belle-sœur Georgina que 40 000 en ont été vendus, « un résultat triomphal » (« a brilliant triumph »), écrit-il à l'éditeur. Ainsi, commente-t-il, La Petite Dorrit a battu Bleak House à plate couture. Les derniers numéros se tirent encore à 31 000 exemplaires et Dickens écrit avec jubilation dans sa préface : « Je n'ai jamais eu autant de lecteurs » (« I have never had so many readers »).

### Au moment de la parution
Les comptes rendus, en revanche, ne sont pas tous élogieux. Le Fraser's Magazine écrit que c'est « le pire » (the worst) de tous les romans écrits par Dickens, et E. B. Hanley parle à son sujet de « désert » (wilderness). Ces censeurs réprouvent le manque de comédie à quoi ils ont été habitués. Certains semblent aussi avoir été motivés par une hostilité politique aux thèses avancées par Dickens. Ainsi, James Fitzjames Stephens écrit dans l'Edinburgh Review que le livre est « faux » (false) et « malfaisant au plus haut point » (« in the highest degree mischievous »). Même John Forster émet des réserves, y décelant un manque d'imagination et d'aisance (« a drop in invention and a want of ease »). George Gissing y trouve des passages « fatigués » (weary) et Chesterton parle d'« effondrement » (collapse). L'intrigue foisonnante et, surtout en ce qui concerne les héritages, pas toujours claire, a conduit certains, comme John Wayne, à nier qu'il y ait vraiment une intrigue (plotless) et à parler de « labyrinthe ».
À l'encontre de ces confrères, G. B. Shaw y voit « la plus complète description de la société anglaise du XIXe siècle qui soit disponible » (« the most complete picture of english society in the XIX century in existence »), ajoutant que le livre est plus séditieux que Das Kapital de Karl Marx.

### Depuis le milieu duXXesiècle
Si, aujourd'hui, La Petite Dorrit jouit d'un grand prestige parmi les œuvres de Dickens, il le doit notamment au critique littéraire américain Lionel Trilling qui, dans son introduction à l'édition illustrée New Oxford, à nouveau publiée dans The Opposing Self en 1955, vante ses mérites, non seulement de « particularisation », mais aussi de « généralisation et d'abstraction ». Il déclare que le roman concerne la société « dans son essence même » (« in its very essence »), que le symbole de la prison dépasse tous ceux dont Dickens s'est servi, parce que c'est « un fait réel avant que d'être un symbole » (« an actuality before it is ever a symbol »). Quant au personnage de la Petite Dorrit, c'est le « Paraclet » au féminin (« Paraclete in female form »),,.

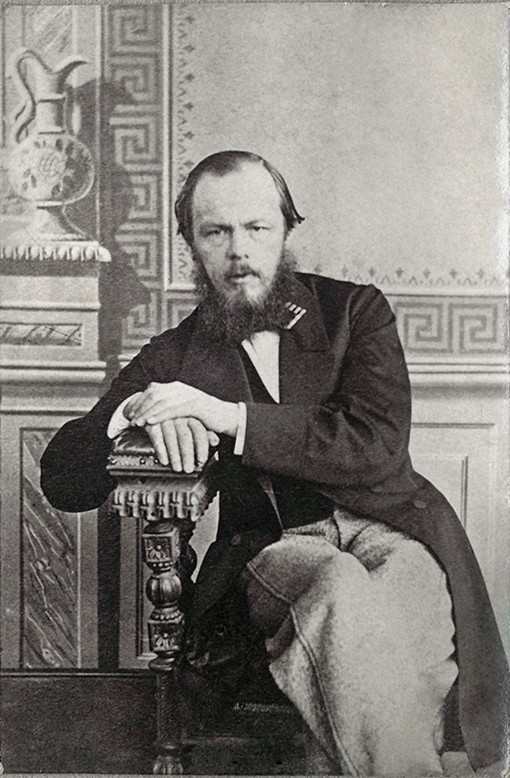
Dostoïevski en 1863.

Parmi les critiques notoires figurent aussi J. C. Reid, dont le Charles Dickens: Little Dorrit présente globalement le roman, et George Holoch qui, dans Consciousness and Society in Little Dorrit, montre « l'emboîtement des mystifications sociales » (the interlocking mystifications […] [of] the social order). Quant à F. R. Leavis (1970), il compare Dickens à Blake et décrit la Petite Dorrit comme « un agent du réel » (an agent of the real) ; et P. J. M. Scott, dans son Reality and Comic Confidence in Charles Dickens de 1979, amplifie et modifie cette idée en y constatant ce qu'il appelle « le triomphe de la réalité » (the triumph of reality). David Hollbrook (Charles Dickens and the Image of Woma, 1993), considère Amy et Arthur comme des « représentants du devoir » (representing duty) plutôt que des porte-parole du principe de réalité. Quant à Kathleen Woodward, elle présente les personnages féminins du roman dans un article du Dickensian publié en 1975 ; le titre, à lui seul, est éloquent : Passivity and Passion in "Little Dorrit" (« Passivité et passion dans La Petite Dorrit ») ; on ne peut s'étonner, après cette mise en garde, qu'elle trouve Amy « peu convaincante et ennuyeuse » (« unconvincing and boring ») et ne voie qu'en Miss Wade, pourtant honnie des personnages et des lecteurs, le portrait d'une femme, la seule, mature « douée de sexualité et de mystère » (« the only woman in the book who possesses sexuality and mystery »).
À vrai dire, les ambiguïtés de l'histoire et le manque de résolution claire du dénouement que dénoncent les premiers critiques sont aujourd'hui considérés comme les ingrédients privilégiés d'une stratégie narrative relevant du plus grand art, en ce qu'ils participent symboliquement, à la manière de Dostoïevski, de la description de la société, celle de l'Angleterre telle qu'elle apparaît dans le sillage de la guerre de Crimée.

## Personnages
Ils sont au nombre de quarante-quatre, ce qui est plutôt peu pour un roman de Dickens. Seuls sont mentionnés ci-après les personnages principaux et ceux des personnages secondaires qui jouent un rôle relativement important dans l'intrigue.

### Personnages principaux

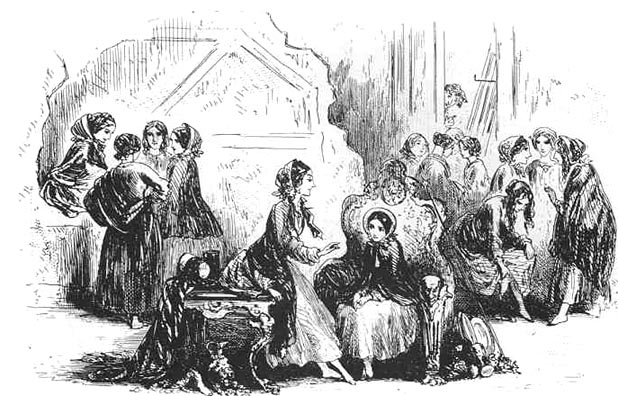
Miss Dorrit (Fanny) et la Petite Dorrit (Amy), par Phiz, 1855.

Amy DorritOrpheline de mère, douce, tranquille et silencieuse, elle aide patiemment son frère à trouver du travail, sans le dire à son père, de peur qu'il n'en ressente de l'humiliation. Elle tient souvent compagnie à celui-ci, qui la préfère à tous ses autres enfants. Pour gagner un peu d'argent, elle travaille comme couturière chez la mère d'Arthur Clennam. Après sa rencontre avec ce dernier, elle s'en éprend, mais, par humilité, ne lui révèle pas ses sentiments. Quand sa famille devient riche, elle ne s'adapte pas aux nouvelles conditions de vie qui lui sont imposées et déteste la haute société, ainsi que le riche jeune homme auquel son père la destine. Une préceptrice est engagée pour lui apprendre à bien se comporter, mais elle ne parvient pas à assimiler son enseignement. Ce n'est qu'après le décès de son père qu'elle révèle enfin ses sentiments à Clennam, ce qui le comble de joie car il a toujours été attiré par la jeune fille. Leur mariage constitue l'épilogue du roman,.
Arthur ClennamDeuxième personnage par ordre d'importance, âgé de 40 ans au début du roman. Il se montre aussitôt intrigué par la personne d'Amy, alors que, plus jeune, il était amoureux de Flora qui a maintenant perdu tout attrait à ses yeux ; aussi finit-il par épouser la Petite Dorrit, venue le soigner à la prison où, victime d'une escroquerie qui l'a rendu insolvable, il a été enfermé et où il a contracté une maladie.
William DorritPère d'Amy, de Fanny et d'Edward, et frère de Frederick ; il vit dans la prison de Marshalsea depuis si longtemps qu'il y est appelé « le Père de Marshalsea ». Sa femme y est morte peu après s'y être installée. Grâce à la découverte tardive d'un héritage qui lui revient, il passe de l'extrême pauvreté à l'opulence et organise pour lui-même et ses enfants un voyage en Europe, mais Amy ne parvient pas à s'adapter à la nouvelle vie en société qu'il impose à sa famille et refuse l'homme qu'il lui destine. Bien qu'elle soit clairement sa préférée, il la critique souvent et lui cite ses frère et sœur en exemple. Il meurt vers la fin du roman.

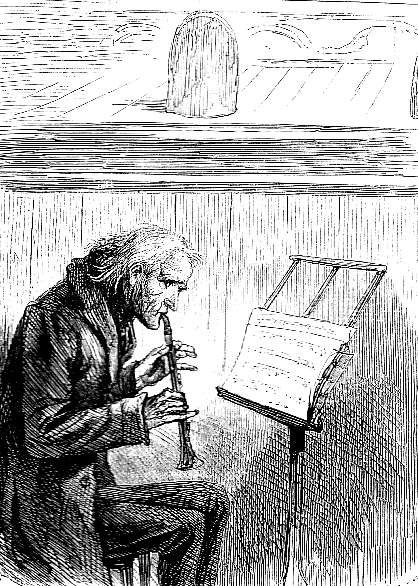
Frederick Dorrit, l'aimable musicien, par Sol Eytinge.

Fanny DorritSœur d'Amy. Même si elle la critique souvent pour sa vanité dans le premier livre et ses façons de faire dans le second, Amy aime profondément sa sœur.
Edward DorritMalgré les efforts de sa sœur, il n'arrive pas à garder une situation stable, d'autant qu'il s'habitue tout de suite à la vie luxueuse que mène sa famille après son héritage.
Frederick DorritFrère de William, c'est un vieux musicien très pauvre, très distrait et à l'esprit embrumé qui, cependant, se révèle être une source de grand réconfort pour sa nièce Amy. Il meurt pratiquement en même temps que son frère.
Mrs ClennamMère d'Arthur Clennam, c'est une femme acariâtre qui entretient de très mauvais rapports avec son fils. Elle souffre d'un handicap physique qui la cloue sur un fauteuil roulant, et elle ne sort plus de chez elle depuis de nombreuses années. Cependant, elle guérit quasi miraculeusement à la fin du livre, ne serait-ce que pour un bref intermède, avant d'être à nouveau terrassée. Elle survit grabataire pendant trois années, mais ne joue plus alors aucun rôle dans l'intrigue.
Mr MerdleHomme d'affaires longtemps considéré comme un génie financier, il n'est, en réalité, qu'un banquier véreux ayant organisé une colossale escroquerie qui le met sur la paille avec tous ceux qu'il a réussi à duper, notamment Arthur Clennam. Lorsque la fraude est découverte, il est acculé au suicide et se donne la mort avec un canif qu'il vient juste d'emprunter.
Flora FinchingEx-fiancée d'Arthur Clennam qui, à son retour de Chine, ne voit plus en elle qu'une femme devenue énorme, logorrhéique et superficielle,. En fait, certains critiques, tel Peter Preston, la considèrent comme l'une des plus grandes réussites comiques de Dickens et même comme l'un des rares personnages du roman à échapper à l'enfermement universel affectant les lieux et les individus.

### Personnages secondaires

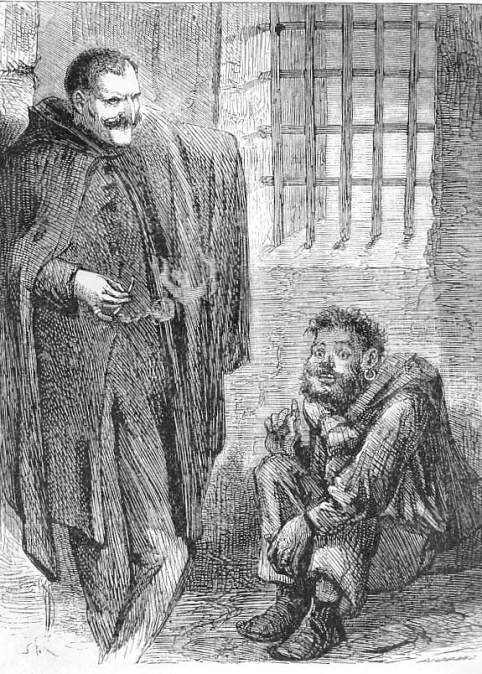
Rigaud et Cavaletto en leur cellule de Marseille, par Sol Eytinge.
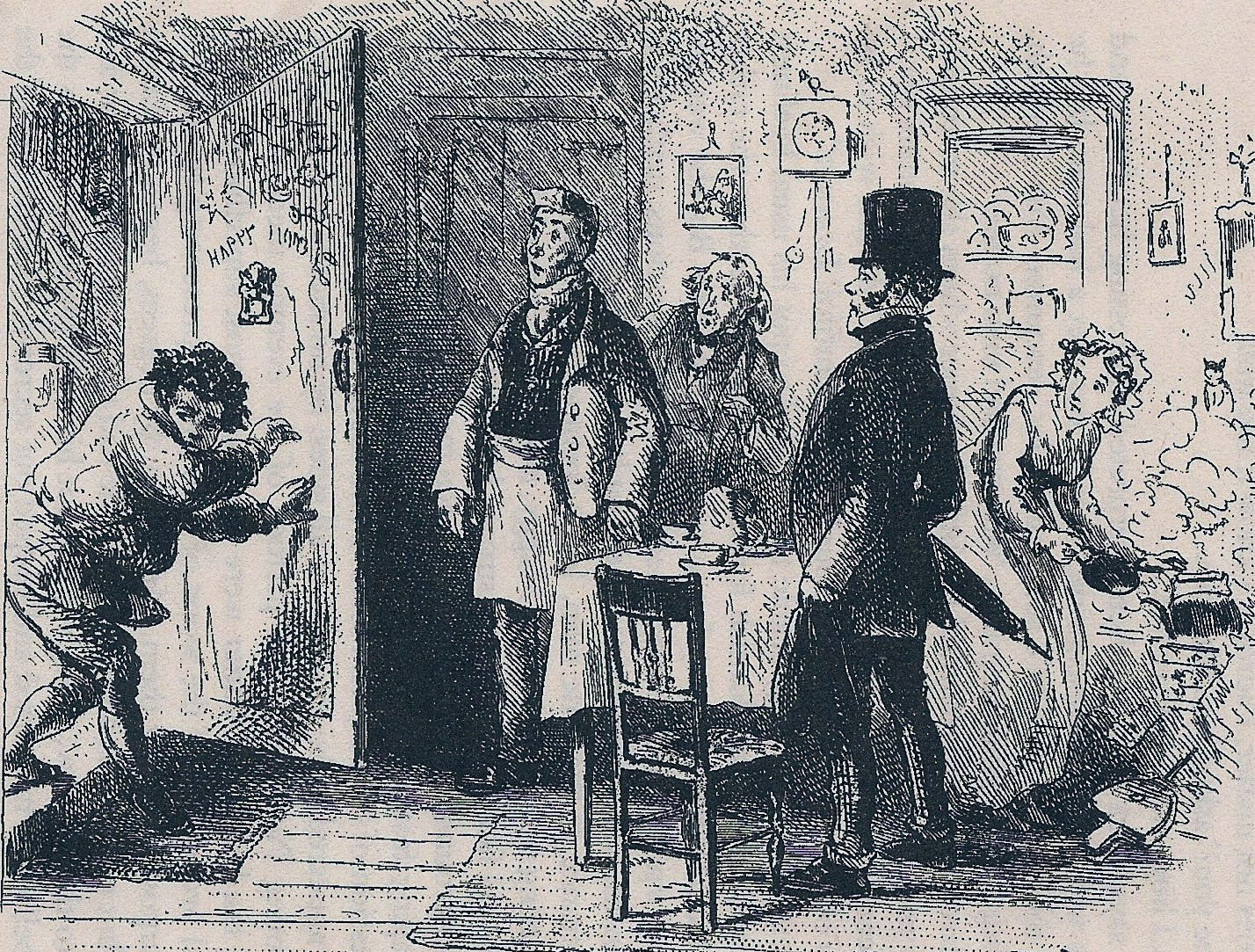
Mr Baptist a vu quelque chose, par Phiz.
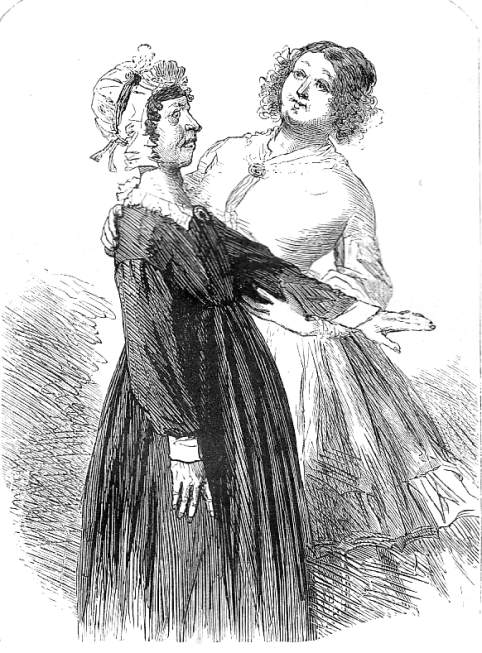
Flora Finching et la tante de Mr F., par Phiz.
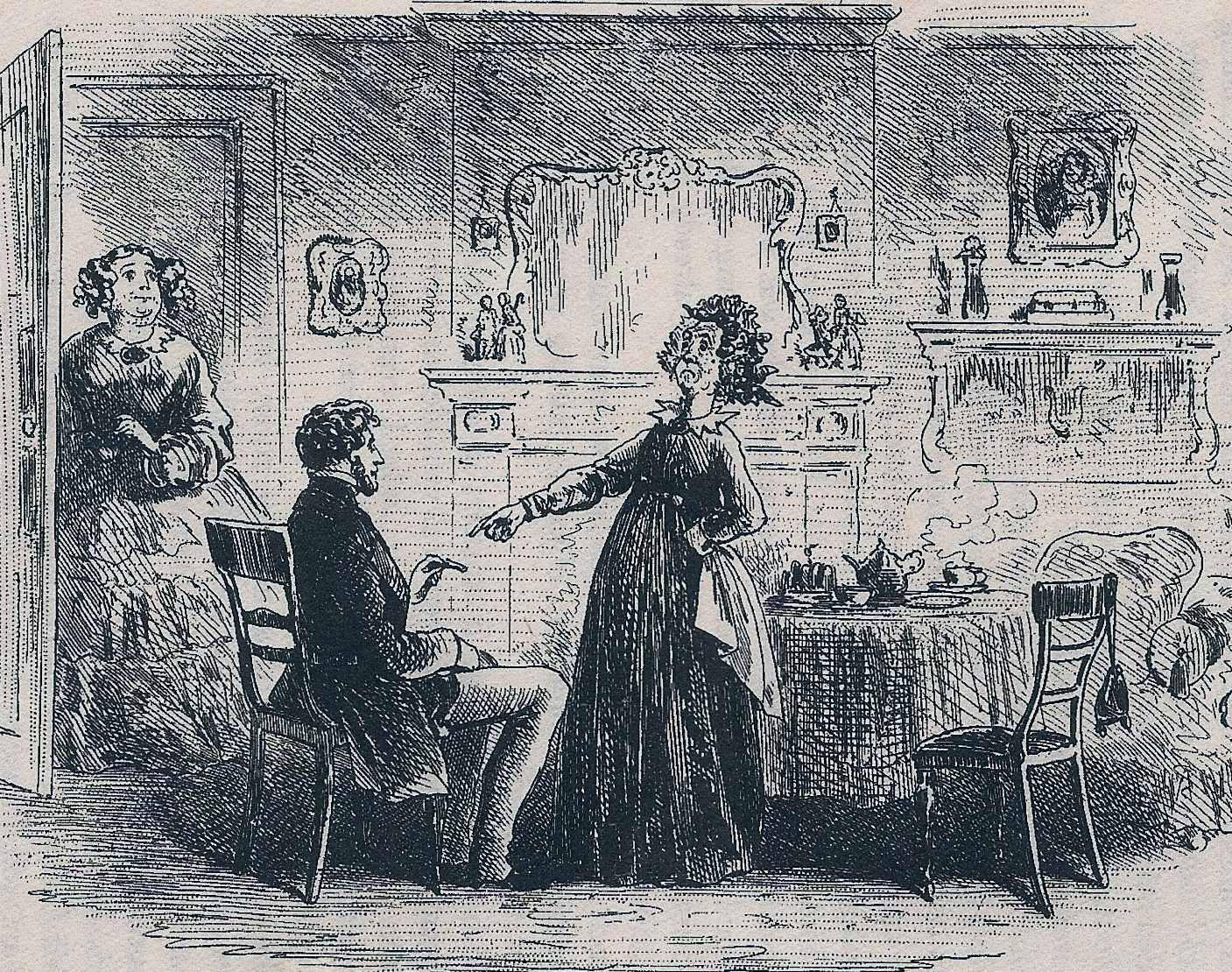
La « rigor » de la tante de Mr F., avec Arthur et Flora, par Phiz.
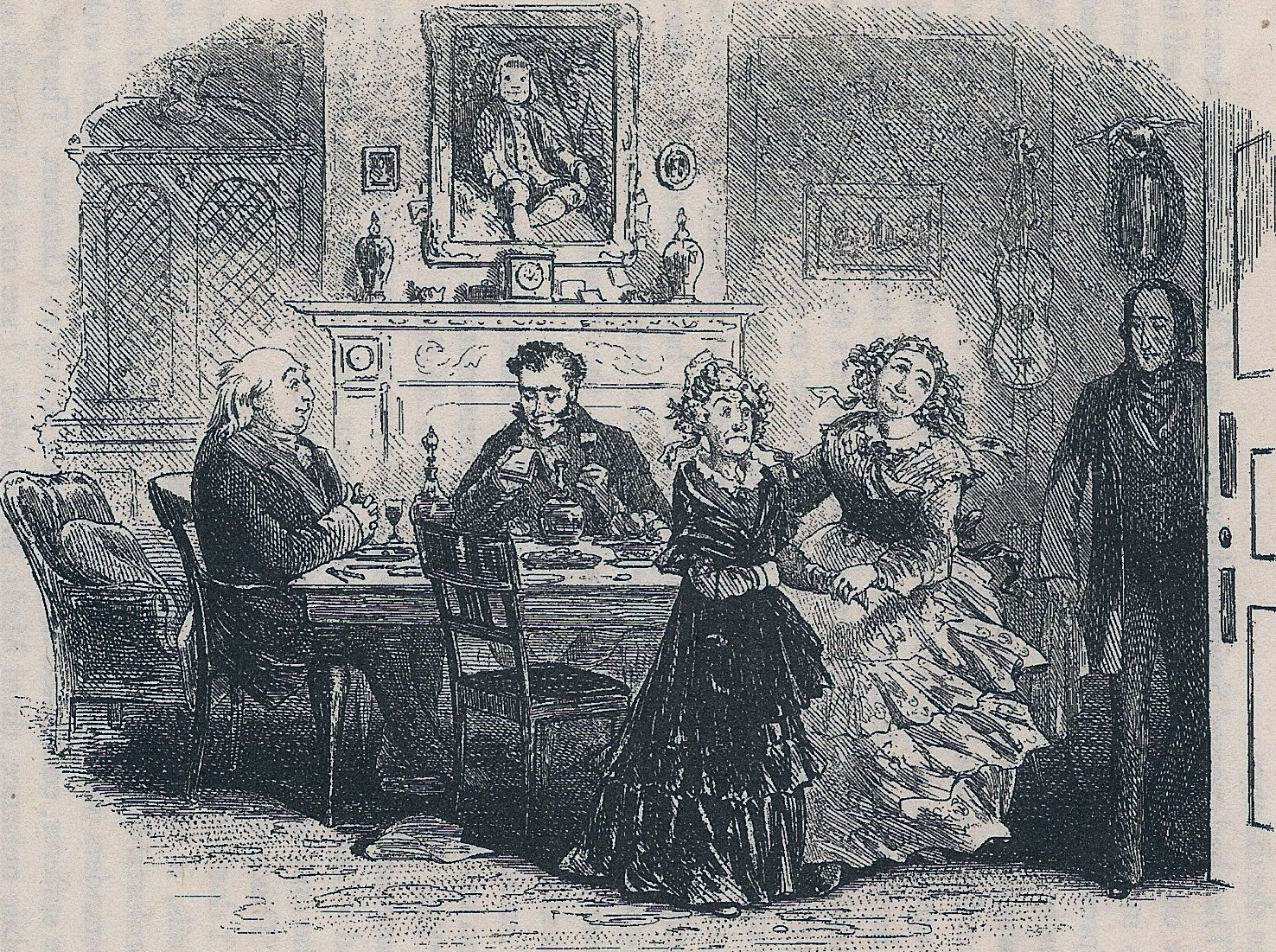
La tante de Mr F. est invitée à se retirer, par Phiz.

Mrs BanghamFemme de ménage et vaguemestre à la prison de Marshalsea, qui assiste à la naissance d'Amy.
Dr HaggageMédecin à la prison, qui accouche Mrs Dorrit ; il est généralement décrit comme vêtu d'une vieille capote marine datant de ses années maritimes, usée jusqu'à la corde, pleine de trous et sans boutons, d'un pantalon d'une saleté repoussante, de savates éculées et sans sous-vêtements.
Mr CripplesIl dirige la Cripples Evening Academy (« École du soir de Mr Cripples ») dans l'immeuble où loge Frederick Dorrit, institution que fréquente Amy.
MaggyFille de Mrs Bangham souffrant d'un handicap mental, amie fidèle d'Amy Dorrit. Elle est décrite comme ayant « environ 28 ans, de gros os, de gros traits, de grands pieds et de grandes mains, de grands yeux et pas de cheveux » (« She was about eight-and-twenty, with large bones, large features, large feet and hands, large eyes and no hair »).
Rigaud/BlandoisLe méchant de l'histoire, qui tente de faire chanter Mrs Clennam dont la maison s'écroule sur lui. Son rire sardonique est décrit par Dickens comme une montée de sa moustache vers le nez et une descente du nez par-dessus sa moustache.
John Baptist CavallettoAncien contrebandier italien et compagnon de Rigaud dans la prison de Marseille au début du roman, il s'en vient plus tard à Londres pour rechercher Rigaud. Après avoir été blessé dans l'accident d'une voiture des postes, puis secouru par Arthur Clennam, il obtient, grâce à ce dernier, un emploi dans Bleeding Heart Yard, la Cour du Cœur-Saignant, cour pavée donnant sur Greville Street dans la Cité de Londres, ainsi décrite :
| « L’endroit avait beaucoup perdu et son aspect était bien changé, mais il avait néanmoins conservé un reflet de son ancienne splendeur. Deux ou trois énormes blocs de cheminées au-dessus des toits, quelques vastes et sombres chambres qui avaient échappé au sort général et qu’on s’était abstenu de murer ou de subdiviser, de façon que personne ne pût se faire une idée de leurs dimensions primitives, donnaient un certain caractère à la cour. Elle était habitée par de pauvres gens qui s’installaient au milieu de ces gloires éclipsées, comme les Arabes du désert déploient leurs tentes au milieu des pierres tombées des pyramides ; dans tous les cas, la cour avait un caractère. C’était là une conviction romanesque que partageaient tous les habitants de l’endroit, comme membres d’une même famille. » | « [It was] a place much changed in feature and in fortune, yet with some relish of ancient greatness about it. Two or three mighty stacks of chimneys, and a few large dark rooms which had escaped being walled and subdivided out of the recognition of their old proportions, gave the Yard a character. It was inhabited by poor people, who set up their rest among its faded glories, as Arabs of the desert pitch their tents among the fallen stones of the Pyramids; but there was a family sentimental feeling prevalent in the Yard, that it had a character. » |  |

The Meagles (Les Meagles)Mr Meagles est un aimable banquier à la retraite vivant avec sa femme et sa fille Pet. La famille se prend d'amitié pour Arthur Clennam, Amy Dorrit et Daniel Doyce. Les Meagles ont adopté Tattycoram qui avait été placée à l'hôpital des enfants trouvés.
Mrs TicketCuisinière et gouvernante des Meagles.
TattycoramDe son vrai nom Harriet Beadle, elle est surnommée Tattycoram par les Meagles qui l'emploient comme demoiselle de compagnie de leur fille Pet. Assez coléreuse, elle reçoit de Mr Meagles le conseil de tourner vingt-cinq fois sa langue dans sa bouche. Elle finit par tomber sous la coupe de Miss Wade qui la détourne de ses bienfaiteurs. Elle reviendra cependant et contribuera à déjouer le plan de chantage mis au point par Rigaud/Blandois.
Jeremiah FlintwinchSecrétaire de Mrs Clennam à qui Arthur a laissé sa part de l'entreprise familiale. C'est un intrigant qui, avec son frère, complote contre la famille dont il est censé servir les intérêts.
Ephraim FlintwinchFrère jumeau de Jeremiah avec lequel il complote contre Mrs Clennam.
Affery FlintwinchFemme du secrétaire de Mrs Clennam, elle a la faculté de voir en rêve toutes les malversations de la maisonnée.
Miss WadePersonnage sombre et mystérieux qui incite Tattycoram à se retourner contre ses bienfaiteurs, les gentils Meagles qu'elle déteste parce que Henry Gowan l'a délaissée pour épouser leur fille, Pet. Vers la fin du roman, elle révèle ses secrets dans un document autobiographique.
The Barnacles (Les Bernacle)Famille aristocratique chargée du « ministère des Circonlocutions » où tout tourne en rond et où jamais rien n'est accompli. Elle comprend : Lord Decimus Tite Barnacle, son épouse Lady Jemima Bilberry, son neveu Tite Barnacle et son fils Clarence Barnacle (Barnacle Junior).

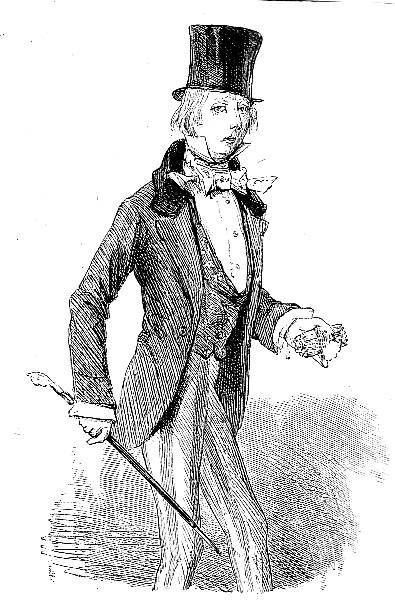
Le jeune Chivery, par Sol Eytinge.
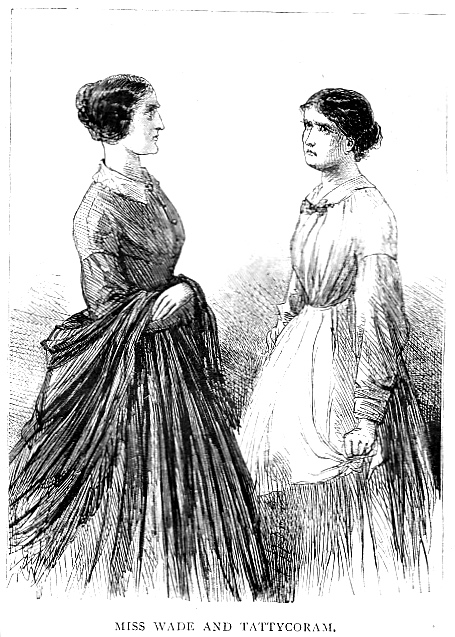
Miss Wade et Tattycoram, par Sol Eytinge.
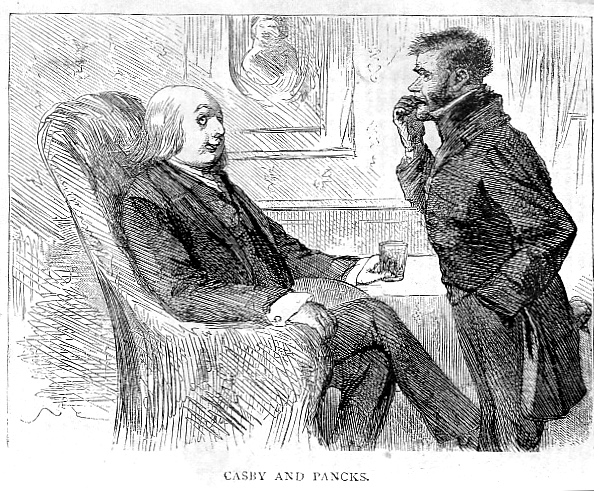
Casby et Pancks, les écumeurs de la Cour du Cœur-Saignant, par Sol Eytinge.
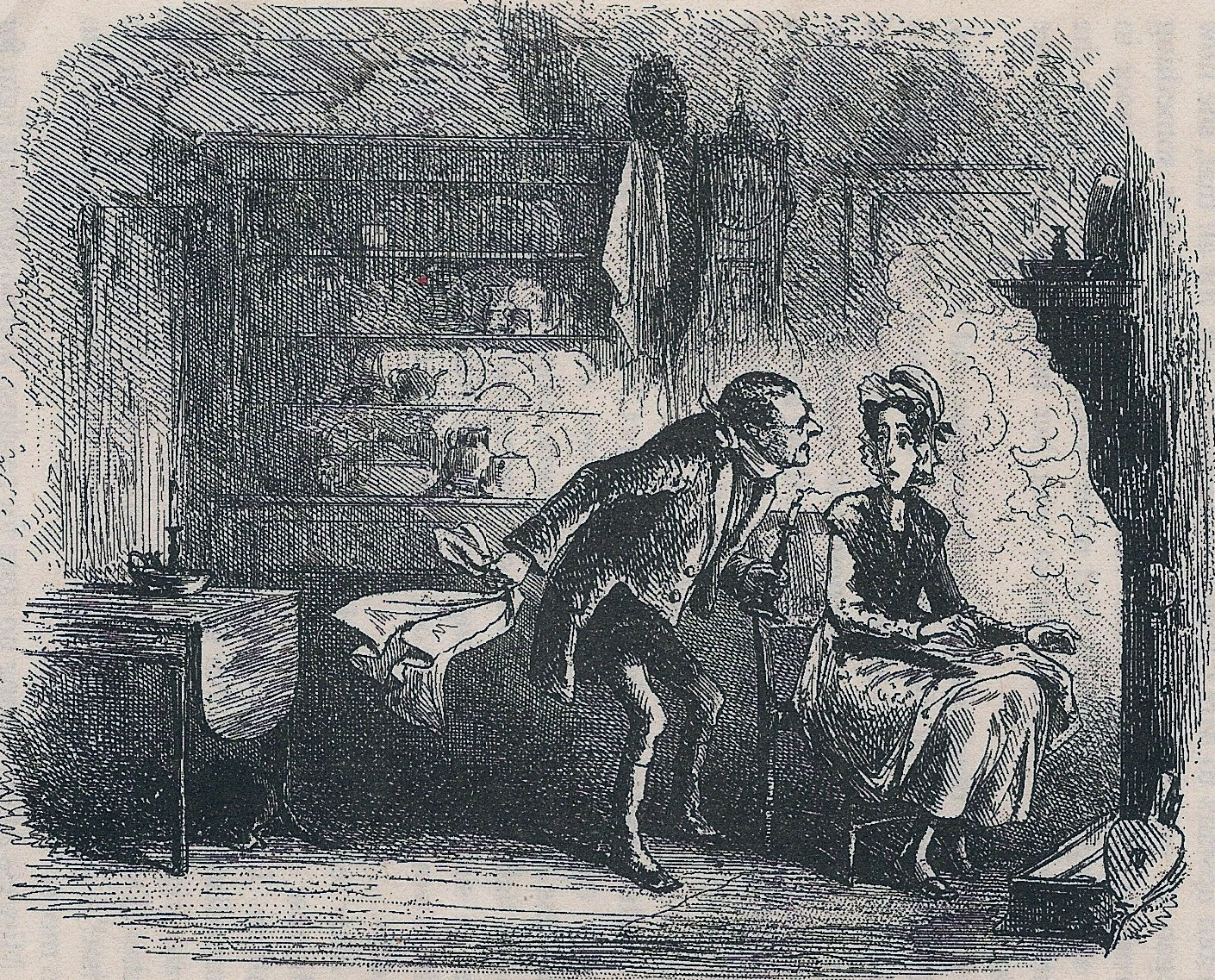
Le couple Flintwinch, par Phiz.
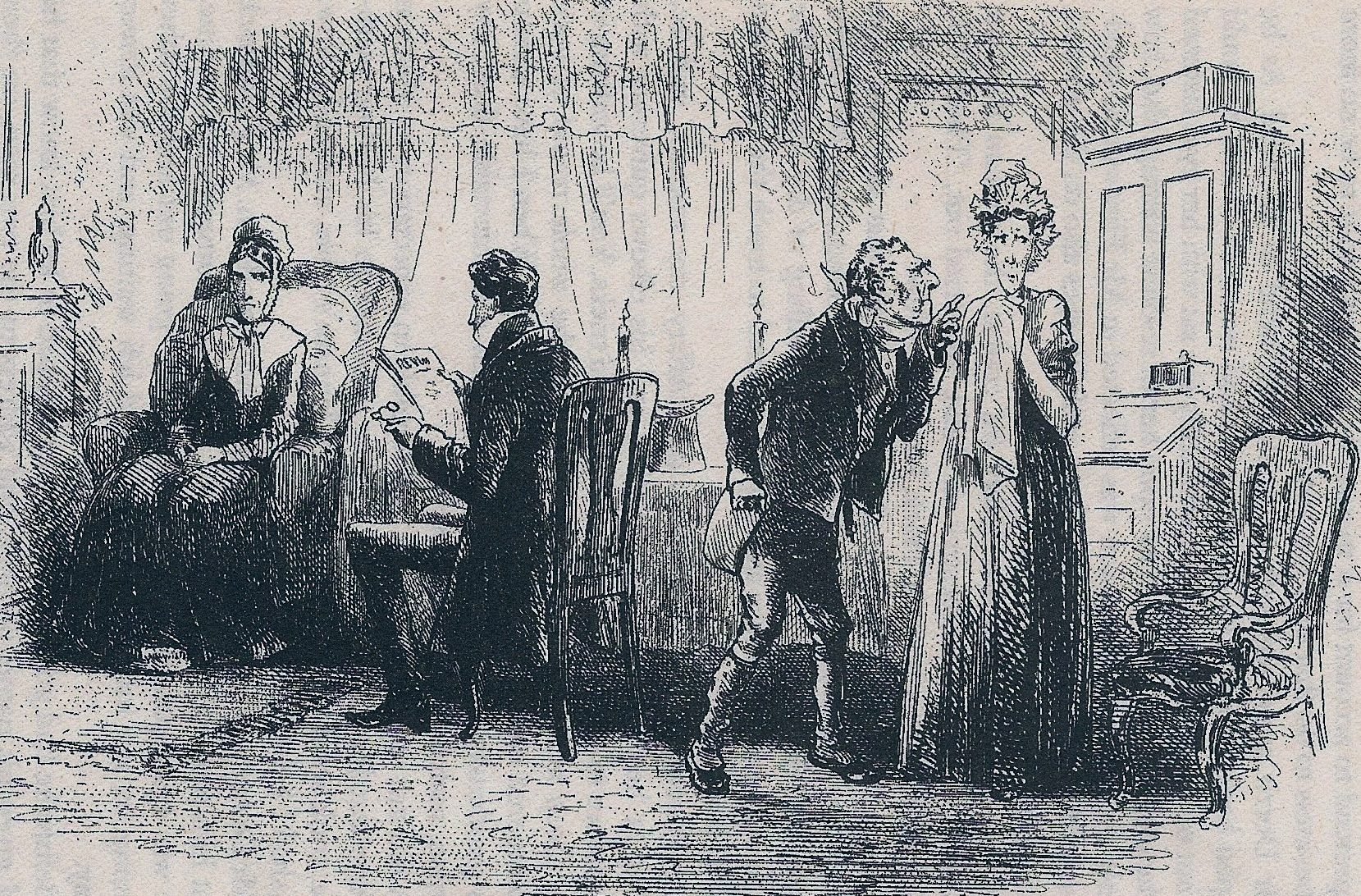
Mrs Flintwinch rêve et se pose des questions, par Phiz.

The Chiverys (Les Chivery)John Chivery, le jeune John (Young John), Mrs Chivery, gardiens de la prison de Marshalsea. Young John aime Amy Dorrit et aide à recouvrer la fortune de son père. Mrs Chivery tient un bureau de tabac à deux pas de la prison dans Horsemonger Lane.
Edmund SparklerFils de Mrs Merdle issu d'un premier lit ; homme sans talent, il parvient à un poste important grâce à ses relations. Las de proposer le mariage à « toutes sortes de jeunes filles peu désirables », il finit par épouser Fanny Dorrit. Les jeunes mariés perdent tous leurs biens dans le krach de la banque Merdle.
Christopher CasbyPère de Flora Finching et logeur des résidents de la Cour du Cœur-Saignant qu'il déleste de leurs derniers sous par l'intermédiaire de Pancks, chargé du recouvrement des loyers. Plus tard, il est humilié par ce même Pancks qui, devant les habitants du quartier, coupe sa longue chevelure grise retombant en boucles sur ses épaules.
PancksSecrétaire de Mr Casby chargé de l'encaissement des loyers ; il aide William Dorrit à recouvrer sa fortune. Pour caractériser son rôle dans l'histoire, Dickens utilise la métaphore du remorqueur guidant le bateau Catsby. Pancks se déplace, en effet, tel un remorqueur, avec force bouffées et ébrouements (with a puff and a snort).
Mr RuggPropriétaire de Pancks, il aide à retrouver la trace de la fortune de William Dorrit.
Daniel DoyceInventeur de génie, créateur d'une machine extraordinaire (dont la nature n'est pas spécifiée). Il n'arrive pas à obtenir un brevet tant est grande l'incurie du ministère des Circonlocutions qui en est chargé. Il s'associe à Arthur Clennam qui perd tout l'argent de l'entreprise en spéculant avec Merdle, alors que Doyce est parti vendre son invention à l'étranger. Il revient sans rancune puisqu'il entreprend aussitôt de faire libérer Arthur emprisonné pour dettes à la Marshalsea.
Henry GowanArtiste sans talent, il a rejeté Miss Wade et épousé Pet Meagles contre la volonté des parents de la jeune fille. Sa snob de mère prétend être déçue que son fils se soit marié « en dessous de son rang » (beneath himself).
Famille PlornishThomas Plornish, plâtrier, est un ancien compagnon des Dorrit à la prison de Marshalsea ; il vit maintenant avec sa femme et ses deux enfants à la Cour du Cœur-Saignant.
Mr. F's Aunt (« La Tante de Mr F. »)Compagne de Flora Finching, elle doit son nom au fait qu'elle est la tante du mari décédé de cette dernière. C'est l'un des personnages les plus drôles qu'ait créés Dickens qui la décrit en ces termes :
| « an amazing little old woman, with a face like a staring wooden doll too cheap for expression, and a stiff yellow wig perched unevenly on the top of her head, as if the child who owned the doll had driven a tack through it anywhere, so that it only got fastened on. » | « une étrange petite vieille, avec une physionomie semblable à celle d’une poupée de bois à laquelle on n’a pas le droit de demander qu’elle ait de l’expression dans les traits, vu le bon marché. Elle portait une perruque aussi roide que jaune, perchée de travers sur le sommet de son crâne, comme si l’enfant à laquelle appartenait la poupée lui avait planté un clou dans la tête, n’importe où, de façon à faire tenir tant bien que mal cette coiffure postiche. » |  |

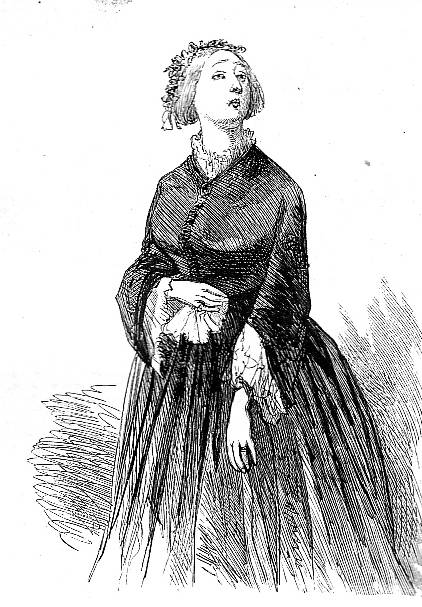
L'élocution selon Mrs General : « Pommes de terre, pruneaux et prismes » (Potatoes, prunes and prisms).

Elle est douée de la faculté d'émettre des remarques cocasses à l'encontre du bons sens, sans rapport aucun avec la conversation ou la situation en cours, et comme déconnectées de toute association d'idées reconnaissable par l'esprit.
Mrs GeneralMatronne chargée de chaperonner Amy et Fanny après que l'héritage tombé du ciel a rendu Wiliam Dorrit à la vie mondaine à laquelle il aspire. Elle accompagne la famille en Italie et enseigne les bonnes manières aux deux filles de la maison, leur faisant entre autres psalmodier « Papa, potatoes, poultry, prunes and prism » (« Papa, pommes de terre, volailles, pruneaux et prisme »), ce qui, dit-elle, est bon pour les lèvres. Elle serait encline à recevoir les faveurs de Mr Dorrit, mais ce dernier meurt avant d'avoir eu l'occasion de lui proposer ce qu'elle espère de lui, c'est-à-dire le mariage.

## Intrigue
C'est une sordide histoire que celle de la Petite Dorrit d'où n'émergent que quelques personnages, les deux protagonistes que les vicissitudes finissent par rapprocher, un vieux musicien excentrique au grand cœur, deux femmes de bagout. Crime, châtiment et rédemption, tels sont les principaux ingrédients de l'action. Le roman est long, 778 pages de texte dans la collection Wordsworth Classics.

### Résumé de l'intrigue principale

#### Trente ans plus tôt

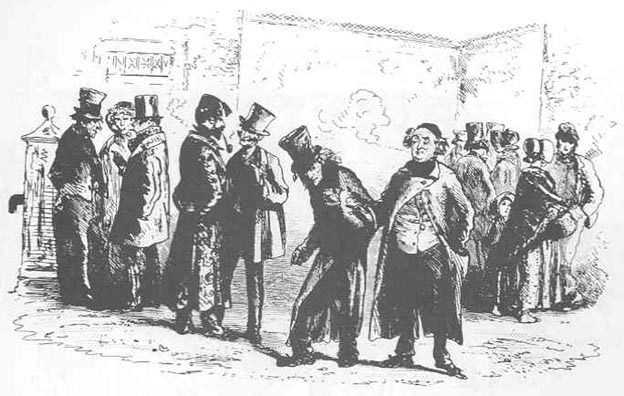
William et Frederick Dorrit, par Phiz.

« Il y a trente ans » (« thirty years ago »), vers 1826, à Marseille : au fond d'une prison, Rigaud raconte à son codétenu qu'il a assassiné sa femme ; en ville se trouve un Anglais, Arthur Clennam. Il vient de Chine où il a vécu pendant vingt ans avec son père et se rend à Londres où réside sa mère. Au moment de mourir, le vieil homme lui a confié une montre en murmurant : « Ta mère ». Arthur a pensé qu'elle était destinée à Mrs Clennam dont tout le monde, lui compris, croit qu'elle est sa mère. Dans le boîtier se trouve un rond de soie brodé des initiales D N F, « Do not forget » (« N'oublie pas »). L'implacable Mrs Clennam refusant d'élucider le message, ils se brouillent.

#### À la prison de Marshalsea

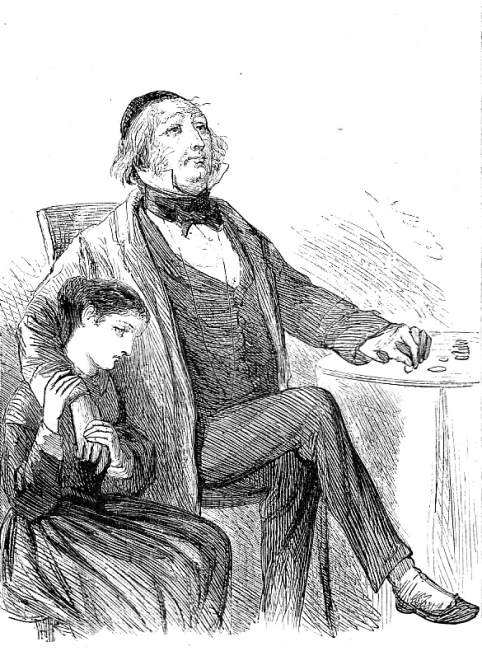
La Petite Dorrit et son père, par Sol Eytinge.

À Londres : William Doritt est emprisonné pour dettes à la Marshalsea depuis si longtemps que ses trois enfants y ont tous grandi. Amy (la Petite Dorrit), très attachée à son père, assure la subsistance quotidienne grâce à ses travaux de couture.
Arthur renoue avec son ancienne fiancée Flora Finching, devenue grasse et minaudière. La mère d'Arthur, bien que dans un fauteuil roulant, gère ses affaires avec son secrétaire Jeremiah Flintwinch dont la femme, Affery, voit en rêve les malversations de la maison.
Arthur, apprenant que Mrs Clennam a employé Amy comme couturière, se demande si celle-ci n'est pas liée au mystère de la montre et si sa mère n'a pas joué un rôle dans les malheurs des Dorrit. Pour en avoir le cœur net, il suit Amy jusqu'à la prison, puis interroge, sans succès, le ministère des Circonlocutions sur la dette de William Dorrit. Il décide alors de l'aider, ainsi que son frère Frederick. Il décide aussi de s'associer à Daniel Doyce, inventeur à la peine rencontré au ministère. Amy, au désespoir de John Chivery, le fils du gardien, amoureux d'elle depuis l'enfance, se prend secrètement à aimer Arthur. Ce dernier découvre avec l'aide de Pancks, chargé du recouvrement des loyers, que William Dorrit est l'héritier d'une fortune. Une fois les créances honorées, le prisonnier recouvre la liberté.

#### Une soudaine richesse

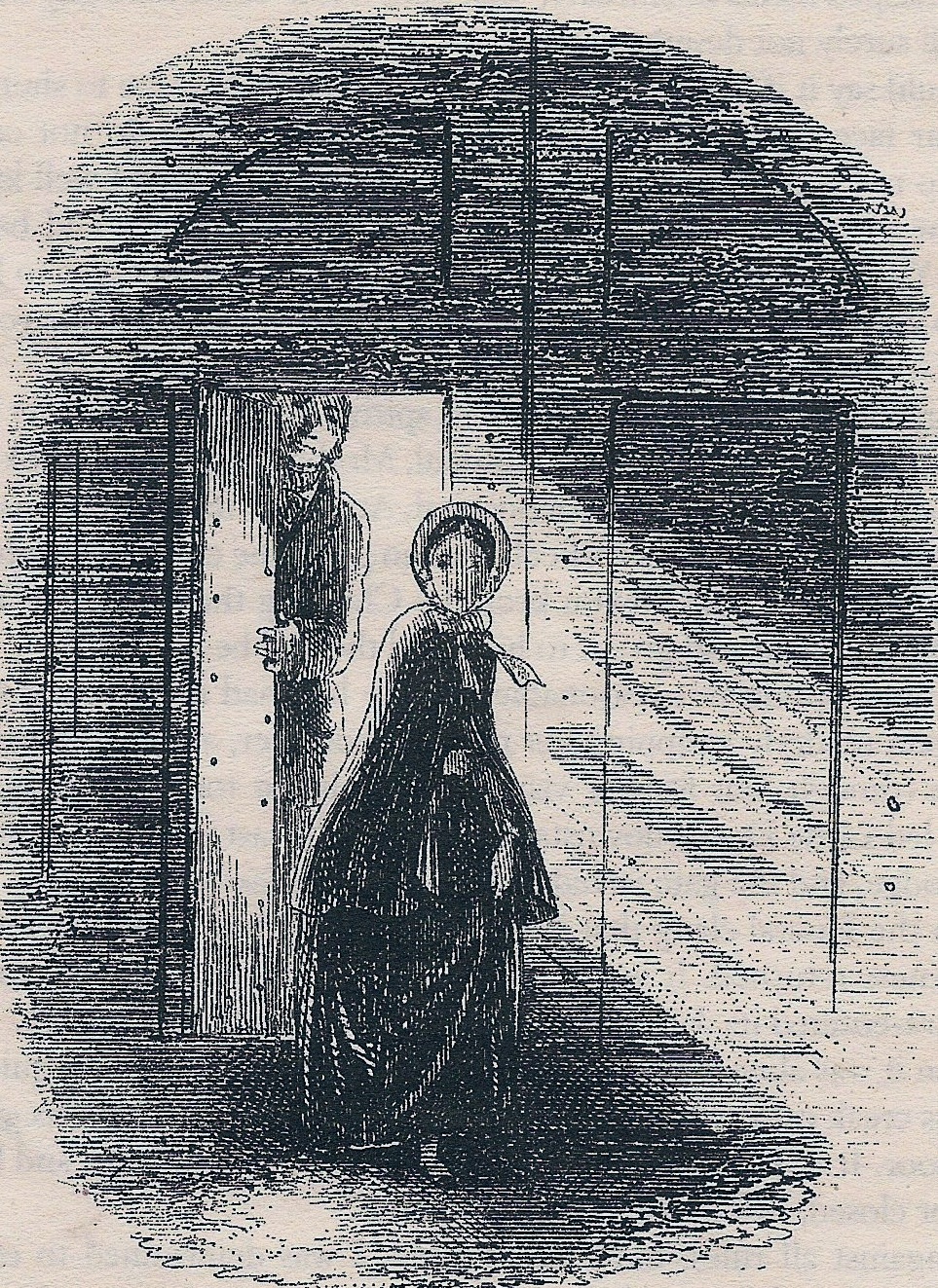
La Petite Dorrit quitte la prison de Marshalsea, par Phiz.

William décide que la famille se doit d'aller visiter le « continent » : traversant les Alpes, elle s'installe à Venise, puis à Rome. À part Amy, les Dorrit affichent une fierté de nouveaux riches. Cependant, après une crise de délire, William meurt à Rome, bientôt suivi de son inconsolable frère, Frederick, le musicien au grand cœur. Amy, se retrouvant seule, revient à Londres où elle rejoint sa sœur Fanny qui vient d'épouser un fat promu par faveur au ministère des Circonlocutions, le dandy Edmund Sparkler.
Le banquier Merdle, beau-père d'Edmund Sparkler, s'est livré à des transactions frauduleuses du type « chaîne de Ponzi », ; lorsque l'escroquerie est découverte, il se suicide et son établissement, dans lequel sont placées les liquidités des Dorrit, sombre corps et biens. Comme Arthur y a risqué les fonds de l'entreprise Doyce, il se retrouve en prison ; il tombe malade et Amy, par ses soins, le ramène à la vie.
Rigaud, alias Blandois, vit désormais à Londres. Il tente un chantage sur Mrs Clennam, ayant découvert qu'elle a caché à Arthur qu'il n'est pas son fils. En effet, la mère d'Arthur était une chanteuse d'une grande beauté, avec qui Mr Clennam avait conclu dans sa jeunesse une sorte de mariage secret, avant que son riche oncle n'oblige cet homme faible à épouser la Mrs Clennam de l'histoire. Cette dernière a consenti à élever l'enfant à la condition expresse que sa mère biologique ne le revoie jamais. La pauvre femme en est morte de chagrin. Le vieil oncle, cependant, lui a laissé une part d'héritage et en a destiné une autre à « la plus jeune des filles de son protecteur » (« the youngest daughter of her patron »), ce Frederick Dorrit qui lui a enseigné son art. Comme ce dernier n'a pas laissé de « fille », l'héritage revient à sa plus jeune nièce, Amy, la cadette de son frère William.

#### Conclusion
Mrs Clennam refuse de céder au chantage. Sous le choc, elle réussit à se lever, va à la Marshalsea révéler ce secret à la Petite Dorrit et lui demande un pardon aussitôt accordé. Amy lui promet de ne rien dire à Arthur, renonçant sans regret à cet héritage. Au retour, Mrs Clennam s'affale dans la rue, paralysée, incapable de parler, en voyant que sa maison s'est écroulée, engloutissant Rigaud sous les gravats.
Cependant, Daniel Doyce, l'associé en affaires d'Arthur, revient de Russie après avoir accumulé de grandes richesses. Grâce à lui, Arthur est libéré et épouse Amy.
La Petite Dorrit contient de nombreuses intrigues secondaires, la plus développée concernant les Meagles, que bouleversent le mariage de leur fille Pet avec le peintre Gowan et aussi l'abandon de leur fille adoptive Tattycoram, qui s'est laissé entraîner par Miss Wade, associée à Rigaud.

### Synopsis

#### Livre I: «Pauvreté»

##### Première partie (décembre 1855)

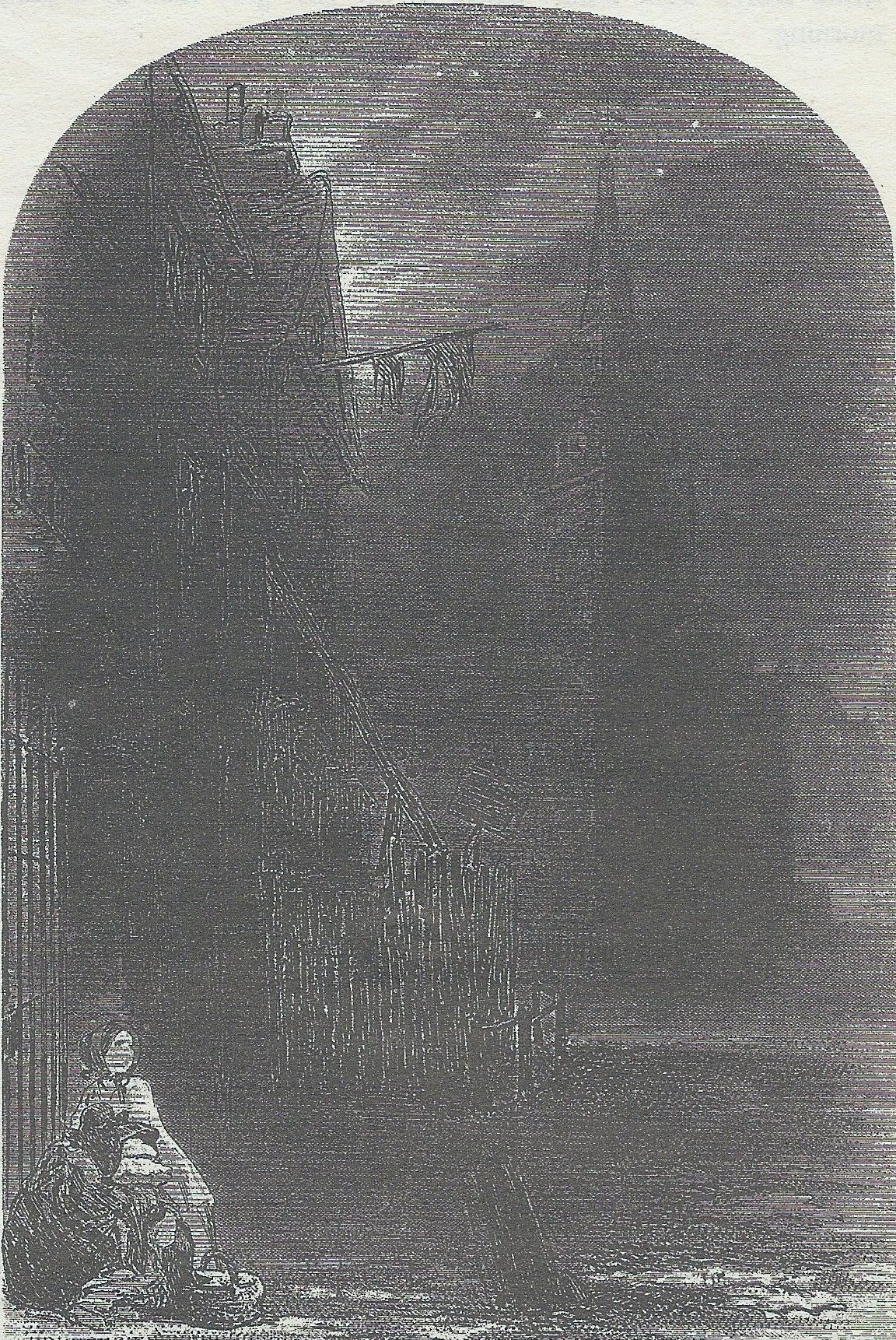
La Petite Dorrit seule dans la nuit de la rue, par Phiz.
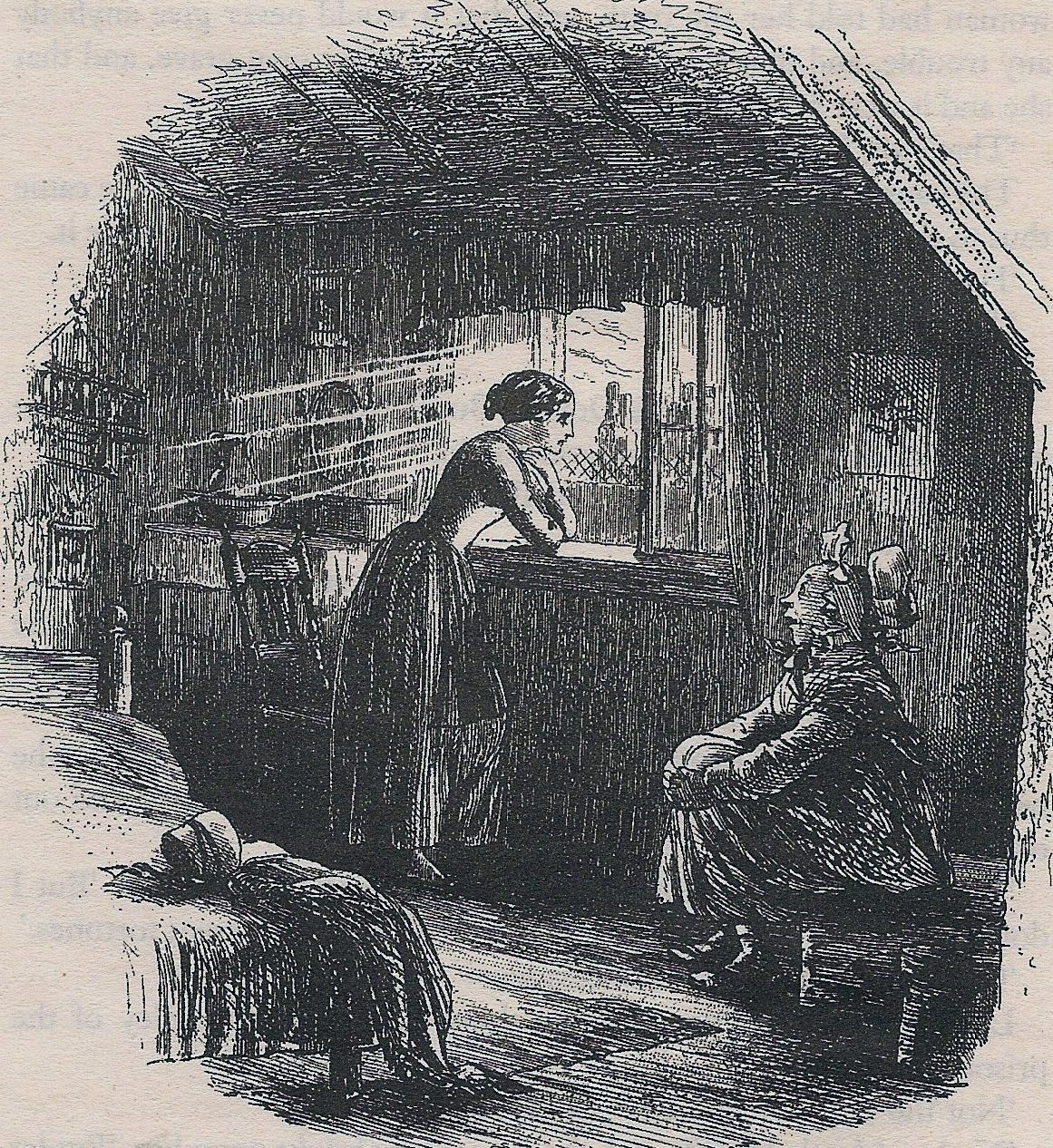
Maggy raconte l'histoire de la princesse, par Phiz.
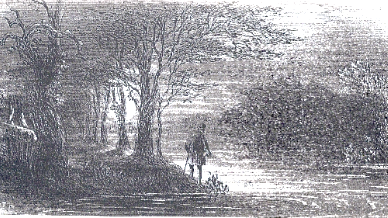
Arthur éparpille des roses au gré du courant, par Phiz.
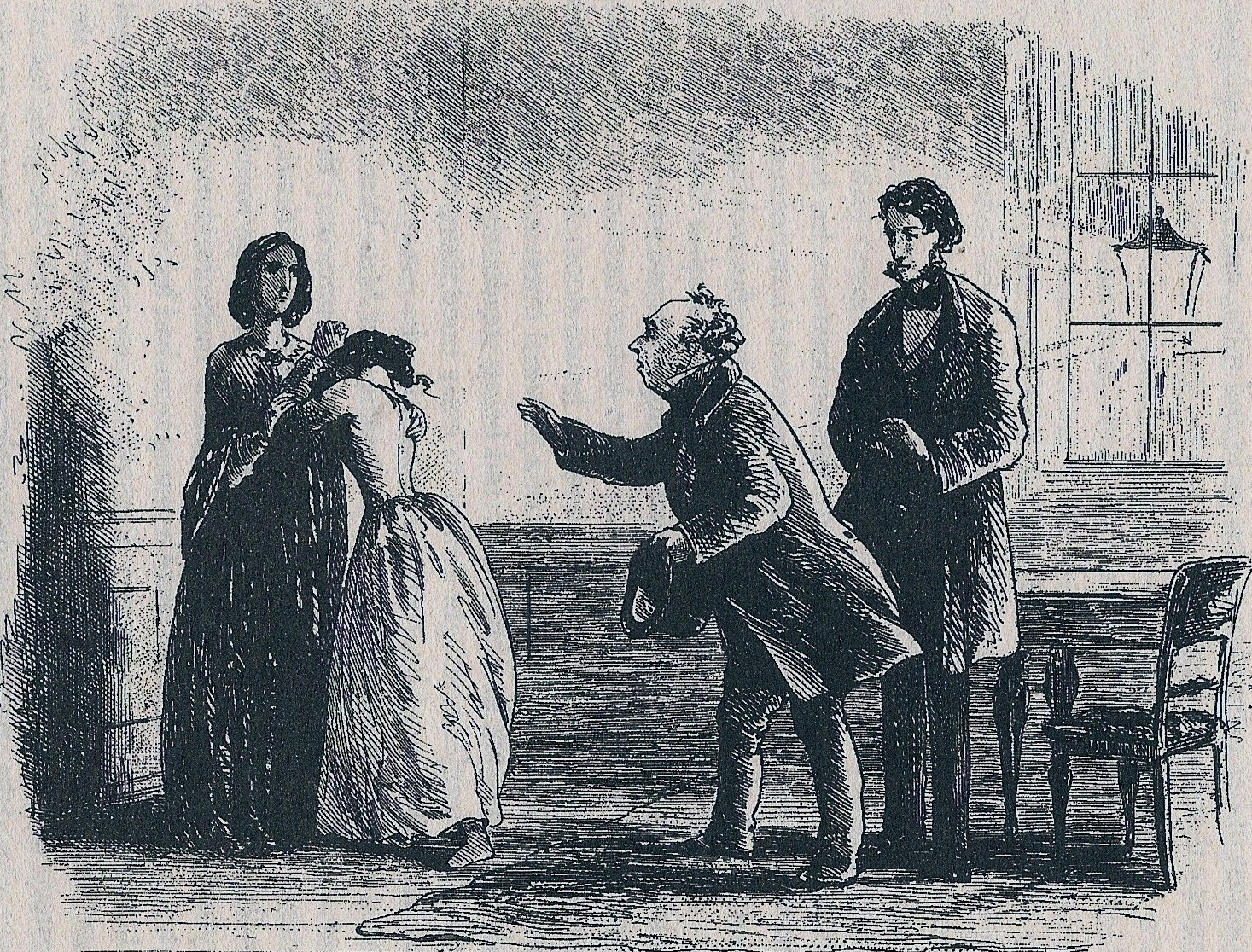
« Compte jusqu'à vingt-cinq ! », par Phiz.
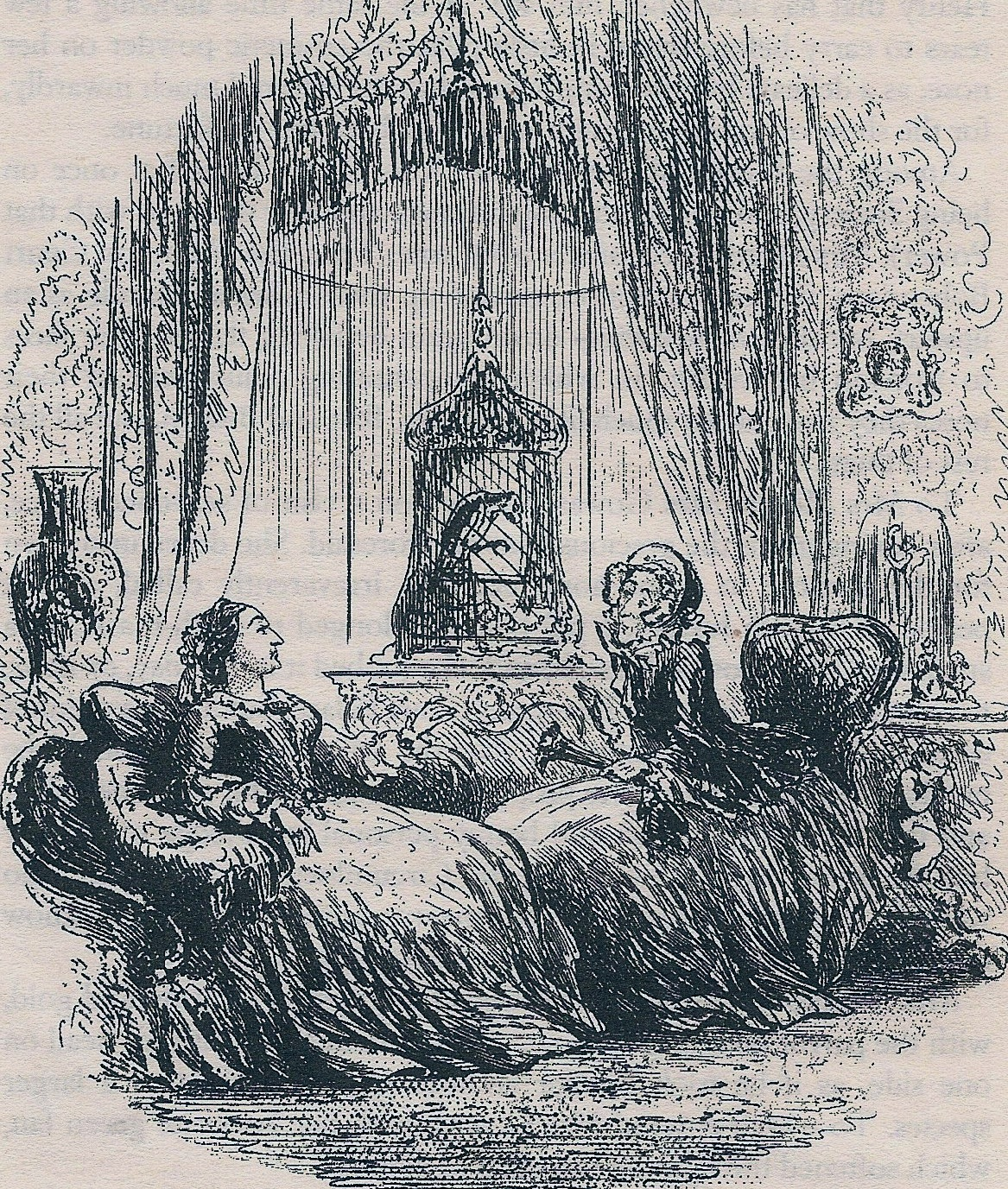
Mrs Merdle et Mrs Meagles discutent mariage, par Phiz.

I, 1 : Par une rayonnante journée d'été à Marseille, il y a trente ans, deux prisonniers s'attardent dans leur sombre cellule ; il s'agit de monsieur Rigaud, accusé d'avoir assassiné son épouse, et de Jean-Baptiste Cavaletto, contrebandier italien à la petite semaine.
I, 2 : Au même moment, plusieurs voyageurs anglais sont retenus en quarantaine à Marseille car ils arrivent d'Orient ; ce sont Mr Meagles, banquier à la retraite, et sa femme, qu'accompagnent leur fille chérie Pet et sa demoiselle de compagnie, Tattycoram ; non loin se trouvent Miss Wade, vieille fille rongée d'amertume et Arthur Clennam qui s'en retourne à Londres après plusieurs années passées en Chine pour gérer des affaires familiales. Ce jeune quadragénaire évoque son avenir incertain et son manque chronique de volonté.
I, 3 : Arthur arrive à destination un dimanche, jour qu'il a trouvé oppressant tout au long de son enfance. Il retrouve la maison de sa mère telle qu'il l'a laissée, rongée par la rouille et l'humidité, avec des murs qui s'effritent, noircis par les fumées de la ville, et que soutiennent d'énormes poutres de bois en arcs-boutants. Sa mère elle aussi est inchangée, rivée à un fauteuil roulant, cloîtrée dans une chambre de l'étage, et elle le reçoit avec sa froideur habituelle.
I, 4 : Pendant ce temps, Affery Flintwinch, la bonne de Mrs Clennam, voit son mari et son double au milieu de la nuit ; Flintwinch « renvoie » son double et rassure sa femme qui, dit-il, a été victime d'un cauchemar.

##### Deuxième partie (janvier 1856)

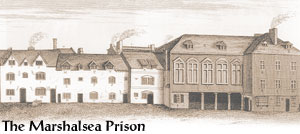
La prison de Marshalsea en 1827.

I, 5 : Le lendemain, Arthur annonce à sa mère qu'il se retire de l'entreprise familiale, ce qu'elle prend très mal. Elle devient encore plus furieuse lorsqu'il lui demande si son défunt mari – son propre père – a gardé un secret coupable dont il aurait désiré se disculper. Pour remplacer son fils, Mrs Clennam embauche Flintwinch comme secrétaire. Arthur se demande si le secret de famille dont il a parlé n'a pas quelque chose à voir avec l'une des employées de sa mère, la jeune Amy Dorrit.
I, 6 : Amy est aussi connue sous le nom de « la Petite Dorrit ». Elle est née dans la prison de Marshalsea où son père, emprisonné pour dettes, croupit depuis si longtemps qu'il y est connu comme « le Père de Marshalsea » (The Father of the Marshalsea). Il a acquis en captivité un certain statut patriarcal que respectent les détenus et aussi ses visiteurs qui lui témoignent leur respect en lui laissant l'hommage de petites sommes d'argent.
I, 7 : Si William Dorrit est devenu à l'ancienneté le « père de la prison », sa fille Amy y est connue comme « la Fille de Marshalsea ». Au décès de sa mère quand elle avait huit ans, c'est elle qui a assumé le rôle de la « mère » des Dorrit, dont elle tient les comptes et qu'elle nourrit par son travail journalier chez Mrs Clennam, alors que sa sœur aînée Fanny, danseuse à l'occasion et pétrie d'ingratitude, de même que son frère Tip, jamais à la hauteur de la situation, se laissent vivre sans vergogne.
I, 8 : Curieux d'en savoir plus sur cette jeune fille, Arthur la suit alors qu'elle quitte Mrs Clennam jusqu'à la prison où elle loge. Il y rencontre William Dorrit, présente ses respects et laisse quelques pièces de monnaie ; puis il sollicite le pardon de la Petite Dorrit pour s'être ainsi immiscé dans sa vie. Il s'apprête à quitter la prison alors que s'en ferment les lourdes portes et il est contraint d'y passer la nuit.

##### Troisième partie (février 1856)

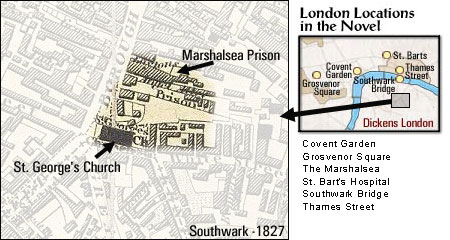
Londres et Marshalsea en 1827.

I, 9 : Arthur s'intéresse de plus en plus à Amy et à la famille Dorrit. La jeune fille lui confie qu'elle n'a aucun espoir de sortir son père de prison et elle se demande même s'il serait capable de survivre ailleurs qu'à Marshalsea. Arthur apprend que le principal créancier de Mr Dorrit est Tite Barnacle, du ministère des Circonlocutions.
I, 10 : Adepte du suprême principe consistant à « ne pas le faire » (not to do it), ledit ministère est depuis longtemps le domaine réservé de la famille Barnacle. Arthur tente de rencontrer Tite Barnacle mais ses essais sont infructueux. Il finit cependant par être présenté à Tite Barnacle Junior qui, après une conversation d'une totale banalité, l'oriente vers la demeure paternelle, située dans Mews Street, juste derrière Grosvenor Square, où, en effet, il trouve le maître de maison posant pour un portrait officiel. L'entrevue ne mène à rien car, en dépit de ses nombreuses questions, Arthur est renvoyé d'où il vient, c'est-à-dire au ministère des Circonlocutions où on lui remet une liasse de formulaires à remplir. À sa sortie, il tombe sur Mr Meagles, qu'accompagne Daniel Doyce, inventeur de son état cherchant en vain à obtenir de l'institution le moyen de faire breveter sa trouvaille. En réalité, loin d'obtenir de l'aide, il est traité en fauteur de trouble public.
I, 11 : La scène se déplace vers « Le Point du jour » (The Break of Day), petite auberge située à Chalon en France, où les deux prisonniers rencontrés à Marseille, Rigaud et Cavaletto, se retrouvent par hasard, tous deux en route pour le nord. Rigaud propose que le voyage se poursuive de concert, mais, à l'aube, Cavaletto quitte l'auberge en catimini.

#### Quatrième partie (mars 1856)
I, 12 : Londres, à nouveau. Clennam cherche à se renseigner sur les Dorrit et se rend à la « Cour du Cœur-Saignant » (Bleeding Heart Yard), pâté de taudis, et là il prend Plornish, plâtrier sans travail, comme agent pour faire libérer Tip, le frère d'Amy, lui aussi emprisonné à Marshalsea.
I, 13 : Arthur rencontre Mr Casby, propriétaire des lieux, qu'il trouve inchangé depuis qu'il l'a connu vingt ans plus tôt. En revanche, sa fille Flora, dont il était épris à l'adolescence et dans sa jeune maturité, désormais veuve de Mr Finching, a pris beaucoup de poids, est toujours aussi sotte et a encore gagné en verve et en familiarité. Le dîner chez les Casby lui est pénible et il est heureux de pouvoir prendre congé en compagnie de Pancks, chargé du recouvrement des loyers. En chemin, ils aident un étranger (c'est Cavaletto), qu'un fourgon postal a renversé. La journée ayant été riche en événements, Arthur éprouve le besoin de méditer sur le sens qu'il entend donner à sa vie. Il résume son passé d'une phrase en forme de question : après mes pérégrinations, mon exil, mon retour, cette journée passée avec la pauvre Flora, « qu'ai-je trouvé ? » (« What have I found ? »). À ce moment précis, apparaît la Petite Dorrit.
1, 14 : Elle est venue lui annoncer que Tip a été libéré grâce à l'entregent d'un bienfaiteur inconnu qu'elle n'a pas le droit de remercier. Elle prie Arthur de cesser de subventionner son père. Après quoi, elle le quitte et passe la nuit dans le froid de la rue, la première qu'elle ait jamais vécue hors des murs de la prison dont les portes ont été fermées.

##### Cinquième partie (avril 1856)
I, 15 : Affery surprend une querelle entre son mari et Mrs Clennam. Flintwinch accuse cette dernière de garder Arthur, qui a déjà des doutes, dans l'ignorance de sa naissance. Il l'avertit qu'il ne se soumettra pas à la domination de la vieille femme et, dans le même élan, se lance dans une diatribe contre la Petite Dorrit, sur quoi Mrs Clennam l'interrompt et le met dehors. Affery en conclut qu'il se passe des choses suspectes, voire louches, dans la maison.
I, 16 : Arthur et Daniel Doyce se rendent chez les Meagles à la campagne pour le week-end. Arthur a l'intention de courtiser la jeune Pet et aussi de proposer à Doyce un partenariat en affaires.
I, 17 : D'emblée, il se prend à détester Henry Gowan, l'arrogant peintre sans succès venu rendre visite à Pet. Doyce apprend à Arthur que Mr Meagles éprouve lui aussi un tel dégoût de Gowan qu'il a éloigné sa fille sur le continent.
I, 18 : Pendant ce temps, le jeune John Chivery, fils du geôlier, qui considère les Dorrit comme les aristocrates de Marshalsea, est tombé éperdument amoureux d'Amy. Un dimanche, après avoir apporté des cigares en hommage à Mr Dorrit, il cherche à rencontrer Amy sur le « Pont de fer » (The Iron Bridge), où elle se rend parfois pour jouir de la solitude. Il lui demande « s'il peut le dire » (« if he may say it »), ce à quoi elle répond qu'il ne devra jamais « le » dire, ni venir la voir sur le pont, et conclut en lui souhaitant de se trouver une bonne épouse et d'être heureux. Le pauvre garçon rentre chez lui en composant mentalement l'épitaphe qu'il aimerait voir gravée sur sa tombe.

##### Sixième partie (mai 1856)

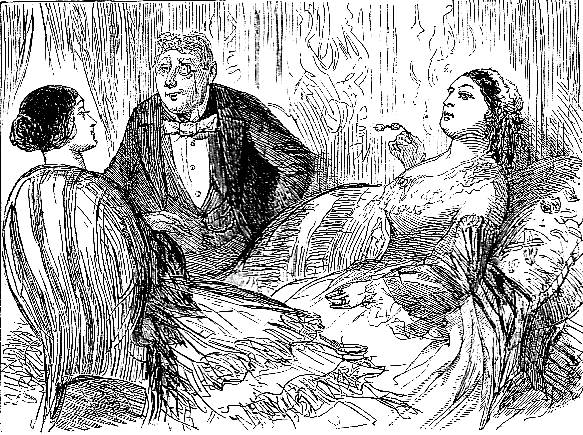
Mrs Merdle, en compagnie de Sparkler et Fanny, arbore une ample poitrine, par Phiz.

I, 19 : Les frères Dorrit n'ont rien de commun. William, le prisonnier, est solide et en pleine santé ; Frederick, qui réside en ville où il gagne sa vie en jouant de la musique, est fragile et d'humeur mélancolique. William en vient à se demander si son frère n'aurait pas été mieux loti en prison, puis, à la réflexion, se dit qu'il n'a pas la fibre assez forte pour cela.
Lorsque Chivery, contrairement à son habitude, perd patience envers William, le prisonnier blâme sa fille d'avoir rejeté son fils. Alors qu'il mange les mets qu'elle lui a préparés, il se lamente sur son sort et s'écrie : « Y a-t-il quelqu'un qui tienne à moi ? » (« What am I worth to anyone? »), ce qui bouleverse Amy au point qu'elle reste auprès de lui toute la nuit et le surveille pendant son sommeil.
I, 20 : Amy demande à sa sœur Fanny l'origine du bracelet qu'elle porte. Fanny l'emmène alors chez Mr Merdle dans Harley Street, près de Cavendish Square. Amy y apprend que le bijou est un cadeau de Mrs Merdle, qu'accompagnent de beaux vêtements et de l'argent, en gage que Fanny repoussera les avances de son fils, Edmund Sparkler. Fanny justifie l'attitude de Mrs Merdle dont les cadeaux intéressés lui permettent d'arborer le standing qu'elle revendique, alors que les réticences d'Amy ne servent, selon elle, qu'à attiser le mépris des gens de bien qui voient en eux des indigents.
I, 21 : Plus tard, lors d'un dîner chez les Merdle, le Barreau, l'Évêché, le Trésor et l'Amirauté supputent l'étendue de la fortune dont jouit leur hôte, qu'ils flattent et courtisent à qui mieux mieux, d'autant que Mrs Merdle exhibe de somptueux bijoux sur son ample poitrine. Pourtant, les nuages s'amoncellent sur la soirée : Mr Merdle ne se sent pas bien, sans que les docteurs trouvent de cause à son mal-être.
I, 22 : À la demande d'Amy, Arthur arrête de payer son tribut à Mr Dorrit, ce qui réduit beaucoup son prestige auprès du « Père de Marshalsea » auquel, pour autant, il continue de rendre visite. Un dimanche matin, Clennam voit le jeune Chivery en proie à une crise de mélancolie, accablé qu'il est d'avoir été éconduit par Amy. Cette rencontre le surprend car il ne lui est jamais venu à l'esprit de considérer que la jeune fille puisse susciter un sentiment amoureux. Rompant la promesse faite, il envoie de l'argent à Mr Dorrit et reste stupéfait de la réaction d'Amy, absolument désolée qu'il ait ainsi changé d'avis.

##### Septième partie (juin 1856)
I, 23 : Arthur s'associe à Doyce, dont les ateliers sont situés dans la Cour du Cœur-Saignant, et recrute Pancks pour qu'il enquête sur les Dorrit.
I, 24 : Flora veut employer la Petite Dorrit, mais l'embarrasse considérablement en racontant à tout va l'histoire de sa vie et de ses relations avec Arthur. Amy se trouve aussi intimidée par Pancks qui l'observe de près et lui prédit l'avenir. Il lui décrit sa famille avec une exactitude si parfaite, lui annonçant de surcroît qu'elle « verra ce qui arrivera » (shall live to see), que la jeune fille se retire dans sa chambre. Là, elle retrouve Maggy, une faible d'esprit qui considère Amy comme sa « Petite Mère » (Little Mother). Elle lui raconte l'histoire de la princesse et de la petite femme à son rouet gardant une ombre secrète cachée dans son réduit ; à la mort de la petite femme, la princesse n'y trouve rien et se persuade que l'ombre est partie, comme prédit, se réfugier dans sa tombe.
I, 25 : Cavaletto s'installe dans la Cour du Cœur-Saigant, où les résidents lui apprennent l'anglais, mais remarquent qu'il scrute souvent la rue comme s'il craignait quelqu'un.

##### Huitième partie (juillet 1856)
I, 26 : Si Arthur avait pris la décision de courtiser Pet, il se serait pris d'aversion envers Henry Gowan qui empoisonne la vie de Mr Meagles. Lorsqu'il accompagne ledit Gowan pour rendre visite à sa mère qui habite dans le quartier de Hampton Court, il fait la connaissance d'un groupe de jeunes aristocrates bouffis de condescendance. Mrs Gowan affirme que Pet n'est qu'une parvenue cherchant à s'élever socialement en « mettant la main sur son fils » (catching her son). Arthur, que le snobisme de cette femme irrite, fait remarquer à la dame que Mr Meagles est loin d'approuver cette fréquentation.
I, 27 : Meagles demande à Clennam de l'aider à retrouver Tattycoram qui a fait une fugue ; elle s'est installée chez Miss Wade où Mr Meagles et Arthur finissent par la localiser. Pour la dissuader de repartir avec eux, Miss Wade assure la fugitive que Mr Meagles ne désire la reprendre que pour servir de « repoussoir à la beauté de sa fille, d'esclave soumise à son bon caprice et de jouet pour la famille qui peut ainsi faire étalage de sa bonté » (« a foil to his pretty daughter, a slave to her pleasant wilfulness, and a toy in the house showing the goodness of the family ». Elle ajoute : « Tu peux retrouver tous [ces avantages] en disant à ces messieurs à quel point tu te sens humble et repentante, et que ton retour te garantira leur pardon. Qu'as-tu à dire à cela, Harriet ? Tu veux y aller ? » (« You can recover them all by telling these gentlemen how humbled and penitent you are, and by going back with them to be forgiven. What do you say, Harriet? Will you go? »). À la fin de l'entrevue, Mr Meagles adjure Tattycoram de le suivre et lui dit : « Compte jusqu'à vingt-cinq ! » (« Count five-and-twenty! ») ; en vain : la jeune fille se réfugie dans les bras de Miss Wade et les visiteurs repartent tristement.
I, 28 : Meagles, après plusieurs essais infructueux pour faire changer Tattycoram d'avis, se résout à la considérer comme irrécupérable. Gowan courtise toujours Pet. Lorsque cette dernière confie à Arthur qu'elle est prête à l'épouser, il se rend au bord de la rivière et éparpille des roses qui dérivent au gré du courant.
I, 29 : En ville, Mrs Clennam s'inquiète de savoir pourquoi Pancks se préoccupe à ce point de la vie d'Amy. Elle interroge la jeune fille sur sa situation et semble rassurée par les réponses qu'elle reçoit, dénuées de toute inquiétude, récrimination ou regret.

##### Neuvième partie (août 1856)

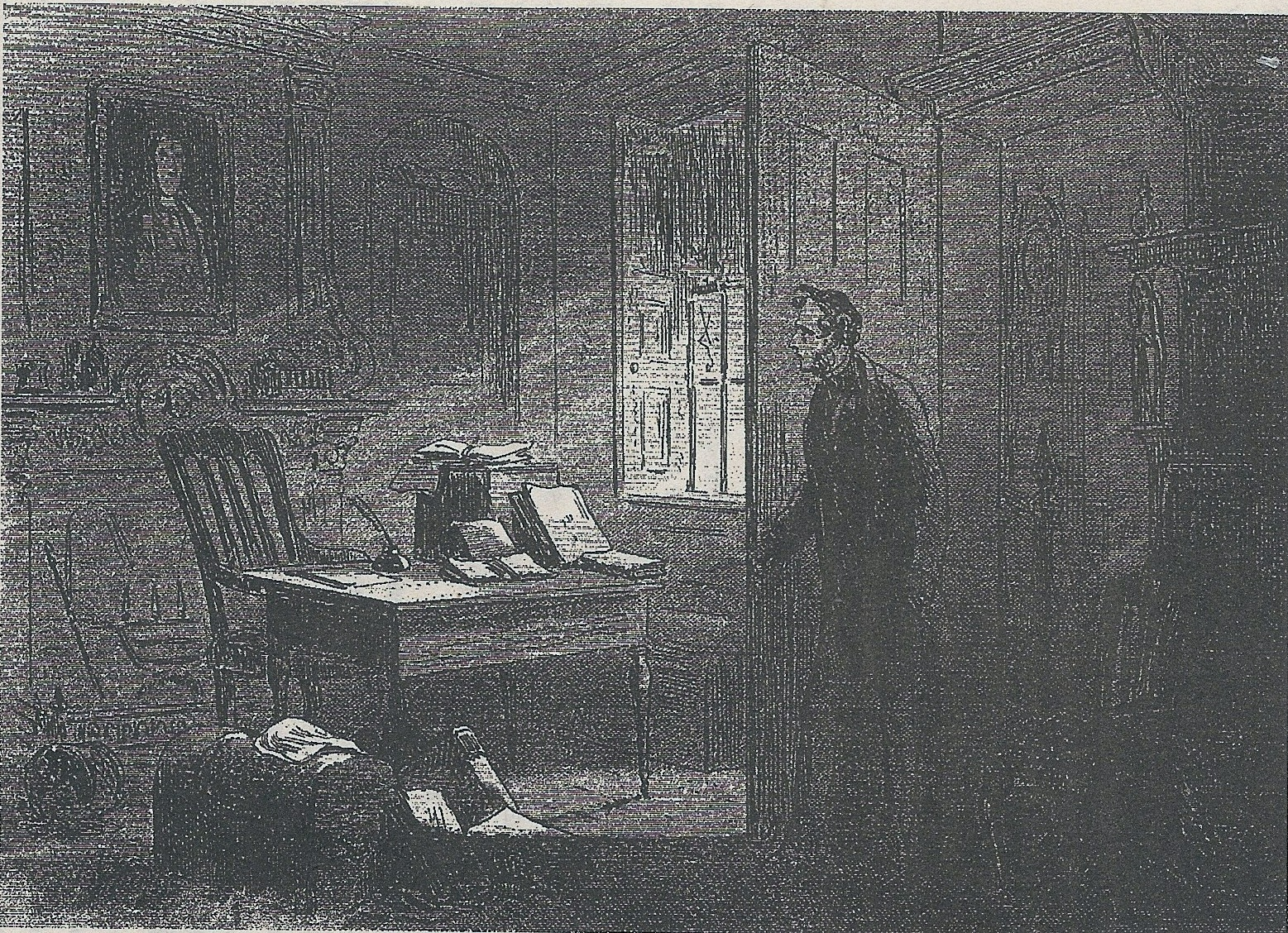
Blandois en admiration devant le portrait, par Phiz.

I, 30 : Rigaud, le prisonnier d'abord rencontré à Marseille, se fait désormais appeler Blandois et se présente comme apatride. Le voici à la porte de Mrs Clennam avec une lettre de crédit adressée à Clennam & Co. Il flatte Mrs Clennam, admire le portrait de son mari et sa montre ; les initiales figurant sur cette montre « DNF », apprend-il, signifient « Do not forget » (« N'oublie pas »). Mrs Clennam lui parle de son existence monotone qui, l'assure-t-elle, ne lui donne jamais l'occasion d'oublier que « l’on a, comme tous les enfants d’Adam, des péchés à expier et sa paix à faire avec le Seigneur » (« to be sensible of having (as we all have every one of us, all the children of Adam!) offences to expiate and peace to make »).
I, 31 : La Petite Dorrit rentre à pied de la Cour du Cœur-Saignant à la prison de Marshalsea, au bras du Vieux Nandy (Old Nandy), pensionnaire de l'hospice à l'uniforme antédiluvien et « vieux protégé » de son père. Fanny, qui les rencontre en chemin, se scandalise que sa sœur puisse être vue dans la rue en compagnie d'un indigent, puis passe de l'autre côté de la rue ; Mr Dorrit, lui aussi, se dit profondément chagriné et humilié lorsque sa fille arrive, puis lui fait une leçon de dignité :
| « Il est parfaitement exact, ma chère, que je suis toujours heureux de voir mon vieux protégé… mais en cette qualité seulement, vous comprenez, et que je tends à ce… hem !… roseau brisé (j’espère qu’il n’y a aucune inconvenance à le désigner ainsi), une main aussi… hem… aussi protectrice et aussi bienveillante que ma position me permet de le faire. Tout cela est très exact, ma chère enfant. Mais, en même temps, je sais ne pas dépasser les bornes que m’impose… hem !… le sentiment de ma propre dignité… de la dignité qui me convient. Il y a certaines choses (il s’arrêta pour sangloter) qui ne sauraient se concilier avec ce sentiment et qui le blessent… qui le blessent profondément. Ce n’est pas d’avoir vu ma chère Amy prévenante et… hem !… affable envers mon vieux protégé… ce n’est pas là ce qui me froisse. C’est… car je veux me montrer explicite en terminant ce pénible entretien… d’avoir vu ma fille, ma propre fille, entrant dans la cour de cette communauté, au sortir de la rue… et souriant ! souriant !… au bras d’un… Ô mon Dieu !… au bras d’une livrée de misère. » | « It is perfectly true, my dear, that I am always glad to see my old pensioner – as such, as such – and that I do – ha – extend as much protection and kindness to the – hum – the bruised reed – I can. It is quite true that this is the case, my dear child. At the same time, I preserve, in doing this, if I may – ha – if I may use the expression – Spirit. Becoming Spirit. And there are some things which are – he stopped to sob – irreconcilable with that, and wound that – wound it deeply. It is not that I have seen my good Amy attentive, and – ha – condescending to my old pensioner – it is, if I am to close the painful subject by being explIcit, that I have seen my child, my own child, my own daughter, coming into this colLege out of the public streets – smiling! smiling! – arm-in-arm with, oh, my God, a livery. » |  |

I, 32 : Arthur demande à Amy de ne pas faire attention aux « insultes » qu'il a subies. Il est heureux de les endurer pour pouvoir la rencontrer. Il la prie de lui faire confiance et elle se met à pleurer à profusion. Il lui confie qu'après son échec auprès de Pet, il se sent désormais trop vieux pour songer à l'amour et à une liaison. Il aimerait qu'Amy lui fasse part de ses sentiments à cet égard. Mais survient Maggy qui se propose de raconter une nouvelle fois l'histoire de la princesse, simple conte de fées, précise-t-elle. Pancks rend compte de ses recherches à Arthur et l'assure qu'il est sur le point de découvrir l'histoire de la Petite Dorrit.

##### Dixième partie (septembre 1856)
I, 33 : Bien que Meagles se prépare à payer les dettes de Gowan, son épouse persiste à penser que ce sera déchoir que de l'avoir pour gendre. Mrs Merdle se plaint que son mari ne soit pas assez mondain, tant il est pris par ses affaires. De fait, Merdle traverse la maison comme s'il était un étranger chez lui.
I, 34 : Gowan est déçu, mais comme tout le monde, médite-t-il. Son mariage imminent ne le comble pas et, justement, lors de la réception, il souffre de la différence de classe séparant les Barnacle, aristocrates, des Meagles, bourgeois d'affaires.
I, 35 : Pancks découvre que la Petite Dorrit est l'héritière d'une vaste fortune. Lorsque Arthur apprend la nouvelle à l'intéressée, elle s'évanouit. Quant à Mr Dorrit, il se met à trembler d'émotion. La Petite Dorrit se pose la question de savoir pourquoi son père a perdu tant d'années et connu tant de souffrances, mais les dettes sont enfin honorées. Il les a payées en argent et en vie, fait-elle remarquer.
I, 36 : En son dernier jour à la prison, Mr Dorrit donne un repas d'adieu digne d'un baron, puis, à midi, conduit sa famille vers la voiture qui les attend à la porte. La Petite Dorrit n'est pas au rendez-vous et Arthur la trouve à nouveau évanouie dans sa chambre, puis la prend dans ses bras et la porte jusqu'à la voiture. Fanny se scandalise que sa sœur puisse encore porter sa vieille robe. La voiture s'éloigne et Arthur reste seul dans la rue.

#### Livre II: «Richesse»

##### Onzième partie (octobre 1856]

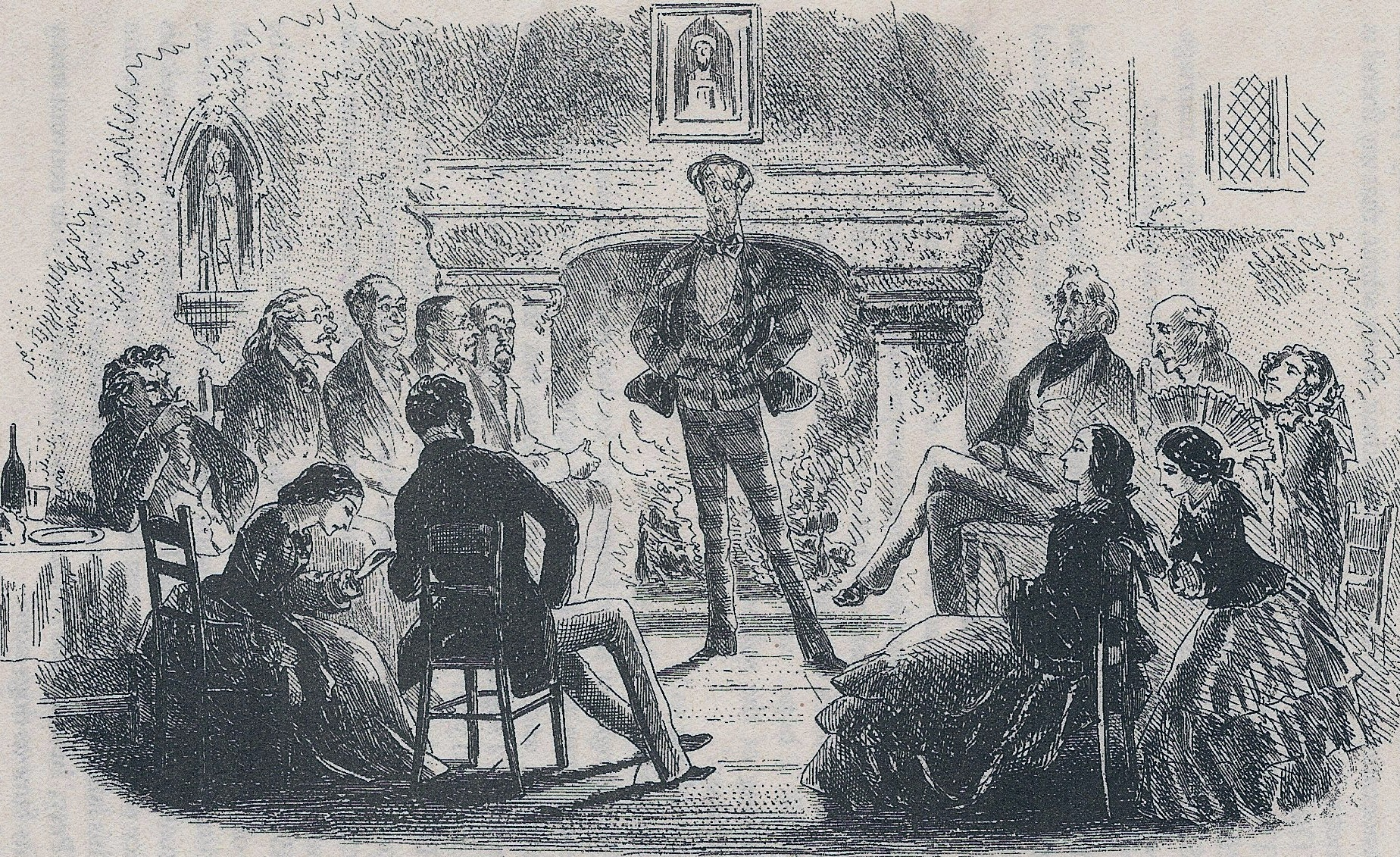
La famille Dorrit en voyage, par Phiz.
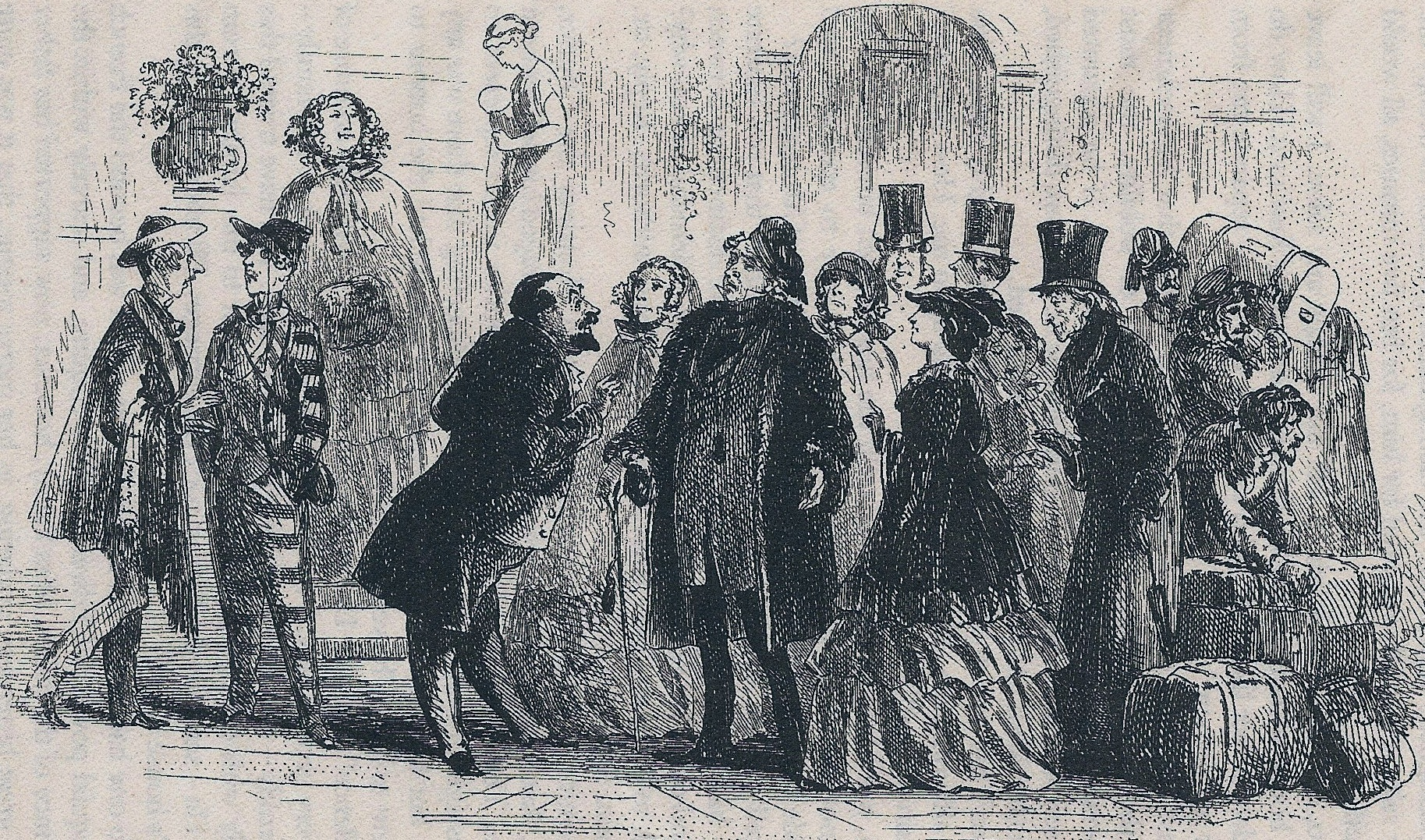
Mr Dorrit s'offusque à Martigny, par Phiz.
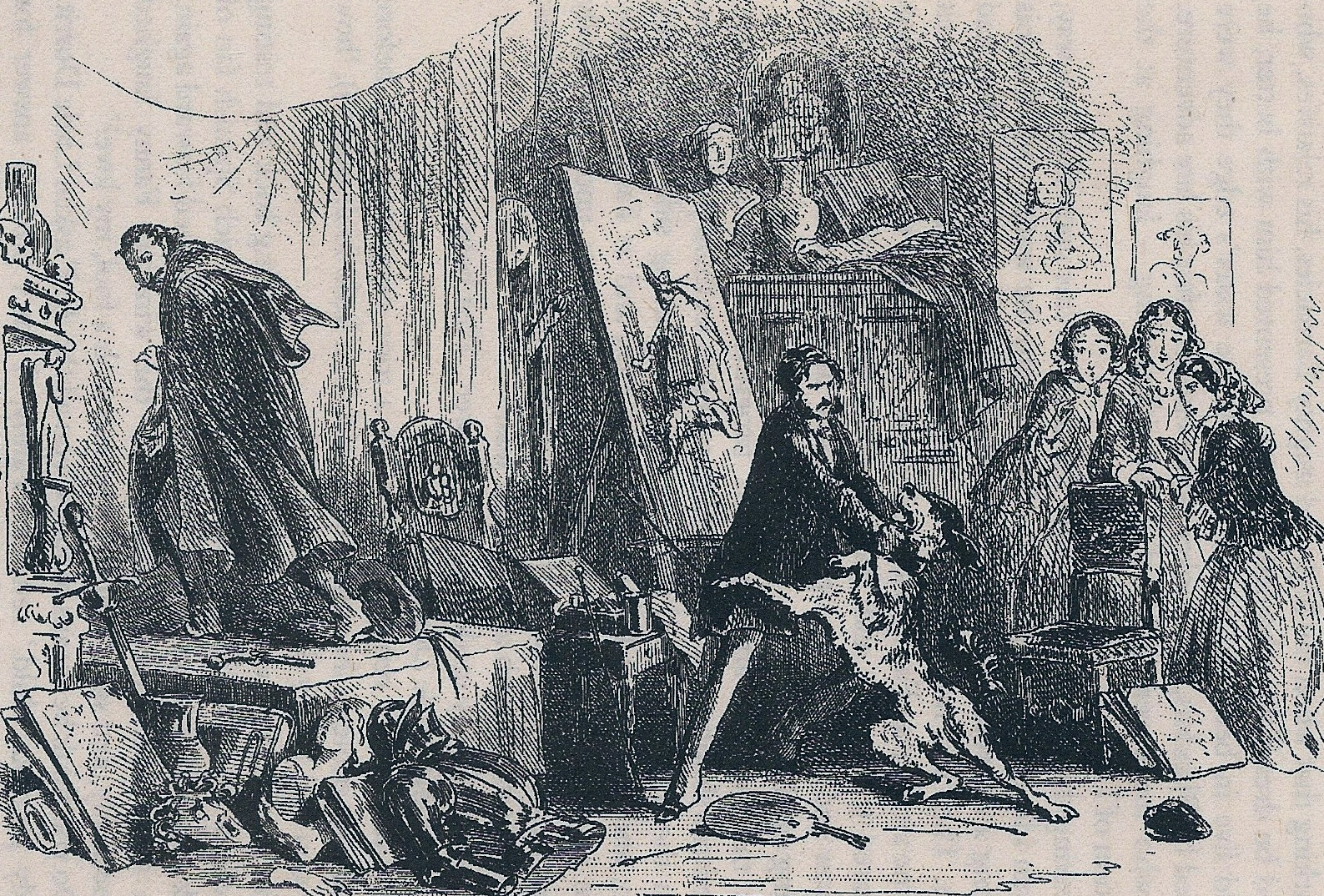
Henry Gowan terrasse son chien sans ménagement, par Phiz.
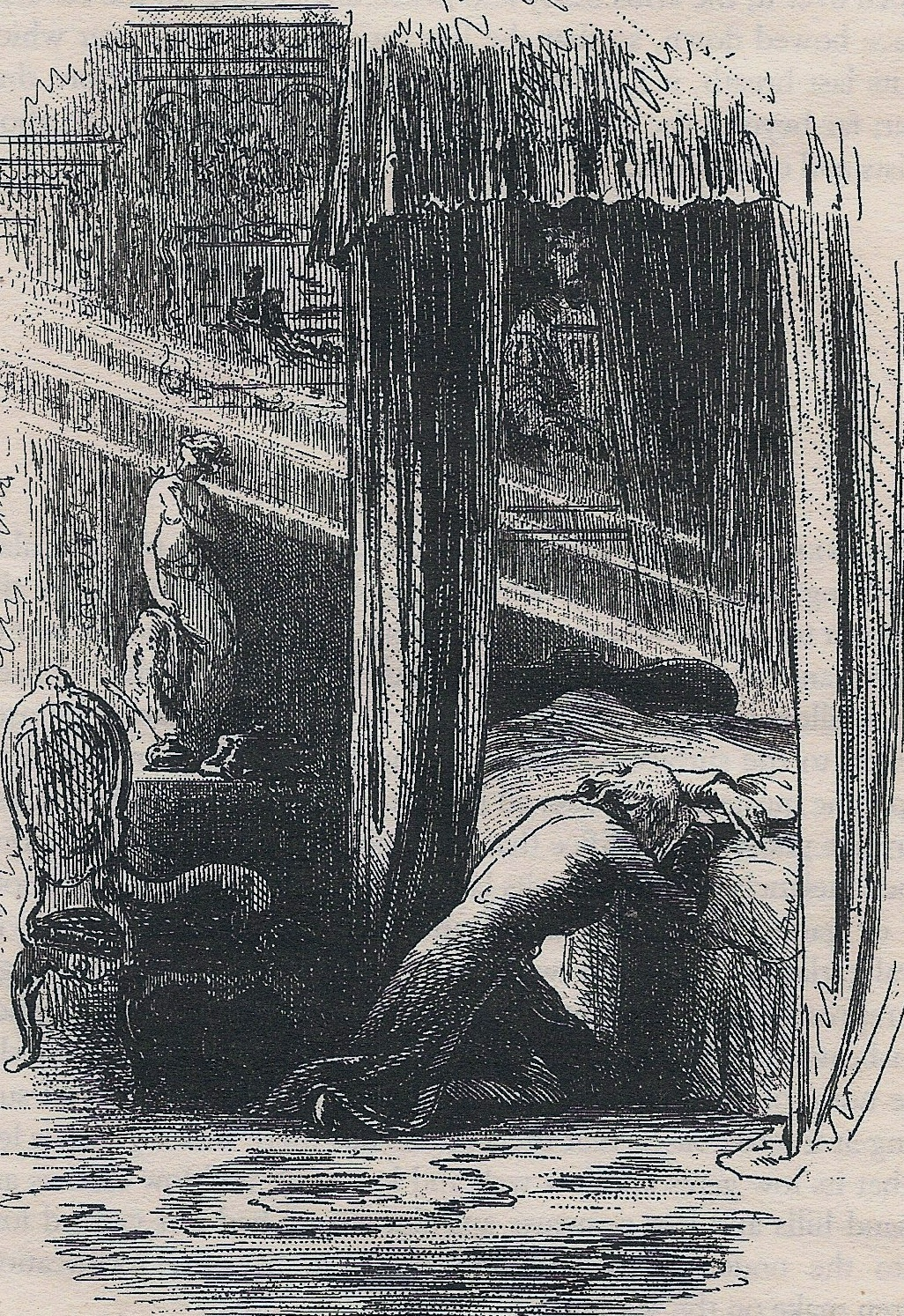
La nuit dans la maison Clennam, par Phiz.
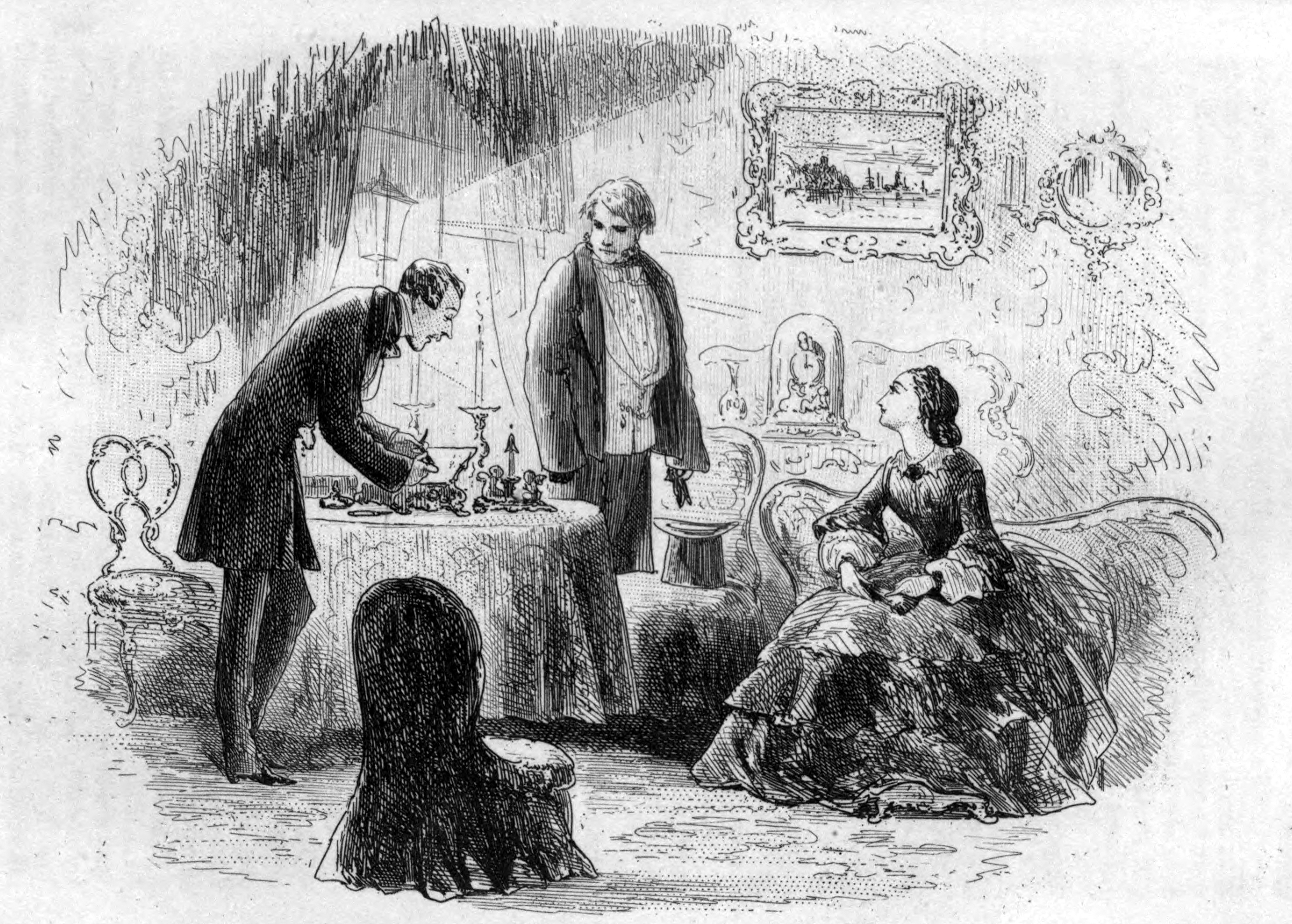
Mr Merdle emprunte un canif chez les Sparkler, par Phiz.
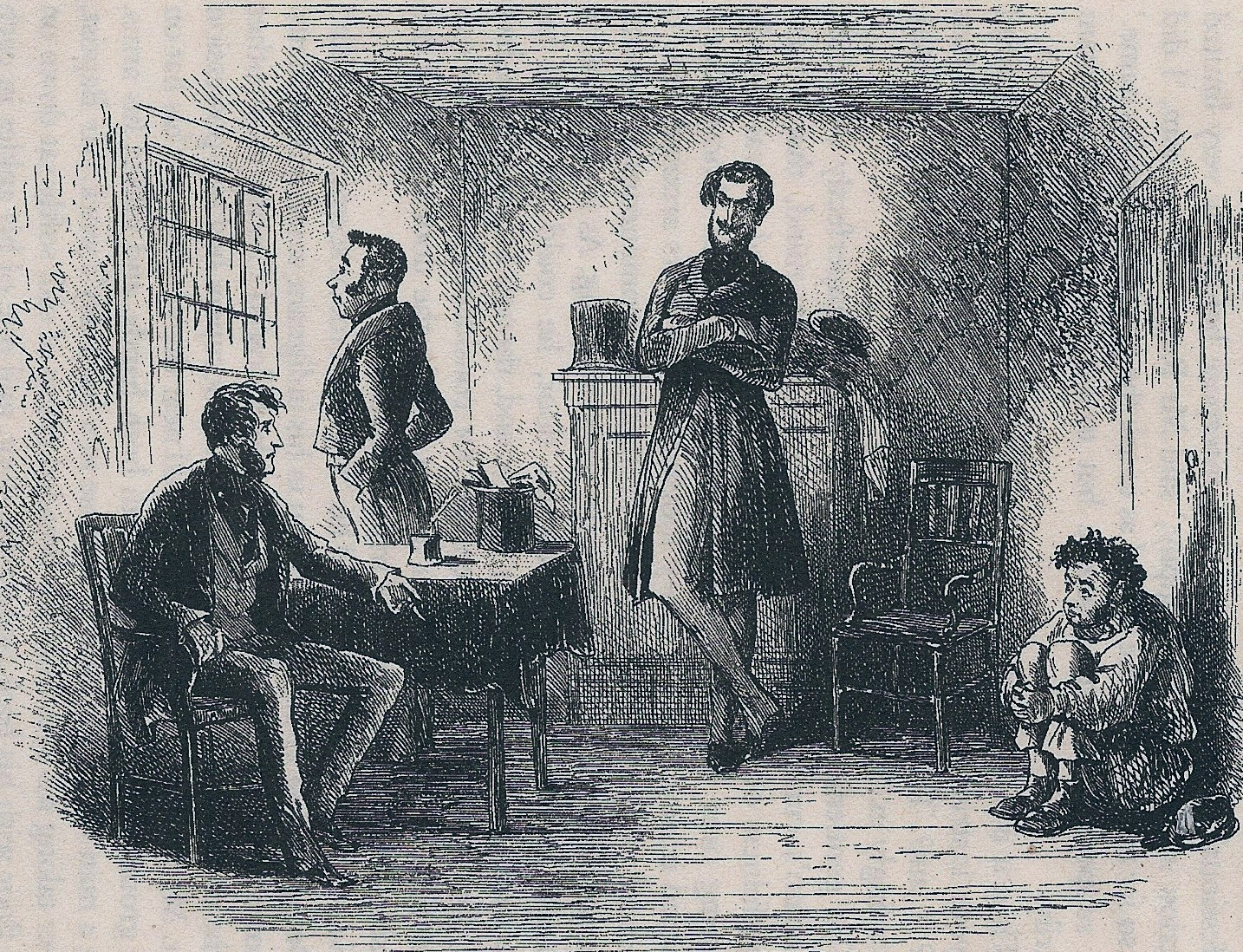
Arthur Clennam dans la chambre des Dorrit à la Marshalsea, par Phiz.

II, 1 : Tous les Dorrit, William, Frederick, Fanny, Tip et Amy, voyagent en Suisse et en Italie. Leur première nuit est passée au monastère du col du Grand-Saint-Bernard, où ils rencontrent les Gowan et Blandois, en route pour Rome. Amy réconforte Pet qui s'est évanouie pendant le dîner. Blandois n'a de cesse de regarder Amy, ce qui la plonge dans l'embarras.
II, 2 : En compagnie des Dorrit se trouve Mrs General, fille d'un éminent homme d'Église et veuve d'un officier d'intendance ; elle a été engagée pour « modeler » l'esprit de Fanny et d'Amy.
II, 3 : Les Dorrit prennent la direction de l'Italie, mais Amy reste hantée par le regard de Blandois, rivé sur leur voiture. À Martigny, Mr Dorrit s'offusque de ce que les Merdle aient pris avec leur fils Edmund Sparkler la chambre qui leur avait été réservée. Mr Merdle ne fait nulle attention à Fanny et à Amy, mais, alors que leur voiture est sur le départ, Sparkler les observe par la fenêtre arrière. En Italie, coupée de son monde et de son environnement, Amy ne survit qu'avec ses souvenirs. À Venise, elle est vite connue comme la petite Anglaise assise sur le balcon à contempler le canal.
II, 4 : Amy écrit à Arthur pour lui dire qu'elle a revu Pet et qu'elle a l'impression que son mariage est en difficulté, ce dont, ajoute-t-elle, Pet n'a peut-être pas même conscience. Pet, selon elle, a besoin d'un mari plus solide et plus stable que le sien. Elle évoque aussi ce qu'elle appelle « l'irréalité » de son voyage et exprime sa nostalgie de ceux qu'elle a laissés en Angleterre. Elle le conjure de ne pas la considérer autrement que comme il le faisait de la petite jeune femme pauvre confinée à la Marshalsea.

##### Douzième partie (novembre 1856)
II, 5 : Mrs General rend compte à Mr Dorrit que sa fille Amy est dénuée de tout caractère et de toute confiance en soi. William enjoint à sa fille de suivre l'enseignement de la dame et l'assure qu'elle est la seule de la famille à continuer de porter la souillure de la prison. Frederick prend la défense de sa nièce et s'oppose à la famille :
| « […] je proteste contre l’orgueil. Je proteste, parce que, sachant ce que nous savons, après avoir vu ce que nous avons vu, aucun de nous n’a le droit de déprécier notre pauvre petite Amy ou de lui causer le moindre chagrin. » | « I protest against pride. I protest against ingratitude. I protest against anyone of us here who have known what we have known, and have seen what we have seen, setting up any pretension that put Amy at a moment's pain. » |

Tous, à l'exception d'Amy, sont scandalisés et partagent l'avis que l'oncle Frederick est devenu fou.
II, 6 : La Petite Dorrit rend visite aux Gowan et trouve Henry à son chevalet en train de peindre le portrait de Blandois. Son chien montre les crocs au modèle, alors Gowan mate l'animal à coups de pied. Sur le chemin du retour, Amy se demande si Henry ne traite pas sa femme comme une enfant. Fanny remarque que Sparkler suit leur gondole et elle se dit prête à le réduire en esclavage.
II, 7 : Lorsque la Petite Dorrit revoit Pet, les deux femmes sont suivies par Blandois. Pet raconte à Amy que Blandois a empoisonné le chien de Gowan. Fanny stupéfie sa sœur en lui annonçant que Mrs General a jeté son dévolu sur leur père. La petite Dorrit médite sur la société italienne et parvient à la conclusion que c'est « une sorte de Marshalsea supérieure » (a superior sort of the Marshalsea). La famille quitte Venise pour Rome où, une fois encore, elle tombe sur les Merdle.

##### Treizième partie (décembre 1856)
II, 8 : Arthur Clennam est de retour à Londres, où il cherche des aides pour l'invention de Doyce et se languit d'Amy Dorrit.
II, 9 : Il voit un jour Tattycoram dans une rue de la capitale, en compagnie d'un étranger ; il les suit de loin et observe qu'ils ont un rendez-vous clandestin avec Miss Wade.
II, 10 : Quelques jours plus tard, il est bouleversé de rencontrer chez sa mère cet insolent étranger qui s'avère être Blandois.
II, 11 : La Petite Dorrit écrit à Arthur au sujet de Pet : elle parle de son dévouement envers son mari, de leur nouveau-né, mais aussi de l'embarras que ressentent les Meagles à l'égard de leur gendre. Elle l'entretient aussi du soupirant de Fanny et de sa propre nostalgie de l'Angleterre.

##### Quatorzième partie (janvier 1857)
II, 12 : La fortune de Merdle lui donne du pouvoir et de l'influence. Il en use auprès de Tite Barnacle pour qu'Edmund Sparkler obtienne un poste au ministère des Circonlocutions.
II, 13 : Son influence s'étend sur tout le territoire et il connaît un succès sans précédent : ses actions montent en flèche, ses affaires sont au mieux. Même Pancks a investi 100 £ dans sa banque. Arthur, cependant, reste prudent, tout en n'écartant pas la possibilité de placer les fonds de Doyce et Clennam en obligations Merdle.
II, 14 : Rome : Sparkler a obtenu son poste et cela fait le tour de la communauté britannique. Fanny se sent proche d'une décision : va-t-elle l'épouser et revenir en Angleterre avec lui ? Elle se sait capable de ne pas se plier aux exigences d'un mari, fût-il brillant ; or, Sparkler lui paraissant plutôt balourd, elle en conclut que c'est elle, à coup sûr, qui dominera le couple. De plus, narguer Mrs Merdle, hostile à cette union, est un atout important.

##### Quinzième partie (février 1857)
II, 15 : Fanny cherche le conseil d'Amy : doit-elle ou non précipiter son mariage ? Amy conseille d'attendre, mais Fanny est impatiente de prendre sa revanche sur Mrs Merdle. La cérémonie a donc lieu sans plus attendre et les jeunes mariés, accompagnés de Mr Dorrit, regagnent Londres, laissant Amy seule avec Mrs General.
II, 16 : À Londres, les Sparkler investissent la chambre de Mr et Mrs Merdle. Mr Dorrit achète des titres à la banque Merdle et se persuade de plus en plus que le mariage de Fanny l'a propulsé au sommet de l'échelle sociale.
II, 17 : Avant de quitter Londres, Mr Dorrit s'enquiert auprès de Mrs Clennam de la disparition de Blandois, mais sa réponse évasive le trouble énormément. De plus, la femme du secrétaire, Affery, le perturbe encore plus en lui révélant que la maison est parcourue de bruits étranges et terrifiants ; il apprend aussi que Flintwinch a été renvoyé et se rend compte que la demeure est surveillée.
II, 18 : Il est également troublé par la visite du jeune Chivery, qui lui rappelle sa vie à la prison. En chemin pour Rome, il échafaude toute une série de châteaux en Espagne en envisageant de s'unir à Mrs General.

##### Seizième partie (mars 1857)
II, 19 : De retour à Rome, Mr Dorrit ne se sent pas bien. Il a décidé de proposer le mariage à Mrs General dès que l'occasion s'en présentera. Cependant, lors d'une soirée d'adieu donnée par Mr Merdle, où se presse tout le gratin anglais résidant à Rome, il paraît perdre la raison. Il se lève et fait un discours comme au temps de la Marshalsea, tant est présente en lui l'impression qu'il est toujours derrière les barreaux. Amy réussit à le ramener dans leur logis où elle le soigne, mais les symptômes s'aggravent : persuadé qu'il est en prison, il meurt dix jours plus tard dans les bras de Frederick, qui meurt à son tour, agenouillé auprès de son frère défunt.
II, 20 : Dans l'espoir d'apprendre quelque chose sur Blandois, Arthur Clennam se met en quête de Miss Wade qui retient Tattycoram à Calais. Elle incite Arthur à se mettre en relation avec Gowan et à lui demander ce qu'il advient de ce personnage, et son sarcasme en dit long sur la haine qu'elle éprouve pour l'artiste et sa femme. Elle remet un document à Arthur.
II, 21 : Le document en question est sa propre histoire, intitulée « L'histoire d'un bourreau de soi-même » (The History of a Self-Tormentor). Orpheline, Miss Wade est devenue préceptrice (governess). Dès l'enfance, elle a appris à se méfier des autres, qu'elle a toujours trouvés condescendants et hautains. Elle souffre d'une jalousie morbide, n'a aucune confiance en ses amis et ses amants ; sa haine envers ceux qui l'ont abandonnée est féroce et elle ne supporte pas qu'on se mêle de sa vie. C'est Gowan qu'elle déteste le plus violemment, et elle porte le même sentiment à Pet qui le lui a volé. Elle voit en Tattycoram une sorte de double d'elle-même, orpheline, incomprise, traitée de haut et mal considérée.
II, 22 : Impuissant à trouver des soutiens pour ses inventions en Angleterre, Daniel Doyce s'en va à l'étranger dans un pays qu'il qualifie de « barbare » (barbaric) mais où les choses bougent. La gestion financière de son entreprise est confiée à Arthur auquel il recommande de ne pas se livrer à la spéculation. Clennam apprend que son ouvrier Cavaletto connaît Blandois sous le nom de Rigaud et qu'il est recherché pour meurtre.

##### Dix-septième partie (avril 1857)
II, 23 : Arthur informe sa mère que Blandois est accusé de meurtre ; bien qu'elle semble stupéfaite, elle refuse de révéler quoi que ce soit sur ses transactions avec cet étranger. Affery lui parle à nouveau des bruits, des froissements et des tremblements qui affectent la maison, mais elle refuse de lui livrer ses « secrets ».
II, 24 : Trois mois se sont écoulés depuis la mort des frères Dorrit ; les Sparkler sont à Londres, seuls chez eux en une chaude soirée d'été. Fanny affirme qu'il leur était dû de briller en société, mais la voici enceinte, ce qui la prive de soirées mondaines, et elle se jure qu'elle fera en sorte que le couple ne se retrouve plus jamais seul à l'avenir. Mais voici Mr Merdle, qui paraît distrait, déclare être écrasé de travail et demande à emprunter un canif avant de rejoindre son domicile.
II, 25 : Un peu plus tard, le médecin de Mr Merdle, partageant une joyeuse tablée dont les convives évoquent des rumeurs concernant les finances de la banque, est appelé d'urgence aux bains publics situés au bas de la rue. Il y trouve Merdle, qui s'est donné la mort, dans une mare de sang. Une note est passée au praticien, indiquant que le banquier a été confondu pour vol et usage de faux.
II, 26 : Arthur n'a pas suivi les conseils de Doyce et a investi chez Merdle les fonds de l'entreprise Doyce et Clennam : il se voit contraint d'écrire à ses créanciers que tous les paiements sont suspendus et qu'il en assume seul la responsabilité. Arrêté pour dettes, il se retrouve bientôt dans l'ancienne pièce des Dorrit à la prison de Marshalsea.

##### Dix-huitième partie (mai 1857)
II, 27 : John Chivery s'occupe d'Arthur en prison, mais ce dernier, à sa grande stupéfaction, perçoit de la colère en lui. John finit par l'accuser de malhonnêteté et reconnaît être amoureux d'Amy. Arthur médite sur l'importance que la jeune femme a prise dans sa vie.
II, 28 : Une douzaine de semaines se sont écoulées. Cavaletto et Pancks amènent Blandois à la prison. Le Français reconnaît faire commerce de tout et de n'importe quoi ; ainsi, il a vendu à Miss Wade de précieux renseignements concernant les Gowan, déclare qu'il a autre chose à négocier avec Mrs Clennam et qu'il lui a laissé une semaine pour donner suite à sa proposition.
II, 29 : Arthur, mélancolique et oppressé, ne trouve plus le sommeil ; à son sixième jour d'insomnie, il découvre un bouquet de fleurs placé près de son lit. C'est la Petite Dorrit qui est venue lui rendre visite ; il l'embrasse et pleure de joie. Elle lui offre tout son argent, sacrifice qu'il ne saurait accepter. John Chivery escorte Amy jusque chez elle et revient avec le message qu'elle adresse à Arthur, son amour éternel.

##### Dix-neuvième et vingtième parties (juin 1857)

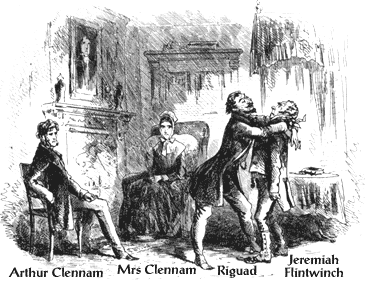
Mrs Clennam, Arthur, aux prises avec Rigaud et Flintwinch, par Phiz.

II, 30 : Au septième jour, Pancks et Callavetto emmènent Blandois chez Mrs Clennam. Blandois y révèle qu'il connaît son secret : Arthur n'est pas son enfant, mais celui de son défunt mari et d'une autre femme. Elle n'a jamais révélé la vérité de sa naissance et l'a élevé, selon ses termes, dans la crainte et le tremblement, pour l’habituer à une vie de contrition pour les péchés qui pesaient lourdement sur sa tête avant son entrée dans ce monde réprouvé. Elle a également supprimé un codicille au testament de l'oncle d'Arthur qui faisait de la Petite Dorrit l'héritière d'une vaste fortune. Blandois a donné à Amy les papiers en sa possession, avec pour instruction de les ouvrir si personne d'autre ne les réclame avant que ne se closent les portes de la prison. D'un coup, Mrs Clennam se lève de son fauteuil roulant pour la première fois depuis quinze ans et sort en courant de la maison.
II, 31 : Elle poursuit sa route à travers les rues qu'elle ne connaît plus depuis longtemps, franchit le London Bridge et arrive jusqu'à la prison. Là, elle demande à la Petite Dorrit de lire les documents en sa possession et d'apprendre enfin à quel point elle a été lésée. Amy, cependant, lui pardonne et même lui promet de ne rien révéler à Arthur avant qu'elle ne soit morte. Les deux femmes reviennent à la maison Clennam, laquelle s'écroule soudain, ensevelissant Blandois qui y est resté à les attendre. Mrs Clennam retombe aussitôt paralysée au beau milieu de la rue. Désormais, pour les trois années qui lui restent à vivre, il lui est impossible de se mouvoir et de parler.

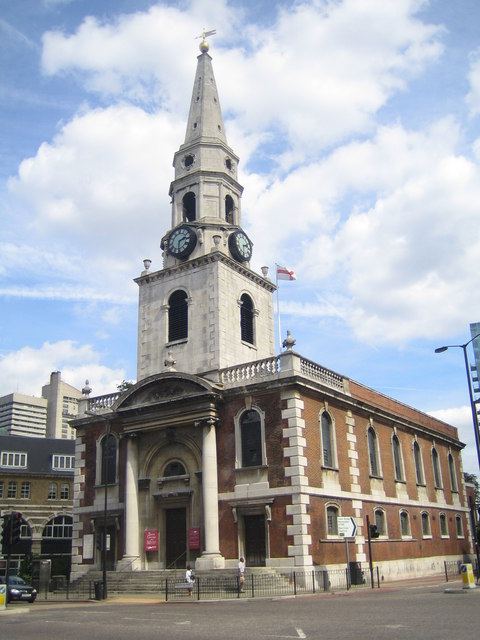
L'église St George the Martyr à Southwark, où Amy et Arthur se sont mariés.

II, 32 : Pancks se fustige d'avoir recommandé les actions Merdle à Clennam ; malheureux, il supporte de moins en moins son employeur Casby. Lorsque ce dernier le blâme de ne point assez pressurer les habitants de la Cour du Cœur-Saignant, Pancks voit rouge, lui enlève d'un coup son chapeau et coupe toutes les longues boucles grises qui pendent jusqu'à ses épaules, puis retourne à son travail, laissant le patriarche humilié et ridicule debout au milieu du pâté de maisons.
II, 33 : Amy a peur que les originaux des documents que détenait Blandois ne paraissent au grand jour et elle demande à Meagles de se les procurer. La chasse se termine chez Miss Wade à Calais, bien que cette dernière nie posséder quoi que ce soit. En fait, c'est Tattycoram qui les retrouve à Londres, où elle plaide pour que la famille Meagles l'accueille à nouveau.
II, 34 : Arthur va mieux et, l'automne étant venu, Amy lui annonce qu'il doit quitter la prison. Il apprend que la ruine de la banque Merdle les a laissés tous les deux dans le dénuement, et c'est le moment qu'il choisit pour embrasser Amy. Le lendemain matin, ils se marient à l'église jouxtant la Marshalsea (St George the Martyr Southwark (en)), dont ils descendent les marches, unis pour toujours, pour s'enfoncer ensemble dans le vacarme de la rue.

### Récapitulation

#### Une intrigue très compliquée
Voilà une intrigue compliquée, « le paradigme des derniers romans de Dickens que Lionel Stevenson a qualifié de romans sombres » (« the epitome of the later Dickens works that Lionel Stevenson characterized as the dark novels »), qui garde encore certains mystères : par exemple, le lecteur apprend non sans peine l'histoire de la parenté d'Arthur, et ce dernier n'est jamais complètement éclairé sur les faits qui le concernent, ce défaut d'information demeurant partiellement responsable du sentiment de diffuse culpabilité qui l'accable dès le début et se poursuit même après le dénouement censé être heureux. D'autre part, la partie de l'intrigue relative à l'héritage des Dorrit est si complexe que le critique responsable de l'édition Penguin ajoute un appendice en principe destiné à en démêler l'écheveau ; cependant, Paul Davis ajoute : « Même lorsque ces clarifications de l'intrigue sont apportées, le roman reste une énigme troublante » (« Yet even when these plot complications are clarified, the novel remains a puzzling and disturbing book »).
D'autre part, selon Paul Davis, le recours à des procédés « gothiques », par exemple l'effondrement de la maison Clennam, ou encore les machinations de Blandois, semblent aller à contre-courant du réalisme prévalant dans le reste du roman.

#### Un quartier de Londres circonscrit

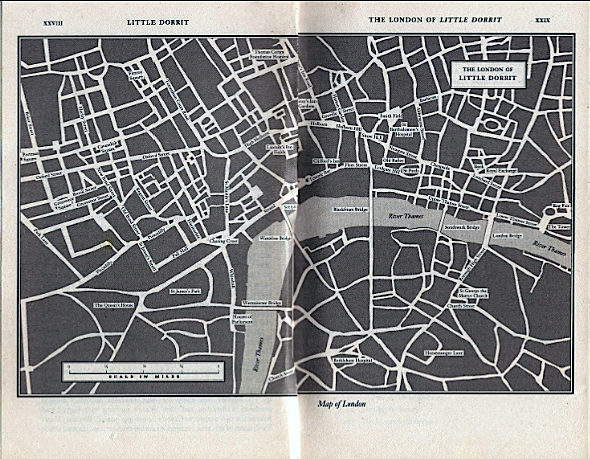
Carte du Londres de La Petite Dorrit.

Après avoir rencontré Mr Pancks à la maison des Casby, Arthur et Pancks repartent ensemble pour la Cité de Londres. Ils marchent en direction du sud par Gray Inn's Road, traversent Smithfield et se séparent au coin du Barbican. Pancks poursuit sa route vers le nord pour rejoindre son domicile à Pentonville, tandis qu'Arthur garde la direction du sud par Aldersgate en direction de la cathédrale St Paul. C'est là qu'il rencontre Cavalletto blessé qu'il accompagne jusqu'à l'hôpital le plus proche, St Bartholomew, où il reste jusque tard dans la nuit. Puis il retourne chez lui à Covent Garden par Snow Hill et Holborn.
Ces itinéraires peuvent être suivis sur une carte et sont typiques de la précision qu'apporte Dickens à la topographie des lieux dans ce roman. Il connaît Londres dans tous ses recoins, ayant fréquenté ses rues depuis l'enfance et restant habitué à de longues promenades souvent nocturnes. Il entend que ses lecteurs aient la même familiarité géographique que lui, mais son intention première n'est pas de rechercher l'authenticité. Comme l'écrit Peter Preston, pour lui, la capitale est un organisme vivant, avec ses habitants, son passé, l'histoire des rues et des bâtiments, un assemblage de quartiers, chacun avec son caractère et son atmosphère. Ainsi, les localités où se situe l'action sont toutes nanties d'une valeur symbolique : la prison, le pouvoir que représentent la loi, les institutions financières et le gouvernement, les riches, les oisifs, etc.
La plus grande partie de l'action se déroule dans une zone située au nord de la Tamise, entre London Bridge à l'est et Covent Garden à l'ouest. À l'intérieur de cette zone se trouvent la City et les Inns of Court (résidences-écoles des avocats plaideurs), c'est-à-dire, comme l'écrit Peter Preston, « là où se fait et se perd l'argent, d'où émanent les poursuites engagées contre les débiteurs et où les héritages reposent sans être réclamés » (« where money is made and lost, where actions for debt originate and inheritances lie unclaimed »). La maison de Mrs Clennam se situe près du fleuve vers Southwark Bridge ; on y accède « en descendant les rues tortueuses » (« the crooked and descending streets »). Plus à l'ouest en longeant les berges, près de l'Adelphi, Clennam surprend Tattycoram et Miss Wade en grande conversation avec Rigaud, et il les suit jusqu'à la demeure de Mr Casby. Bleeding Heart Yard (« La Cour du Cœur-Saignant »), au nord de ce quartier, « bien caché du regard public » (« well-hidden from the public gaze »), est situé sur une zone où le sol, géologiquement plus ancien, s'est peu à peu surélevé, « si bien qu’on y descend[ait] au moyen d’une quantité de marches dont le besoin ne se faisait nullement sentir autrefois, et on en sort[ait] par une voûte peu élevée, donnant sur un dédale de misérables rues qui tourn[ai]ent et retourn[ai]ent sur elles-mêmes, pour regagner par une marche tortueuse le niveau de la ville » (« that you got down a flight of steps which formed no part of the original approach, and got out of it by a low gateway into a maze of shabby streets, which went about and about, tortuously ascending to the level again »). C'est vers cette sortie de la cour et au-dessus de la voûte, que se trouvent les ateliers de Daniel Doyce, « où le choc régulier du métal contre le métal imitait les battements douloureux d’un cœur de fer » (« heaving beating like a bleeding heart of iron, with the clink of metal upon metal »).
Les quartiers situés à l'ouest de la City, assez loin de l'immeuble où loge Arthur, sont censés être les « beaux quartiers » (smart and fashionable). C'est là que les gens fortunés se sentent obligés de vivre, loin de la foule des sans-grade et à proximité de la City, des centres du pouvoir et des privilèges, tel le ministère des Circonlocutions. D'ailleurs, après sa libération, Mr Dorrit s'installe dans un grand hôtel particulier de Brook Street. Pourtant, les habitants n'y sont pas mieux lotis que les pauvres : la maison de Mr Tite Barnacle est décrite comme étriquée (squeezed) et en bordure d'une rue « hideuse » (hideous) jouxtant Grosvenor Square. Après son mariage avec Edmund Sparkler, Fanny réside dans une habitation représentant « l'apothéose de l'inconfort » (the triumph of inconvenience), alors même qu'elle est « au centre de la sphère habitable » (« the centre of the habitable globe »). C'est dans « l'une des rues parasites » (« one of the parasite streets ») de ces « adresses chics » (smart addresses) que Miss Wade loue une maison « sordide » (dingy) et que Mr Merdle, le grand banquier, occupe une opulente demeure de Harley Street sur Cavendish Square, dont la façade paraît aussi rébarbative que triste et dont l'intérieur regorge d'aménagements « peu pratiques » (inconvenient fixtures). D'ailleurs, son propriétaire ne s'y trouve quasiment jamais et, quand il est chez lui, il s'y sent mal à l'aise et se plaint de l'inconfort de son logement.
Plus au sud du fleuve, dans Borough High Street, se trouve la claustrophobique prison de la Maréchaussée (Marshalsea), empilement oblong de baraquements qu'entoure une étroite cour pavée bordée de hauts murs. Non loin se situent d'autres lieux d'emprisonnement : Horsemonger-Lane Jail (la prison de l'Allée des maquignons), puis, en descendant Borough High Street vers l'ouest, l'asile de Bedlam où sont admis les fous. Contiguë à Marshalsea, à gauche au bas de la rue, se dresse St George the Martyr's Church (l'église Saint-Georges le Martyr), où la Petite Dorrit est baptisée et où elle se marie. C'est là qu'en compagnie de Maggy, elle se réfugie un soir après la fermeture des portes de la prison, les deux jeunes femmes dormant dans la sacristie avec le gros registre des enterrements comme oreiller. C'est aussi de cette église, comme le fait remarquer Peter Preston, qu'Amy et Arthur partent, chacun enfin libéré de sa prison, matérielle ou affective, vers la vie des rues londoniennes « dont ils font à coup sûr partie » (« of which they are inevitably a part »).

## Sources et contexte

### L'actualité politique
L'administration et le gouvernement du pays sont nettement mis en cause dans les mois qui précèdent et ceux qui recouvrent la rédaction de La Petite Dorrit. Le rapport Northcote-Trevelyan, publié en février 1854, attaque le népotisme (political and personal patronage) qui régit l'embauche et la promotion des hauts fonctionnaires. À cela s'ajoute la déblacle de la guerre de Crimée pendant l'automne et l'hiver de cette même année, ce qui conduit Dickens à écrire un ensemble d'articles vitupérants dans son Household Words, en particulier les retentissants Prince Bull, Nobody, Somebody and Everybody et The Murderous Person, respectivement datés des 17 février 1855, 30 août 1856 et 11 octobre 1856.
En janvier 1855, une commission spéciale (select committee) est chargée d'examiner la gestion de la guerre. Présidée par John Arthur Roebuck (1802-1879), député radical, elle remet un rapport du même nom qui a un effet « crucial » sur la conception de La Petite Dorrit. Au cours de cet hiver, l'ami de Dickens Arthur Layard mène une campagne infructueuse pour obtenir des réformes administratives ; Dickens – ce n'est pas la première fois – refuse une invitation à se présenter aux Communes, mais se démène lui aussi pour que des réformes soient entreprises : en mai 1855, il rejoint les rangs de la Reform Association et, lors de la troisième réunion tenue au théâtre de Drury Lane, il fustige ce qu'il appelle les « mascarades » (theatricals) du gouvernement, une « Comédie des erreurs jouée si lamentablement comme une tragédie qu'il nous est impossible de la supporter » (« 'The Comedy of Errors' played so dismally like a tragedy that we cannot bear it »),.

### La réaction de Dickens
Les lettres de Dickens témoignent du désespoir dans lequel le plonge la situation du pays. À John Forster, il confie ses doutes sur le système représentatif dans une société soumise aux classes dirigeantes, et, quelques jours plus tard, c'est au tour de son ami, l'acteur William Macready, de recevoir de sa part une missive sur la même antienne : « J'ai perdu toute confiance dans les urnes. Il me paraît évident que nous avons fait la démonstration de l'échec du système représentatif » (« I have lost hope even in the Ballot. We appear to me to have proved the failure of Representative Institutions »). Après la chute du gouvernement de Lord Aberdeen (1784-1860), à la suite de la guerre de Crimée, son remplaçant à la tête du pays, Lord Palmerston (1784-1865), ne lui inspire que méfiance et même crainte : à Angela Burdett-Coutts, il écrit qu'il est « le plus vide des imposteurs et la plus nocive des illusions jamais connues » (« the emptiest imposter and the most dangerous delusion, ever known »).
Dickens publie de nombreux essais sur le sujet dans Household Words, en particulier A Walk in a Workhouse (« Promenade dans un hospice ») qui préfigure certains thèmes de La Petite Dorrit. Un autre article, Red Tape (« Paperasses »), paru le 15 février 1851, annonce le « ministère des Circonlocutions ». Pendant l'été de 1854, il a l'idée de rédiger une série d'articles intitulée The Member from Nowhere (« Le Membre de nulle part »), qui annonce Nobody's Fault (« C'est la faute à personne »), censé exprimer le mépris qu'il éprouve pour la Chambre des communes. Bien d'autres événements suscitent son indignation, par exemple la Sunday Question qui soulève une émeute dans Hyde Park entre le 1er et le 8 juillet 1855, à propos d'une proposition de loi interdisant tout commerce le dimanche, événement trouvant un écho au chapitre 3 de La Petite Dorrit : « le sinistre dimanche, lourd et sans air » (« the gloomy, close and stale Sunday »).

### Événements antérieurs

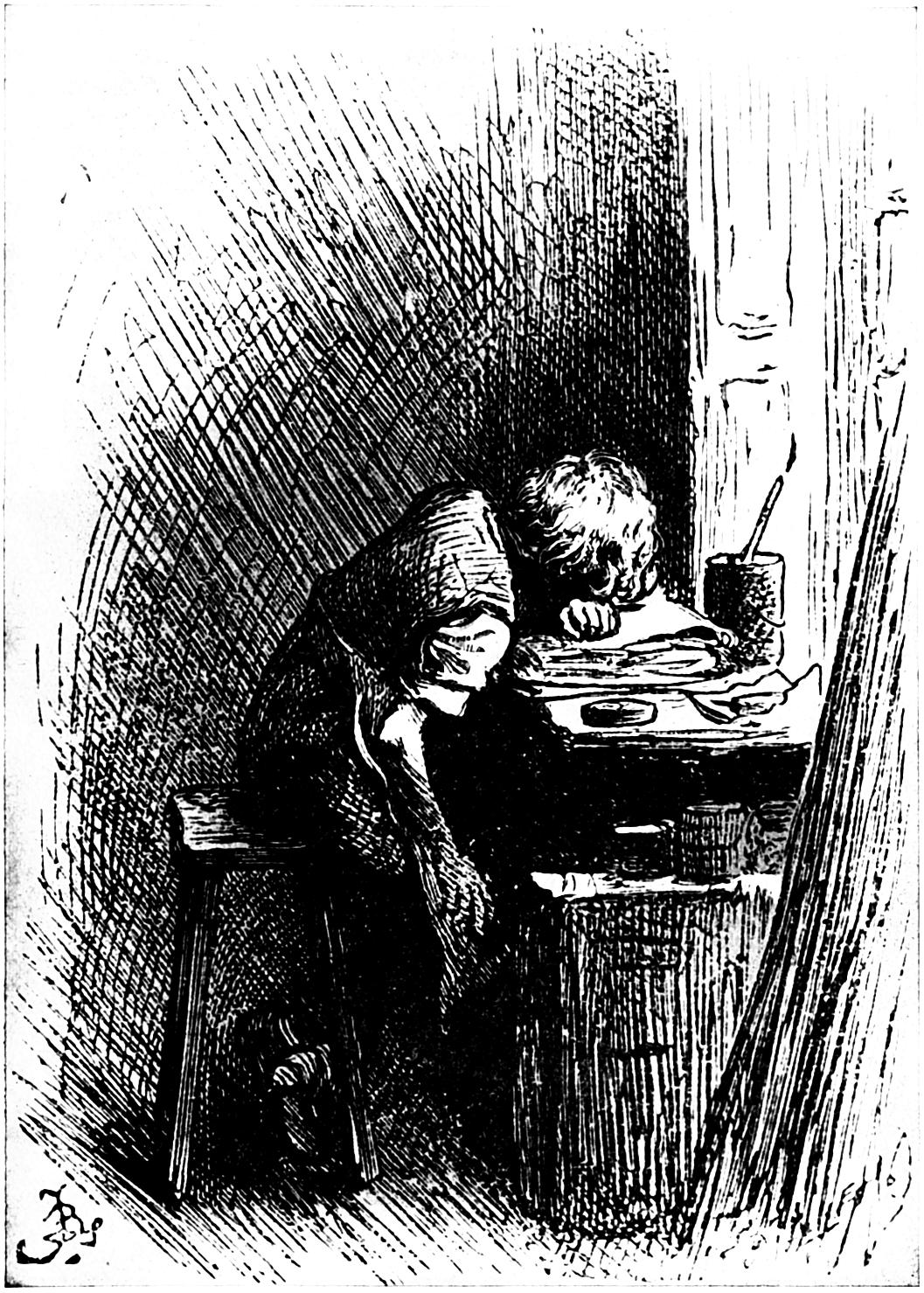
Illustration par Fred Bernard de Dickens au travail dans la manufacture de cirage, après que son père a été envoyé à la prison de Marshalsea ; publiée par John Forster dans l'édition de 1892 de sa biographie Life of Dickens.

D'autres sujets abordés dans le roman viennent de plus loin. D'après Paul Schlicke, le chapitre « How Not to Do It » est redevable au « Donothingism » du Past and Present de Carlyle, publié en 1843. Le voyage en Europe de la famille Dorrit est pratiquement la copie conforme des excursions que Dickens a faites en France et en Italie en 1844 et 1845, telles qu'elles sont décrites dans son ouvrage Images d'Italie (Pictures from Italy). Encore plus évidemment personnelle est sa description de la prison de Marshalsea qu'il a connue lorsque son père y a été incarcéré en 1824. Toutefois, ses lecteurs ne connaissent pas cette intimité puisque l'histoire n'en a été révélée par John Forster, le premier biographe du romancier, qu'après sa mort en 1870. Le début du chapitre 6 de la première partie, qui se veut factuel, porte en fait une lourde charge émotionnelle :
| « Il y a trente ans, à quelques portes en deçà de l’église Saint-Georges, commune de Southwark, à gauche de la rue en allant bien vers le sud, s’élevait la prison de la Maréchaussée. Il y avait des années qu’elle était là, et elle y est restée quelques années après cette époque ; mais aujourd’hui elle a disparu, et le monde n’en va pas plus mal pour cela. C’était un corps de bâtiments oblong, une espèce de caserne divisée en misérables maisons qui se tenaient dos à dos, de sorte qu’elles n’avaient pas de chambres de derrière, environnée d’une étroite cour pavée, entourée de murs élevés, couronnés de pointes de fer, comme il convient à une prison. Cette prison, étroite et malsaine, renfermait elle-même dans son sein une autre prison encore plus étroite et plus malsaine, à l’usage des contrebandiers. Les criminels qui, ayant offensé les lois du fisc, ou les règlements de la régie ou de la douane, avaient encouru des amendes qu’ils ne pouvaient payer, étaient censés être incarcérés derrière une porte doublée de fer, qui se refermait sur une seconde geôle, laquelle se composait de deux ou trois cellules très solides et d’une allée borgne d’environ un mètre et demi de large, qui formait la mystérieuse limite de la cour fort restreinte où les prisonniers pour dettes amusaient leur chagrin en jouant aux quilles. » | « Thirty years ago there stood, a few doors short of the church of Saint George, in the borough of Southwark, on the left-hand side of the way going southward, the Marshalsea Prison. It had stood there many years before, and it remained there some years afterwards; but it is gone now, and the world is none the worse without it. It was an oblong pile of barrack building, partitioned into squalid houses standing back to back, so that there were no back rooms; environed by a narrow paved yard, hemmed in by high walls duly spiked at top. Itself a close and confined prison for debtors, it contained within it a much closer and more confined jail for smugglers. Offenders against the revenue laws, and defaulters to excise or customs who had incurred fines which they were unable to pay, were supposed to be incarcerated behind an iron-plated door closing up a second prison, consisting of a strong cell or two, and a blind alley some yard and a half wide, which formed the mysterious termination of the very limited skittle-ground in which the Marshalsea debtors bowled down their troubles » |  |

En outre, le portrait de Flora serait copié sur son premier amour, Maria Beadnell, dont la réapparition dans sa vie en Mrs Winter, pendant le mois de février 1855, l'a profondément bouleversé (voir Catherine Dickens et Ellen Ternan) : « Nous avons tous nos Flora, écrit-il au duc de Devonshire, la mienne est vivante et extrêmement grosse » (« We all have our Floras, mine is alive and extremely fat ».
Comme Bleak House, La Petite Dorrit doit moins à la littérature romancière antérieure que certains romans précédents, encore que le monde de la prison ait déjà paru dans The Pickwick Papers et David Copperfield. Ce thème, écrit Paul Schlicke, a peut-être une parenté avec Le Cœur du Midlothian de Walter Scott, souvent intitulé « La Prison d'Édimbourg », de 1818, et, ajoute l'auteur de l'introduction dans l'édition Clarendon, le Richard II de Shakespeare.

### Deux événements atypiques
Les problèmes de Daniel Doyce relatifs au brevet de son invention et l'effondrement de la maison de Mrs Clennam qui tue Rigaud n'ont pas grand-chose à voir avec l'actualité du moment. Certes, un amendement de 1852 a rendu la procédure des brevets moins compliquée et surtout moins coûteuse ; et Dickens a déjà eu l'idée du soudain ébranlement de l'immeuble avant que la presse ne se fasse l'écho de semblables catastrophes, en particulier à Tottenham Court Road. Ce n'est pas la première fois qu'il se sert d'événements extraordinaires pour contribuer au dénouement d'une intrigue : ainsi, dans Bleak House (1852), l'un des principaux personnages, Krook, se volatilise soudain sous l'effet d'une « combustion humaine spontanée » très contestée mais que Dickens a défendue bec et ongles.

## Le point de vue

### Les coulisses plutôt que la scène

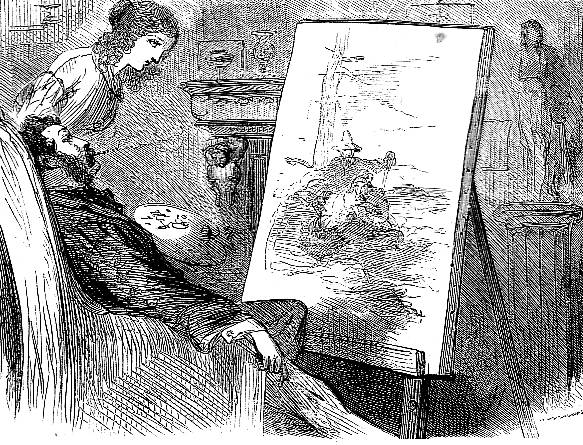
Mr and Mrs Henry Gowan, par Sol Eytinge.

À trois reprises alors qu'il rédige le début de son roman, Dickens pose la question, dans ses notes de travail pour les publications mensuelles, de savoir s'il doit ou non introduire dans l'intrigue le théâtre où Fanny Dorrit est employée comme danseuse. Juste avant le troisième numéro, il écrit « Pas encore » (Not yet), puis, au cours des mois qui suivent, « No », puis encore « No » ; enfin, lorsqu'il arrive au vingtième chapitre de la sixième partie, paru en mai 1856, il appose un triomphant « Yes ». De fait, Amy se rend au théâtre, quasi invisible (indistinctly seen), jusqu'« au beau milieu d’un nuage de poussière, où une quantité de gens se heurtaient sans cesse les uns contre les autres, et où il y avait un tel fouillis de poutres aux formes inexplicables, de cloisons de toile, de murs de briques, de cordes et de cylindres, un tel mélange d'éclairage au gaz et de jour naturel que, dans ce chaos, les deux jeunes femmes purent croire qu’elles voyaient un décor de l’univers à l’envers » (« into a maze of dust, where a quantity of people were tumbling over one another, and where there was such a confusion of unaccountable shapes of beams, bulkheads, brick walls, ropes, and rollers, and such a mixing of gaslight and daylight, that they seemed to have got on the wrong side of the pattern of the universe »). Philip Davis trouve la dernière partie de la phrase à la fois « étonnante » et « explosive » en raison du soudain élargissement du sens. « Ainsi va la pensée de Dickens », ajoute-t-il (« This is how Dickens does his thinking ») : il n'entend pas seulement illustrer le thème de la désorientation, se trouvent ici exposées « les lois mêmes qui régissent la composition du roman, la langue de ce qui finit par devenir une véritable cosmologie du livre » (« the very laws of Little Dorrit's composition, the language of what turns out to be the book's cosmology »).
« Un décor de l'univers à l'envers » : de fait, d'après Philip Davis, le roman présente les faits non de face mais « de l'autre côté, depuis les coulisses » (« from the other side, backstage »), « de derrière la tête des protagonistes en action » (« from behind the heads of the acting protagonists »). De cette démarche, Philip Davis donne plusieurs exemples : ainsi, entre autres, la Petite Dorrit essaie à la fois d'arrêter et de ne point voir son père se donnant régulièrement en spectacle ; de même, Arthur détourne les yeux pour éviter la gêne qu'elle ressent. Ces deux protagonistes, commente-t-il, cherchent, mais sans succès, à s'exclure du public, où figure forcément le lecteur. Cette attitude a ses limites : lorsque Clennam tente de surmonter son amour incongru pour Pet Meagles et de bien se comporter envers l'indigne Gowan qui l'a remplacé dans les faveurs de la demoiselle, pour une fois, il jauge ironiquement le coût à payer de ce trop de délicatesse : être généreux envers un homme sans que ce dernier en sache jamais rien et, de toute façon, soit capable d'un seul mot bienveillant, est un prix lourd à payer. « Du mauvais côté de l'univers, conclut Philip Davis, la bonté revient à l'impuissance » (« On the wrong side of the universe, goodness feels like impotence ».

### «Une sordide version du mythe de la caverne» (Philip Davis)

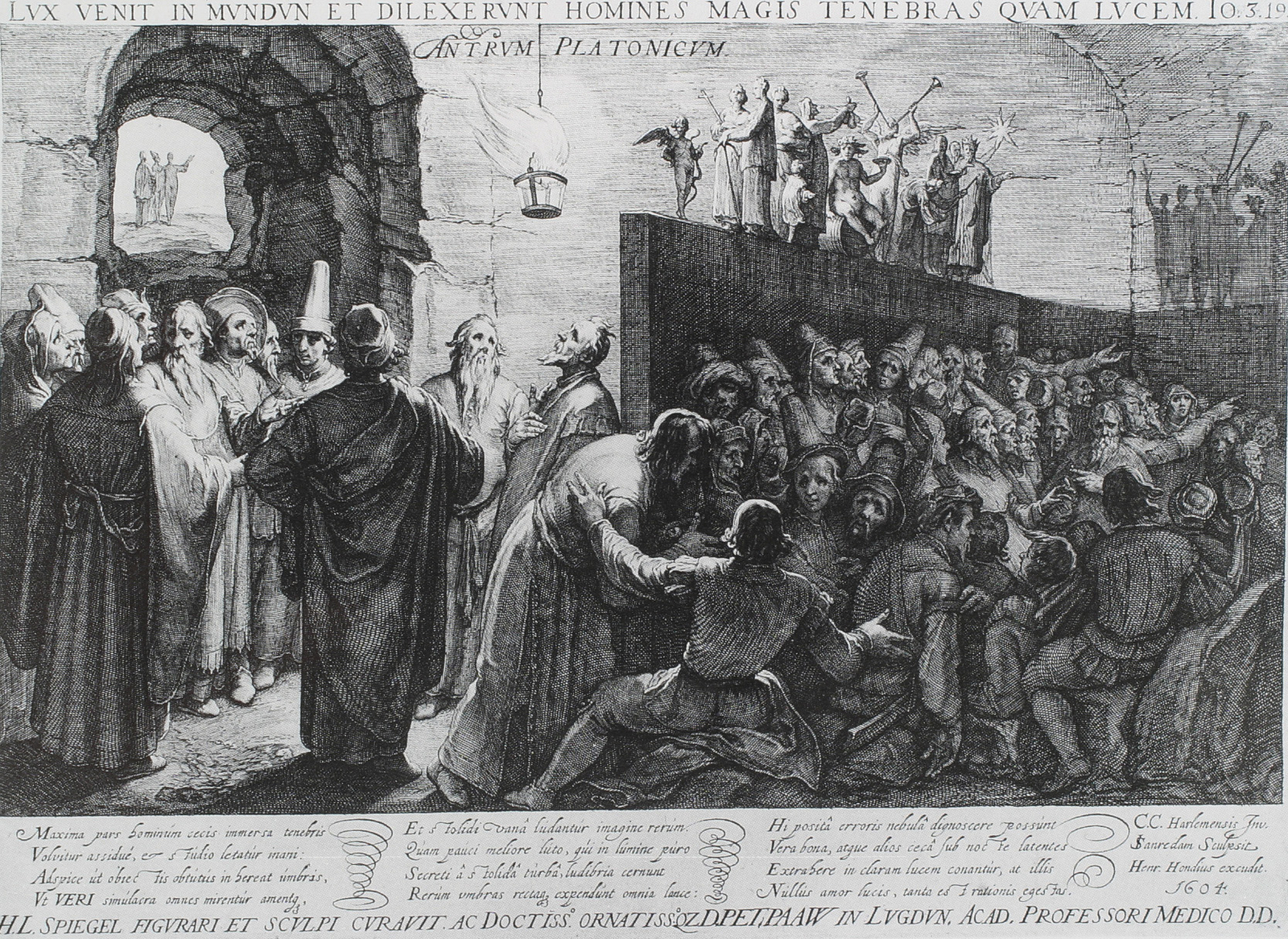
Le mythe de la caverne, par Jan Saenredam, selon Cornelis van Haarlem, 1604, Albertina, Vienna.

Autre manifestation de ce « monde à l'envers » (back-to-front world), les prisonniers deviennent si habitués à leur prison qu'ils la considèrent comme un lieu de liberté et de paix, ce que confirme avec volubilité et conviction le médecin qui y réside et y soigne les détenus :
| « Bah ! bah ! monsieur, qu’est-ce que cela signifie ? que nous manque-t-il ? un peu d’espace, voilà tout. Ici, nous sommes tranquilles ; ici, on ne vient plus nous tourmenter ; ici, monsieur, il n’y a pas de marteau pour aider vos créanciers à tambouriner sur votre porte et à vous faire trembler dans votre peau ; ici, personne ne vient demander si vous êtes à la maison et déclarer qu’il n’ôtera pas les pieds du paillasson de votre antichambre jusqu’à ce que vous soyez rentré ; ici, personne ne songe à vous adresser des lettres menaçantes pour vous demander de l’argent : c’est la liberté, monsieur, la vraie liberté. J’ai été appelé bien des fois à remplir mes fonctions de tout à l’heure, soit en Angleterre, soit à l’étranger, soit en suivant mon régiment, soit en mer, et je puis certifier une chose : je ne crois pas les avoir jamais exercées au milieu d’un calme aussi parfait que celui dont j’ai été entouré aujourd’hui. Partout ailleurs les gens sont soucieux, tourmentés, pressés, inquiets de ceci ou de cela. Ici, quelle différence, monsieur ! Nous avons passé par toutes ces phases, nous avons subi les dernières rigueurs du sort ; nous sommes arrivés au fond de l’abîme, et qu’avons-nous trouvé ? la paix Voilà le mot de notre situation : la paix. » | « Bah, bah, sir, what does it signify? A little more elbow-room is all we want here. We are quiet here; we don't get badgered here; ther's no knocker here, sir, to be hammered at by creditors, and bring a man's heart into his mouth. Nobody comes here to ask if a man's at home, and to say he'll stand on the doormat till he is. Nobody writes threatening letters about money to this place. It's freedom, sir, it's freedom! I have had today's practice at home and abroad, on a march and about ship, and I'll tell you this: I don't know that I have ever pursued it under such quiet circumstances as here this day. Elsewhere, people are restless, worried, hurried about, anxious respecting one thing, anxious respecting another. Nothing of the kind here, sir. We have all done that – we know the worst of it; we have got to the bottom, we can't fall, and what have we found? Peace. That's the word for it, Peace. » |

C'est là, commente Philip Davis, une version à la fois sordide et réaliste du mythe de la caverne de Platon ou encore, pour en revenir à des sources directes, ce que Dickens lui-même appelait dans Dombey and Son « l'absence de naturel paradoxalement devenue naturelle » (« paradoxically natural unnaturalness »), autrement dit, le « contre-nature » devenu « nature » :
| « Il conviendrait quelquefois de s'interroger sur ce qu'est la Nature, et comment les hommes la changent, et si, dans les déformations ainsi produites, il ne devient pas naturel d'être non naturel » | « It might be worth while, sometimes, to inquire what Nature is, and how men work to change her, and whether, in the enforced distortions so produced, it is not natural to be unnatural » |

Ainsi, William Dorrit s'accroche au minable statut qu'il s'est patiemment acquis dans son petit monde. Phillip Davis écrit que la force de l'homme, la force même de la vie sont ici réduites à des obstinations funestes, des faiblesses revendiquées, des souffrances minantes. Cela revient à dire qu'en soi, La Petite Dorrit résulte d'un schéma de l'univers renversé sur lui-même et, du coup, sens dessus-dessous.

## Thématique

### La société

#### Un large spectre social et une étrange maladie

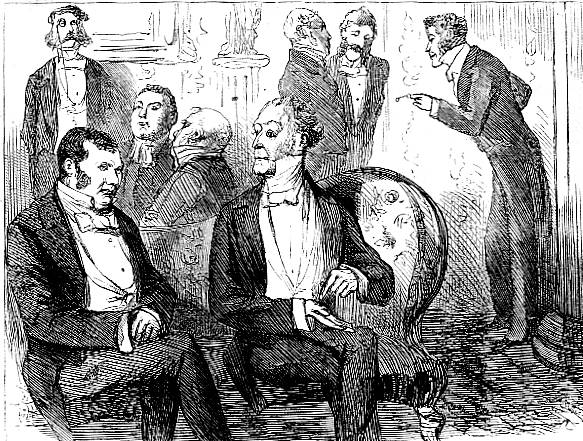
Réunion mondaine chez Mr Merdle, par Sol Eytinge.

Le spectre de la société décrite dans La Petite Dorrit est très ouvert, depuis les aristocratiques Barnacle et Gowan au sommet, jusqu'à l'hospice de Nandy et aux habitants du complexe d'habitations formant la Cour du Cœur-Saignant. D'après Paul Davis, le personnage le plus représentatif de la société anglaise des années 1850 est Merdle, spéculateur et vendeur de titres attirant l'attention et l'argent de tous les horizons. Sa femme représente l'archétype de la matrone, buste-présentoir sur lequel Merdle expose sa fortune sous forme de somptueux bijoux lors des dîners qu'elle préside en sa compagnie et où se pressent les représentants de toutes les institutions dominantes. Ces invités ne sont pas identifiés par un nom, ni caractérisés par une idiosyncrasie quelconque, mais uniquement désignés par leur fonction : Barreau, Trésor public, Évêque, Amirauté,. Pour autant, Merdle, en dépit de l'adulation qu'il reçoit de tous les secteurs de la société qui comptent dans le royaume, malgré les énormes sommes d'argent qu'il brasse et empoche chaque jour, souffre « d'un mal profond et caché » (« a deep-seated recondite complaint »), que son médecin s'avère incapable de diagnostiquer.
Cette affection mystérieuse et le pouvoir qu'elle a d'infecter à leur tour presque tous ceux qui fréquentent le banquier a incité Edwin B. Barnet à affirmer que « le principe unificateur du roman est la maladie » (« the controlling metaphor in the novel is disease »), métaphore en effet centrale qui relie les uns aux autres les spéculateurs (Merdle et ses acolytes, ainsi que ses clients), les paralysés (Mrs Clennam), les coupables (Rigaud ou Mrs Clennam encore), voire les névrosés, telle Miss Wade que ronge secrètement un tourment dont elle est à la fois l'auteur et la victime. Dickens se mue alors en médecin-sociologue capable, lui, de poser un diagnostic compétent : en fait, le malaise de Mr Merdle n'est que le reflet du mal qui ronge la société tout entière.
| « La maladie de M. Merdle ! La Société et M. Merdle étaient liés par tant d’intérêts communs qu’on avait peine à se figurer que le banquier gardât sa maladie, s’il en avait une, pour lui tout seul. Avait-il réellement cette maladie inconnue et impénétrable, et quelque médecin parvint-il enfin à la découvrir ? Patience ! En attendant, les murs de la Maréchaussée projetaient une ombre véritable, qui exerçait une sombre influence sur la famille Dorrit, à toute heure de la journée ». | « Mr Merdle's complaint. Society and he had much to do with one another in al things else, that it is hard to imagine his complaint, if he had one, being solely his own affair. Had he that deep-seated recondite complaint, and dis any doctor find it out? Parience. In the meantime, the shadow of the Marshalsea wall was a real darkening influence, and could be seen on the Dorrit family at any stage of the sun's course. » |

Le diagnostic est donc sans appel. Commentant la citation ci-dessus et, par là même, le jugement d'Edwin B. Barnett, Paul Davis écrit : « Le diagnostic que pose le roman sur la situation de l'Angleterre montre que toute la société se trouve atteinte par la maladie de Mr Merdle. » (« The novel's diagnosis of the condition of England finds the whole society infected with Merdle's complaint. »)

#### L'enfermement universel

##### Le symbole de la prison

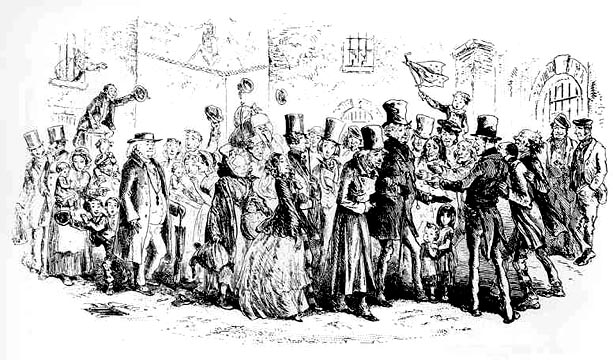
La prison de Marshalsea, « orpheline » au départ de la famille Dorrit, par Phiz.

La prison de la Maréchausée (Marshalsea) reste cependant, selon Paul Davis, le symbole central, « cristallisant l'imagerie de l'enfermement » (« crystllizes the prison imagery in the novel ») qui prévaut dans le roman. William Dorrit lui-même a oublié depuis combien de temps il y « réside » : sa femme y est morte, ses plus jeunes enfants y sont nés ; il en est devenu « le Père », il s'y est créé une sorte de petit empire dont il est le patriarche et, à ce titre, il perçoit des dons car on vient lui rendre hommage en faisant « coutume » comme dans les tribus, et il prélève son écot auprès de ses camarades de détention ; sa fille préférée est reconnue comme étant « l'Enfant de la prison » (the Child of the Marshalsea). Pour lui, ce rôle de chef clanique est un honneur qu'il en est venu a croire légitime et à lui dû, alors qu'en réalité, il n'a rien à offrir, ni protection, ni assistance, ni même la moindre sollicitude. Égoïste, parasite forcé, il cultive son parasitisme, en profite et s'en fait une gloire.
Ses illusions, autant de mensonges sur lui-même, reflètent celles qui rongent la société, béate d'admiration devant les inutiles, érigeant l'oisiveté aristocratique en modèle et vénérant l'escroquerie dès lors qu'elle est orchestrée par un personnage d'influence. Le noble Barnacle et le puissant Merdle sont, en effet, à la tête des rouages de l'État, le premier puisqu'il dirige le fameux ministère des Circonlocutions sans lequel rien ne se fait et qui, lui-même, ne fait rien pour que quelque chose se fasse, et le second ayant à sa botte les hautes sphères de la finance dont le pouvoir repose sur un montage des plus frauduleux.

##### L'ineptie de l'administration

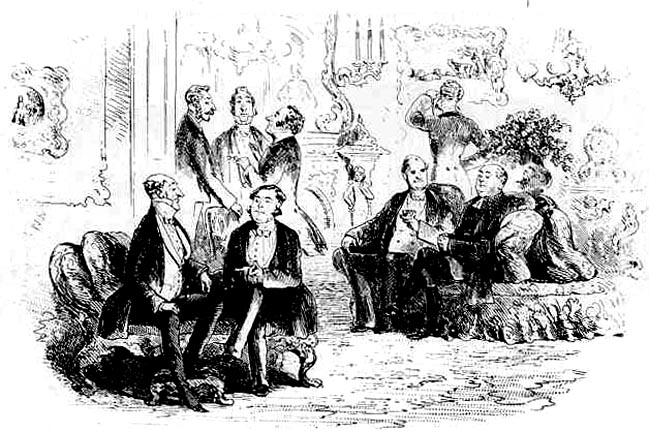
Les Merdle et les Barnacle en réunion « patriotique », par Phiz.

Dickens utilise l'arme de l'ironie pour moquer et par là dénoncer l'absurdité de la bureaucratie représentée par le ministère des Circonlocutions et attaquer les prérogatives et les prétentions de la famille Barnacle. En 1856, sa satire, d'après Paul Davis, se fait plus mordante et aussi plus amère qu'à l'habitude, tant il est ulcéré par les dissensions intérieures et l'inefficacité de l'administration civile à laquelle il impute le désastre de la guerre de Crimée. En effet, l'intendance qu'elle était censée mettre en place a fort mal fonctionné : ni le ravitaillement quotidien, ni l'habillement adéquat ne sont parvenus aux troupes ; le suivi médical des blessés s'est avéré à la fois insuffisant et insalubre. La presse, que la télégraphie rend désormais très rapide, ne cesse de se faire quotidiennement l'écho des souffrances et des morts inutiles. Dickens se porte à l'avant-garde d'un mouvement d'opinion réclamant une profonde réforme de l'administration (civil service), la purge des complications bureaucratiques, le choix des fonctionnaires pour leur compétence et non en raison de l'entregent de leur famille. Ainsi, dans La Petite Dorrit, la nomination d'Edmund Sparkler à un poste gouvernemental, la dynastie Barnacle régnant sur le ministère des Circonlocutions, représentent le type d'abus qu'il juge indispensable de corriger.

#### L'idéologie calviniste aliénante
À vrai dire, sa critique englobe la société tout entière : même les personnages sympathiques deviennent complices, tels les excellents Meagles qui soutiennent par leur passivité et leur amicale complicité la famille Barnacle. Le système des classes est en soi une prison, il aveugle ses bénéficiaires et ses victimes, et conduit à la désillusion, à la solitude et au désespoir. Dickens ne demande pas son abolition car il s'est toujours méfié de la révolution, mais il en dénonce l'archaïsme et en exige la refonte conformément à l'évolution de la société moderne.

##### L'incarcération des consciences

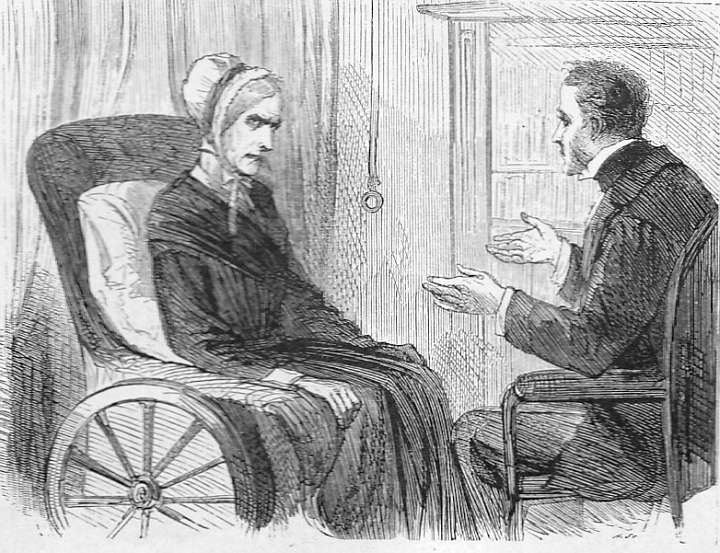
Arthur Clennam en discussion avec sa mère, par Sol Eytinge.

Presque tous les lieux décrits déclinent le thème général de l'emprisonnement : bien sûr, il y a la cellule marseillaise où l'on découvre l'étrange paire Rigaud-Cavaletto et le quartier de la quarantaine dans la prison de Marshalsea sur lesquels s'ouvre le roman, mais aussi l'édifice branlant où Mrs Clennam reste clouée à son fauteuil de douleur, les taudis de la Cour du Cœur-Saignant, ou encore, dans la seconde partie, le couvent perché au col du Simplon, et même les palais de Venise.
Chacun de ces décors, à sa manière, écrit Paul Davis, « articule un mode d'enfermement de la conscience » (« articulates an imprisoning mode of consciousness »). Par exemple, la maison de Mrs Clennam, sombre, hantée de bruits inquiétants et d'étrangers très bizarres, recèle les effrayants secrets de la famille, et ce sont eux, plus que ses fondations lézardées, qui mettent cette demeure en péril, si bien que, à l'image de ses occupants, elle doit elle aussi s'appuyer sur des béquilles, ses grotesques et piteux arcs-boutants, pour éviter l'effondrement. Paul Davis souligne que cette maison est bien plus qu'une projection physique de la psychologie débilitante et paralysante de sa propriétaire : elle représente aussi une forme de calvinisme oppressant qui affecte la personne de Mrs Clennam et brise la vie de ceux qui l'entourent. C'est ce calvinisme qui rend le dimanche anglais monotone à en mourir, avec ses « mille rues attristées et repentantes, revêtues d’un cilice de suie, [qui] plongent dans un désespoir affreux l’âme des gens que l’ennui condamne à regarder par les fenêtres » (« melancholy streets in a penitential garb of soot, steeped the souls of the people who were condemned to look at them out of windows, in dire despondency »),.

##### Arthur Clennam, héros de la médiocrité
Arthur Clennam est l'une des victimes de cet enfermement calviniste, qui l'a laissé en proie au doute sur lui-même, sur sa valeur en tant qu'homme, et qui le mine secrètement en une culpabilisation diffuse et injustifiée ; cela se traduit par un manque de volonté dont, écrit Paul Davis, les racines plongent au plus profond de l'idéologie culturelle qui paralyse sa mère. Pourtant, contrairement à cette dernière, Arthur brise le cercle vicieux, quitte l'affaire familiale et, convaincu que les Clennam sont en grande partie responsables des malheurs de William Dorrit, met, avec l'aide de Pancks, toute sa nouvelle force à obtenir sa libération. Pour autant, sa secrète culpabilité ne l'abandonne pas et finit même par le conduire à la place de celui qu'il vient de secourir, ce qu'il revendique comme la juste punition qu'il mérite pour avoir mal géré les fonds de Doyce et Clennam.
Tout cela fait que, pour nombre de lecteurs, Arthur Clennam, pourtant le héros de l'histoire, n'est pas, selon Paul Davis, un personnage très intéressant (not an engaging hero), sorte de raté de l'âge adulte, qu'accablent une sourde culpabilité, une tendance à la mélancolie et une propension à la passivité. Arthur passe son temps à se retirer des affaires concernant sa vie : l'entreprise familiale et les espoirs qu'il a placés en Doyce et Clennam sur le plan professionnel, tout comme sa fréquentation de Pet Meagles, ses hésitations et son manque d'initiative à l'égard d'Amy sur le plan du sentiment. Contrairement à ce que le lecteur pourrait espérer, sa méfiance et sa mortification permanentes n'ont rien d'engageant ou d'extraordinaire. Il apparaît alors comme un personnage victorien anonyme, de peu d'envergure, ayant atteint l'âge adulte sans ancrage familial fermement établi, incertain de ses origines, incapable de se laisser aller à la spontanéité ; comme l'indiquent plusieurs chapitres du roman (chapitres 1, 16, 17, 26, 28), il n'est pas « quelqu'un », il est « personne » (nobody). Paul Davis fait remarquer que Dickens avait pensé à « La Faute à personne » (Nobody's fault) comme titre de son ouvrage, avant de choisir Little Dorrit, donnant à voir par là qu'il faisait désormais d'Amy Dorrit la véritable héroïne au détriment d'Arthur, trop engoncé dans son carcan calviniste, et « soulignant ainsi les aspects les plus positifs de son thème » (« stressed some more positive aspects of his theme »).

##### La Petite Dorrit, héroïne aliénée

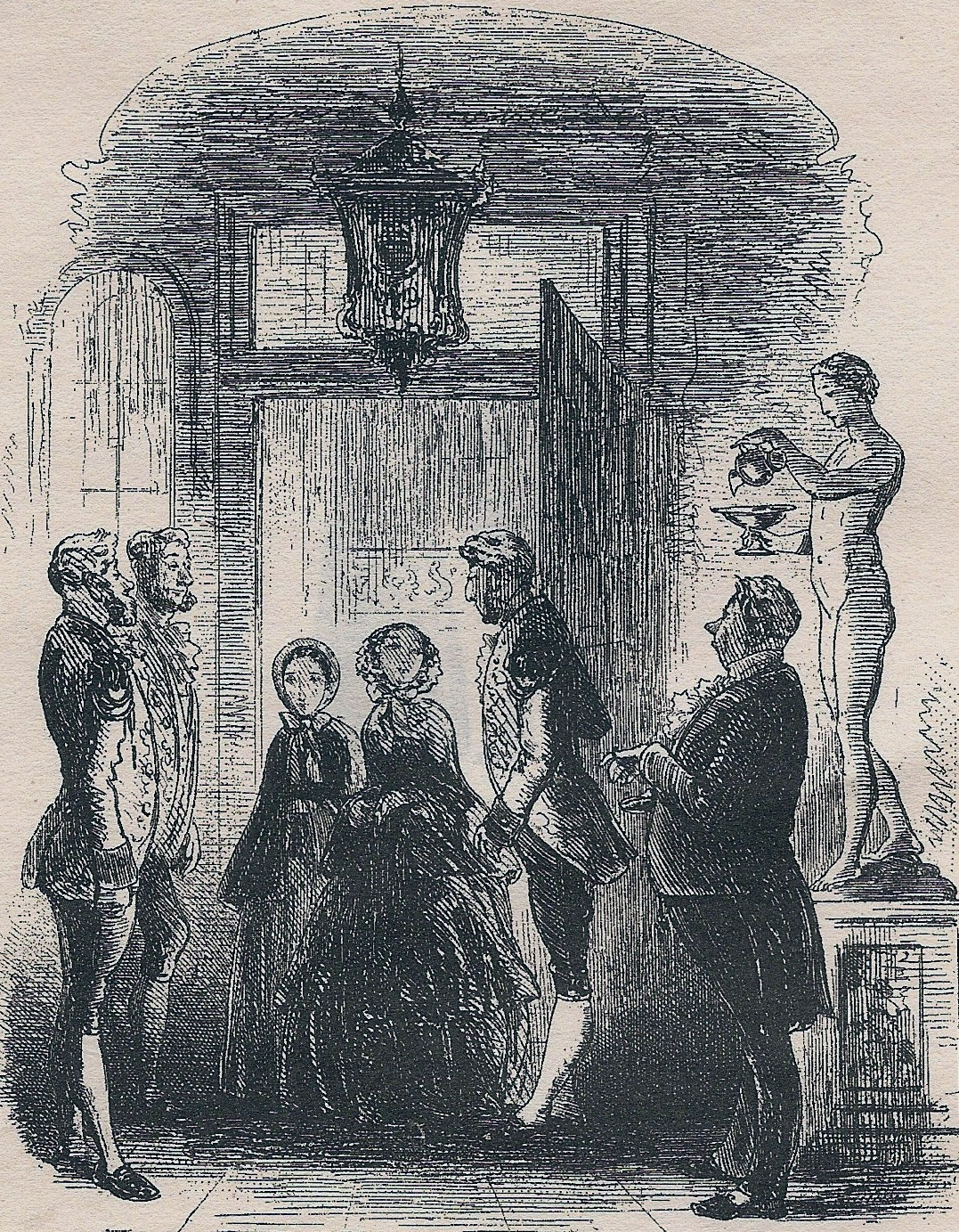
Fanny et la Petite Dorrit rendent visite à Mrs Merdle, par Phiz.

Lionel Trilling dit d'Amy Dorrit qu'elle est « la Béatrice de la Comédie, le Paraclet en femme » (« the Beatrice of the Comedy, the Paraclete in female form »),. Certes, elle joue un rôle rédempteur dans le roman, mais il n'occulte pas certaines failles de caractère ni plusieurs conflits intérieurs auxquels elle doit faire face, son innocence première subissant elle aussi les néfastes influences de la société vouée à l'enfermement dans laquelle elle évolue. Qu'elle soit connue comme « l'Enfant de Marshalsea » n'est pas anodin, car elle apparaît bel et bien comme le produit de la prison qui l'a vue naître et dans laquelle elle a mûri. Ainsi, ses vertus, paradoxalement, la rattachent à ce milieu qu'elle ne renie jamais ; au contraire, elle le revendique quand elle s'impose de travailler pour gagner sa vie et celle de sa famille, et quand elle rejette l'existence luxueuse qui lui échoit dans la seconde partie. Au vrai, les faits lui donnent raison quand elle exprime ses doutes et son inquiétude que son père ne puisse vivre ailleurs qu'entre les murs de cette prison, puisqu'il meurt peu après son arrivée à Rome.
Paul Davis ajoute qu'elle est en état de « codépendance » avec son père, qu'elle vit en osmose avec lui : le chérir, le soigner, persévérer dans les illusions mensongères qu'il entretient, constituent la substance même de sa vie. C'est pourquoi le projet qu'a Arthur Clennam de faire libérer William Dorrit la met en péril autant qu'il menace son père : l'incapacité dans laquelle elle se trouve, dès lors que la famille a franchi les murs de la prison, et symboliquement les frontières du pays, de s'adapter à l'élégante oisiveté des gens riches, fait écho à celle que ressent son père d'occulter ses souvenirs de la prison et aussi à la sourde culpabilité hantant Arthur Clennam. En ce sens, les deux héros s'avèrent prisonniers de leur ascendance et de leur passé : Arthur souffre d'une sorte de crise de la maturité, alors qu'Amy semble s'être arrêtée de grandir. Il y a conflit, assure Paul Davis, entre la « petitesse » enfantine (littleness) d'Amy et les responsabilités d'adulte qu'elle assume, miroir de l'étrange et complexe « mélange de vérité et de complicité qui forme son caractère » (« complex mixture of truth and complicity that forms her character »).

#### La véritable libération

##### De l'acceptation à la transcendance
Il est paradoxal que ce soit l'acceptation de l'enfermement qui, in fine, « libère » les deux protagonistes. Amy s'avère être une très mauvaise élève de Mrs General qui essaie de lui inculquer les bonnes manières, et devient la honte de sa famille qui s'évertue, elle, à acquérir le raffinement qu'exige le professeur de maintien, ce qui fait qu'« un esprit vraiment délicat aura toujours l’air d’ignorer l’existence de tout ce qui n’est pas parfaitement convenable, paisible et agréable » (« a truly refined mind [will always seem] to be ignorant of everything that is not perfectly proper, placid, and pleasant »). En cela, elle reste fidèle à la réalité de sa situation, celle d'une « enfant de Marshalsea », condition à laquelle elle n'échappe pas, même si elle n'est plus tenue, depuis que son père a été libéré, de résider dans la prison.
Il en est de même pour Arthur que la culpabilité secrète qui le ronge conduit à rechercher une incarcération, bien que Daniel Doyce ne lui tienne aucunement rigueur d'avoir gaspillé la trésorerie de l'entreprise en spéculant avec Merdle. Ainsi, en acceptant sa responsabilité et en agissant conformément aux injonctions de sa conscience, Arthur, écrit Paul Davis, reconnaît que, lui aussi, est « un enfant de Marshalsea ». C'est seulement à l'intérieur des murs de la prison qu'il réussit à reconnaître en lui l'amour qu'il porte à la Petite Dorrit. Si bien, conclut Paul Davis, qu'Amy et Arthur s'emprisonnent eux-mêmes pour mieux transcender l'enfermement.

##### Les éternels condamnés
Tel est donc le sort réservé aux protagonistes ; les personnages de moindre envergure psychologique ne jouissent pas des mêmes prérogatives. Ainsi, Fanny, si elle résiste elle aussi à l'enseignement de Mrs General, non par humilité comme sa sœur mais bien par son contraire, l'orgueil, finit par épouser un homme qu'elle n'aime pas, Mr Sparkler, afin de pouvoir dominer Mrs Merdle. De même, quoique doués d'une immense gentillesse, les Meagles finissent, à force de condescendance, par s'aliéner Tattycoram, leur protégée, et leur flagornerie envers les puissants Barnacle favorise le désastreux mariage de leur fille Pet avec Henry Gowan. Quant à Frederick Dorrit qui, certes, échappe par son maigre travail à la prison et fait preuve d'une faculté de jugement plus aiguisée que celle de son frère William, son double opposé, il lui est impossible de survivre à sa disparition. William Dorrit et le père d'Arthur représentent un patriarcat fondé sur l'illusion et la malhonnêteté, que Casby incarne, lui, de façon spectaculaire (dramatically, écrit Paul Davis) en broyant les pauvres locataires de la Cour du Cœur-Saignant ; Pancks, son agent, s'est mué en un véritable rouleau compresseur (a labouring steam-engine) du recouvrement, mettant ainsi en œuvre de façon directe et terriblement efficace l'oppression exercée par son maître, et même s'il contribue à la libération des Dorrit et finit par humilier Casby en public, il n'échappe pas à la ruine lorsque éclate la frauduleuse bulle financière élaborée par Merdle. Merdle, justement, dernier avatar de cette société malade, à la fois véreuse et vide, s'effondre et se suicide, victime de ses propres mensonges et sans doute aussi de ses fausses illusions,.

##### Deux exceptions notables
D'après Paul Davis, deux personnages échappent à cet enfermement intérieur par leur liberté d'esprit, Daniel Doyce, l'inventeur, et Flora Finching, l'une des grandes créations comiques de Dickens.
Daniel Doyce est à sa façon un inventeur de génie que les institutions officielles, en l'occurrence le ministère des Circonlocutions dont c'est pourtant l'une des principales missions, refusent de soutenir, dont l'aptitude aux affaires est très limitée, mais que rien n'arrête, car il poursuit ses recherches vaille que vaille, quitte à quêter le soutien dont il a besoin hors des frontières du royaume. Lui, au moins, ne succombe pas au désespoir et à la paralysie ambiants, et il fait montre d'une belle générosité en pardonnant aussitôt à Arthur Clennam d'avoir spéculé auprès de Merdle avec l'argent de l'entreprise. C'est son indomptable énergie et son indépendance d'esprit qui permettent de libérer cet imprudent collaborateur des barreaux de Marshalsea et de redonner un sens à sa vie.

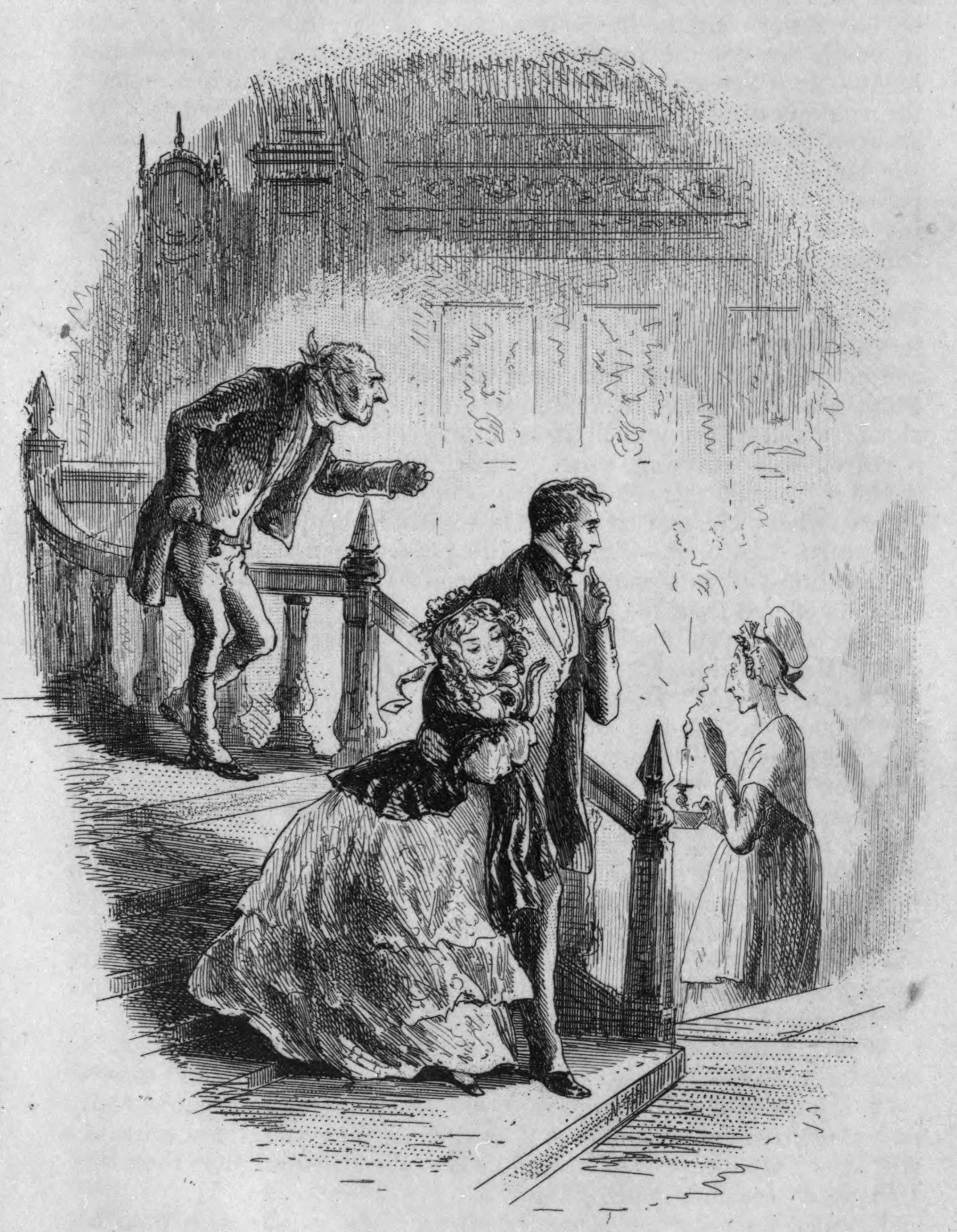
Flora Finching inspecte les lieux, par Phiz.

Quant à Flora Finching, son bric-à-brac verbal est à l'image des avatars de sa vie ; chez elle, la bienveillance fait bon ménage avec l'absurdité, la ruse avec l'excès. Dans un roman que Paul Davis qualifie de « remarquablement dénué de comique » (« notably devoid of comedy »), elle apporte la truculence, le rire et un naturel qui tranchent avec l'attitude des autres personnages réduits à agir comme des machines ou des robots. Elle représente la vie biologique, qu'évoquent son prénom botanique et son nom ornithologique, et dont la présence tonitruante, sans complexe ni retenue, insouciante de la distance sociale au point d'intimider Amy, assure à l'union de la Petite Dorrit et d'Arthur Clennam une bénédiction augurant d'un bel avenir. En définitive, elle est la fleur, certes « plus pivoine que lys » (c'est Dickens qui l'écrit), mais bien vivante, selon Paul Davis, dont Arthur garde le souvenir en son cœur, alors qu'il a jeté à la rivière les roses de son premier amour.
Daniel Doyce et Flora Finching sont de la race des vainqueurs, alors qu'Arthur et Amy appartiennent à celle des survivants ; les protagonistes réparent dans la mesure de leurs moyens les dommages que leur ont causé les aléas de la vie, mais eux créent sans cesse. À ce titre, ils échappent à leur condition sociale, à leur destinée historique, aux temps et aux lieux moroses que décrit le roman. Ce sont eux et eux seuls qui tracent leur route, secourant au passage les éclopés et les reclus, offrant à chaque détour l'image de la vie triomphante, proliférante, grotesque et tenace.

#### Les responsabilités
Cette analyse est complétée par les commentaires de Peter Preston qui cherche, au-delà des individus, les véritables responsabilités. Alors que Dickens arrive à la conclusion du troisième numéro, il semble prendre fermement conscience que l'état de l'Angleterre n'est pas seulement le résultat de conduites isolées, mais d'un système à bout de souffle. En ce sens, bien que le livre prétende concerner un passé d'« il y a trente ans » (thirty years ago), il traite bel et bien du présent : ce que Dickens fait, en réalité, c'est clouer au pilori à la fois les gouvernants et les gouvernés, les premiers pour leur arrogance à réclamer le pouvoir de droit, au nom de pratiques antiques surannées, les seconds pour accepter benoîtement cette situation, ou mieux, se comporter en flagorneurs patentés ou en serviteurs zélés. Dans une lettre à son amie Angela Burdett-Coutts, il écrit, le 11 mai 1855 : « Je n'ai rien à gagner et tout à perdre, car la tranquillité du public est mon fonds de commerce, mais je suis désespérément déterminé, car je sais que c'est un cas désespéré » (« I have nothing to gain – everything to lose (for public quiet is my bread) – but I am in desperate earnest, because I know it is a desperate case »).
De fait, il met en scène des dirigeants complètement coupés du reste de la population, qu'ils ne connaissent pas et méprisent ouvertement. Lorsque Arthur accompagne Henry Gowan en visite chez sa mère, c'est un véritable choc pour lui que de découvrir la tonalité de la conversation qu'ont engagée les « Bohémiens » de Hampton Court, représentés par les Barnacle et les Stiltstalking : il y a eux et la « populace » (the mob), cette dernière incluant Arthur lui-même et toutes les classes sociales s'échelonnant entre l'aristocratie et les ouvriers qui peuplent le roman. D'ailleurs, Arthur, par sa conduite, justifie en quelque sorte leur arrogance, puisqu'il prétend que « la populace y est habituée » (« mob was used to it », et se garde bien, en cette occasion, de dire mot. Pourtant, ajoute Peter Preston, Arthur, qui porte le nom d'un héros mythique, va plus loin que beaucoup au cours de l'intrigue pour briser le monolithe que représente le ministère des Circonlocutions, déloger certains des Tite Barnacle et rabaisser les Stiltstalking au niveau de la masse. Rien n'y fait : sa persévérance est vaincue par le système et il retourne à l'anonymat. Le roman, lui, a au moins le mérite de poser le problème, de ridiculiser les gens en place, de montrer leur ineptie et de convaincre quelques personnages et sans doute quelques lecteurs.

### L'argent
Si la société va si mal, si les personnes qui la composent sont en leur immense majorité confinées derrière ses murs ou dans leur prison intérieure, c'est essentiellement parce que la valeur suprême est l'argent.
William Dorrit est incarcéré pour dettes et se comporte en prison comme un petit roi à qui ses sujets rendent hommage en versant leurs pauvres subsides ; Pancks a pour fonction de recouvrer des loyers auprès de gens qui ne peuvent pas les payer, et cela, pour le compte d'un rapace qui se fait passer pour une colombe, Casby ; Arthur se retrouve lui aussi derrière les barreaux parce qu'il est acculé à la ruine ; sans compter l'héritage longtemps caché, les agissements véreux de Merdle, la déconfiture de la plupart des personnages, le codicille supprimé du testament de Gilbert Clennam : tous ces agissements et événements gravitent autour du thème de l'argent. Peter Preston ajoute qu'au-delà, pour des personnages comme Amy ou Plornish, et bien d'autres, la vie n'est que lutte permanente pour racler les quelques sous qui séparent la survie de la misère. Les autres, les Barnacle, Gowan, Blandois, acquièrent l'aisance, voire la fortune par le népotisme, la séduction de femmes riches ou la criminalité.
De plus, les deux parties du roman portent chacune un titre directement lié au thème de l'argent : « Pauvreté », « Richesse », mots, écrit Peter Preston, « lestés de sens littéral autant que métaphorique » (« freighted with both literal and metaphorical meaning »). À la fin du premier livre, Merdle est à son zénith et William Dorrit, lui aussi devenu riche, quitte triomphalement la prison. Le Barreau (c'est-à-dire le système juridique lui-même) décrit Merdle comme « l'un des plus grands convertisseurs de la racine de tous les maux en la racine de tous les bienfaits » (« one of the greatest converters of the root of evil into the root of all good »). Peter Preston relève la référence à Timothée, 6, 10 : « Car l'amour de l'argent est la source de tous les maux » et en conclut que le roman montre à voir une société en adoration devant de faux dieux. De plus, Mr Merdle porte un nom en soi chargé de signification, comprenant le mot français « merde », indiquant qu'il représente non le brillant incorruptible de l'or mais la couleur et le nauséabond du produit de la défécation, « vérité, selon Peter Preston, brutalement mise en évidence par son suicide » (« a truth brutally exposed by his suicide »). Il a été souvent remarqué à ce propos que Dickens annonce la théorie de Sigmund Freud : « argent égale excrément »,.
Les méfaits de l'argent touchent également les cœurs et les âmes. Peter Preston relève que, lorsque Arthur, lors de sa seconde visite, vient chercher une explication à sa vie auprès de sa mère, il ne reçoit en retour que discours commercial et échanges comptables. Il est d'avis que l'argent, son acquisition, la dureté des affaires, ne lui apportent rien qui ne puisse qu'être matière à regret et même remords : la conversation s'enlise dans l'impasse lorsque la voix narratrice prend le relais et résume en une imprécation vengeresse la réponse de Mrs Clennam :
| « Woe to the defaulter whose appeal lay to the tribunal where those severe eyes presided! […] Forgive us our debts as we forgive our debtors, was a prayer too poor in spirit for her. Smite Thou my debtors, Lord, wither them, crush them […] this was the impious tower of stone she built up to scale Heaven. » | « Malheur au débiteur en retard dont l’appel devait se plaider devant le tribunal présidé par ce regard sévère ! […] « Pardonnez-nous nos dettes comme nous pardonnons à nos débiteurs, » était une prière anodine pour Mme Clennam : « Frappe mes débiteurs, Seigneur ; écrase-les, anéantis-les […] » Telle était la tour impie, la tour de granit qu’elle se bâtissait pour gagner le ciel à l’escalade ». » |  |

Ainsi, la richesse déployée dans ce roman ne saurait se mesurer en termes d'argent, ni d'ailleurs par l'accumulation de fausses vertus, ni surtout par les formes conventionnelles de la dévotion. C'est quand Arthur et la Petite Dorrit perdent leur argent qu'ils se libèrent et se découvrent l'un l'autre. À la dernière page, les deux protagonistes entrent dans « l'humble vie du bonheur utile » (« the modest life of usefulness and happiness »), offrant d'abord à eux-mêmes puis à ceux qui les entourent, bientôt leurs enfants, leur famille élargie, la sécurité du compagnonnage, de l'amitié, de l'affection, du souci de l'autre. Telle est la seule vraie rédemption que propose La Petite Dorrit .

### Une nation «incohérente» (Peter Preston)

#### Trois images symboliques du déclin de la nation

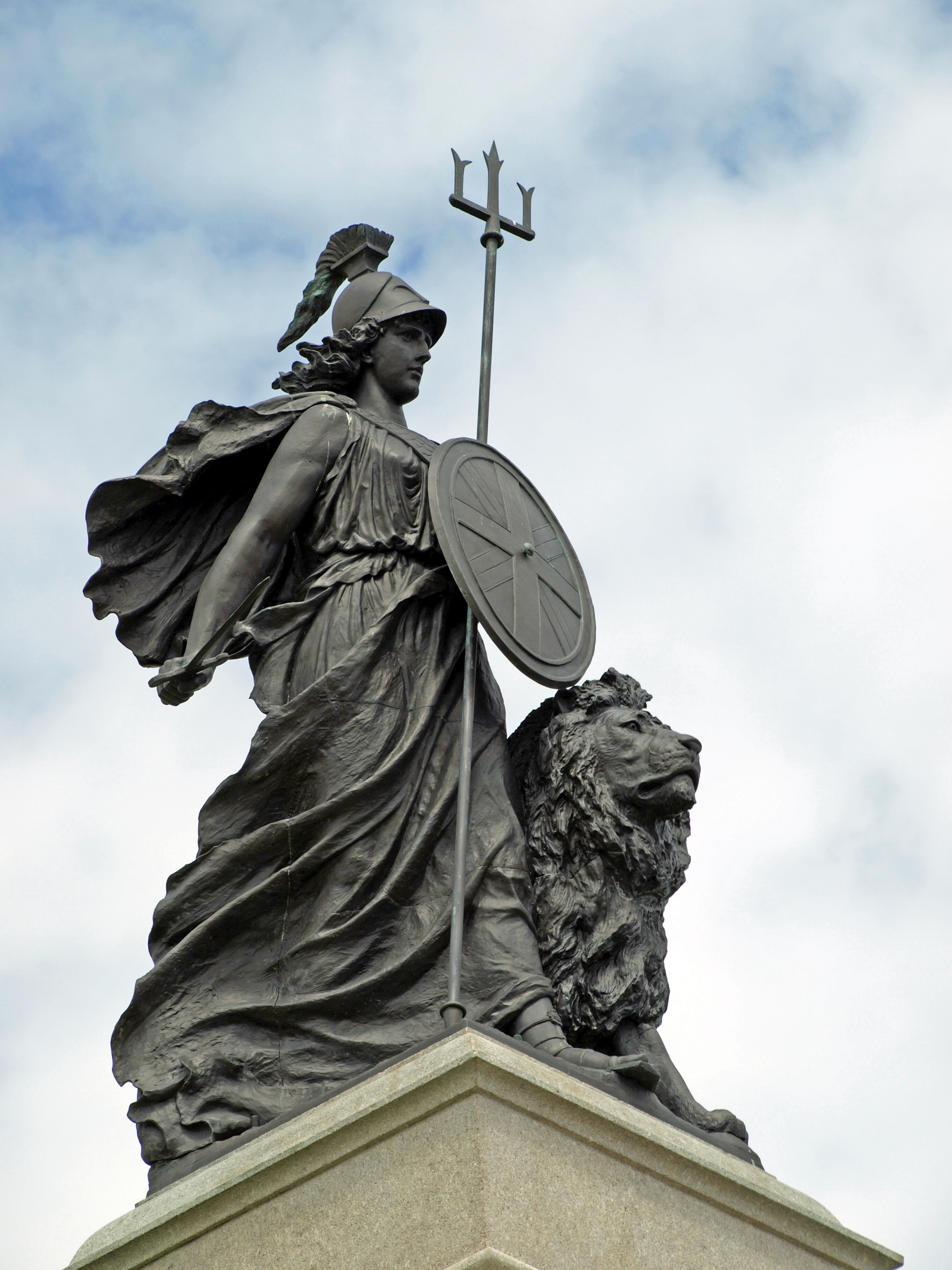
La fière Britannia de Plymouth.

Le frontispice dessiné par Phiz pour toutes les parutions mensuelles est éloquent : Britannia (la Grande-Bretagne personnifiée) y figure en un cortège mené par un couple de vieillards aveugles et s'appuyant sur des cannes ; ils sont parvenus à un poteau indicateur qui les envoie vers des directions opposées à celle qui est la leur. Derrière eux se profile une colonne d'hommes, dont l'un paraît élégamment vêtu et deux portent des bonnets d'âne, puis trois autres atteints de calvitie et arborant une expression comme figée. Apparaît Britannia, avec pour suivants immédiats, un groupe de gentlemen bien habillés mais affublés de bonnets d'idiots et de sourires vides et complaisants. Accroché aux basques de l'un d'eux se trouve un petit bonhomme aux basques duquel s'en pendent deux autres, accroupis jusqu'à ressembler à des animaux, l'un d'eux étant d'ailleurs affublé de larges oreilles évoquant celles d'un singe. D'autres personnages tentent de s'accrocher aux vêtements des précédents et, au terme du cortège, se trouve un groupe de nounous et d'enfants censés représenter la nouvelle génération. C'est au beau milieu de ces crétins, de ces simples d'esprit, de ces flagorneurs que trône la triste figure de Britannia, sur un chariot ressemblant à une baignoire-sabot, la tête inclinée sur son bras lui-même appuyé sur le bouclier posé à plat sur ses genoux en compagnie de son trident, à peine levé au-dessus de l'horizontale. Telle est la Britannia de La Petite Dorrit, non la haute femme casquée, trident et bouclier fièrement dressés, dominant les mers (ruling the waves), mais une pauvre silhouette affaissée qu'entoure une multitude d'incapables, d'idiots et de profiteurs.
Une autre image de Britannia est donnée au chapitre 23 de la seconde partie. Alors qu'il vient rendre visite à sa mère, Arthur tombe sur Affery Flintwinch « qui, tenant sa longue fourchette à la main, avait tout l’air d’un personnage allégorique ; seulement elle avait sur les héros mythologiques cet avantage que l’emblème qu’elle tenait à la main était à la portée de toutes les intelligences » (« who, with the kitchen toasting-fork in her hand, looked like a sort of allegorical personage, except that she had a considerable advantage over the general run of such personages, in point of significant emblematical purpose »). Peter Preston explique que cette image, où le glorieux trident se réduit à une fourchette à pain grillé, rappelle au lecteur qu'Affery, l'un des personnages les moins perspicaces du roman, possède pourtant la clef des mystères de la maison Clennam, ayant tout vu, tout entendu, et possédant la faculté d'en rêver les secrets, sans que personne, jamais, lui prête la moindre attention. Or cette Britannia comique est au service d'une autre Britannia pseudo-héroïque, la féroce Mrs Clennam, qu'on voit dans l'illustration de Phiz formidablement raide dans son fauteuil roulant, « telle le destin en poussette » (« like Fate in a go-cart »), comme le dit Flora Finching. Ainsi, la maison Clennam en vient à représenter la Grande-Bretagne prête comme elle à s'écrouler, comme cet autre symbole proposé par Phiz qu'est le château en ruine au sommet duquel dort la Petite Dorrit, sans doute son « château en Espagne » (« Castle in the Air »).
Troisième exemple, Mr Meagles déclare à Doyce, qui revient de Russie où son génie créateur a été récompensé, que « la Grande-Bretagne ressemble au chien du râtelier dont parle la fable, elle ne veut pas décorer ses enfants, et ne veut pas davantage leur permettre de montrer les décorations que les autres leur donnent » (« a Britannia in the Manger – won't give her children such distinctions herself, and won't allow them to be seen, when they are given by other countries »). Parler de cette façon, pour un réel patriote mais aussi un xénophobe invétéré comme Meagles, c'est, commente Peter Preston, l'écho désespéré de la colère qui assaille Dickens devant l'incapacité de son pays à se hisser au niveau de son ambition et de sa destinée.

#### Que signifie: être Anglais?
Telle est la question que pose le roman avec insistance. À son retour après vingt années passées en Chine, Arthur se demande où se situe son identité nationale, tant il se sent à la dérive, comme un « enfant abandonné » (a waif), un étranger en Angleterre. D'ailleurs, La Petite Dorrit n'a de cesse d'utiliser les mots Englih, British ou national dans un contexte ironique ou interrogateur : à la prison, par exemple, dont l'administration est un « résumé très clair et très succinct de l’administration publique, telle qu’elle se pratique généralement dans notre bonne et brave petite île » (« neatly epitomizing the administration of most of the public affairs in our right little tight island ») ; bien sûr aussi au ministère des Circonlocutions où Daniel Doyce, « après douze ans de sollicitations et de factions, […] avait enfin été enrôlé dans la Légion d’honneur de la Grande-Bretagne, la Légion des Découragés du ministère des Circonlocutions, et avait été décoré de l’Ordre du Mérite britannique, c’est-à-dire l’Ordre du Désordre des Mollusques et des Échasses » (« after a dozen years of constant suit and service [has] been enrolled in the Great British Legion of Honour, the Legion of the Rebuffed of the Circumlocution Office, and has been decorated with the Great British Order of Merit, the Order of the Disorder of the Barnacles and Stiltsstalkings » ; et même à « la cour du palais, qui figurait alors sur la liste fort longue des éternelles sauvegardes de la dignité et du salut d’Albion » (« the Palace Court, at that time one of a considerable list of everlasting bulwarks to the dignity and safety of Albion » ; et Mr Merdle, le véreux, l'escroc, est présenté comme « un grand ornement national » (a great national ornement) qui réclame, à fort juste titre selon la hiérarchie, la dignité de Pair du Royaume.
Peter Preston ne voit qu'une exception à cette vision « sardonique » (sardonic) de l'Angleterre : lors du départ de Doyce pour l'étranger, cette Russie qu'il qualifie de « barbare », il reçoit un au revoir triomphal de la part de ses employés, et le narrateur, s'enthousiasmant brièvement pour son pays, s'écrie : « Car, à vrai dire, il n’est pas de nation au monde qui sache acclamer comme les Anglais ; quand ils s’excitent et s’encouragent les uns les autres par leurs bravos, on croirait entendre passer toute l’histoire d’Angleterre et voir se déployer tous les étendards anciens et modernes depuis Alfred le Saxon jusqu’à nos jours » (« In truth, no men on earth can cheer like Englishmen, who do so rally on one another's blood and spirit when they cheer in earnest, that the stir is like the rush of their whole history, with all its standards waving at once, from Saxon Alfred's downwards »). Certes, Dickens n'idéalise jamais le passé, mais sa nostalgie point, ne serait-ce que fugitivement, dans ce passage.

#### Le sale et le brillant
L'Angleterre de La Petite Dorrit est sale, décrépite, suintante, l'air y reste lourd et comme stagnant. La crasse et le renfermé recouvrent tout, lieux, bâtiments, pièces, et les personnages eux-mêmes qui en partagent l'oppression. Lorsque, par exemple, le voyageur Arthur Clennam revient de l'étranger, il est choqué par l'atmosphère de la capitale, plongée en plein jour dans les ténèbres, ployant sous une pluie fétide, et gardant de Frederick Dorrit, pourtant l'un des meilleurs entre tous, « une image aussi vivante de ses mains sales, de son visage crasseux et de sa décrépitude, que s’il fût resté affaissé sur sa chaise » (« as vivid a picture on his mind of his begrimed hands, dirt-worn face, and decayed figure, as if he were still drooping in his chair »). Pancks a le teint comme naturellement crasseux, etc. La saleté et l'insalubrité n'affectent pas seulement les pauvres : la maison des Barnacle sent comme le ferait une bouteille remplie d'une décoction émanant d'une écurie, et, après leur mariage, Fanny et Sparkler résident dans une demeure imprégnée d'une odeur de soupe aigre et de chevaux de trait.
En doubles opposés de cette saleté s'affichent le brillant de la mauvaise fortune et la méchante pureté de la fausse innocence. Mrs Merdle, produit artificiel de l'art du maquillage dont fait preuve sa bonne, bien qu'elle prétende être au fond « pastorale », une « enfant de la nature », ce qui fait hurler son perroquet de rire, l'oiseau devenu ironiquement narrateur, n'apparaît vraiment que, en tant que métonymie, une poitrine (bosom) coussin à bijoux, sa seule utilité. Casby, lui aussi, s'avère n'être qu'une fausse construction, à la fois patriarche soi-disant bienveillant à la belle crinière blanche, en réalité « un nigaud bien lourd, bien égoïste, sans initiative et maladroit, qui, à force de se laisser bousculer par ses semblables, ayant découvert par hasard que, pour réussir dans la vie et se faire respecter, il n’avait qu’à parler le moins possible, à polir la partie chauve de sa tête et à laisser faire ses cheveux, avait mis sa découverte à profit » (« a heavy, selfish, drifting Booby, who, having stumbled […] on the discovery that, to get through life with ease and credit, he had but to hold his tongue, keep the bald part of his head well polished and leave his hair alone, had had just cunning enough to seize the idea and stick to it »). Une fois démuni de sa crinière par Pancks, cependant, il devient « un lourd personnage à cheveux ras, à grosse tête, qui le contemplait avec de grands yeux hébétés, […] qui n’avait plus rien d’aimable, rien de vénérable » (« [a] bare-polled, goggle-eyed, big-headed, lumbering personage, […] not in the least impressive, not in the least venerable »).
C'est que, dans ce roman, comme le fait remarquer le narrateur lui-même, les accessoires tiennent souvent lieu de personnalité, et lorsqu'ils disparaissent, les êtres s'écroulent : par exemple, Mr Merdle vit dans son bain, mais sa propreté maniaque n'est que le reflet inversé de sa saleté morale, et lorsqu'il fait faillite, il ne peut survivre et se donne la mort. Ce n'est d'ailleurs qu'après son suicide qu'on découvre son véritable corps, assez semblable à celui de Casby, lourd, la tête obtuse, les traits grossiers, mesquins, ordinaires. L'inverse est également vrai : les vêtements de Doyce, s'ils sont « un peu rouillés », recouvrent un corps et une âme faits de vrai métal, et Pancks, tout comme Frederick Dorrit, qui restent de bout en bout crasseux, font montre de persévérance et de fidélité. À ce titre, Pancks est autorisé à subir une véritable métamorphose : le rapace collecteur de fonds qu'il est dans le premier livre se mue peu à peu, au cours du second, en homme secourable, sa rencontre avec la Petite Dorrit ayant d'abord servi de catalyseur, alors qu'elle lui découvre « […] malgré son regard perçant, […] l’air moins sombre et plus doux qu’il ne lui avait semblé » (« […] although his were sharp eyes, a brighter and gentler-looking man than she had supposed »).
Certains personnages, qui semblent éminemment sains, font en définitive preuve d'une véritable cécité morale. Mr Meagles, par exemple, est un homme d'affaires exemplaire, l'un des rares à ne point connaître la faillite, qui sait apprécier la valeur d'Arthur et de Doyce, qui souffre comme tout un chacun de l'indifférence coupable du ministère des Circonlocutions, qui ne se compromet pas avec le banquier Merdle. Cela ne l'empêche pas de souffrir d'un défaut rédhibitoire, la servilité et la déférence qu'il croit dues au rang social. C'est ainsi qu'il sait que Gowan est un mauvais choix pour sa fille Pet, que Clennam l'aime tendrement, mais il reste ébloui par l'entregent de la famille de Henry et par la gloire supposée de son titre, et fait le malheur de sa fille par un mariage contre nature avec un homme qui se vante ouvertement de ne point avoir de valeurs solides :
| « je suis heureux de pouvoir vous dire que, tout compte fait, le plus méprisable des hommes est en même temps le plus aimable […] [et] qu’il existe beaucoup moins de différence que vous ne seriez disposé à le croire entre un honnête homme et une canaille. » | « I am happy to tell you that I find the most worthless of men to be the dearest old fellow too […] [and] that there is much less difference than you are inclined to suppose between an honest man and a scoundrel. » |  |

D'autres, les coquins tels Merdle, Casby et même Rigaud/Blandois, connaissent cette faiblesse et en profitent astucieusement : leurs victimes sont justement ceux qu'aveuglent la cupidité, la peur, l'ambition, le snobisme ou ce que Peter Preston appelle « la paresse morale » (moral laziness). La voix narrative n'est point dupe, qui martèle l'impossibilité de « se jouer ainsi de la vérité sans en souffrir dans l’honnêteté de ses sentiments » (« bring deserving things down by setting undeserving things up without growing the worse for it »).

#### Le faux paternalisme
Il existe un certain paternalisme dans au moins deux romans ayant précédé La Petite Dorrit, chez Mr Brownlow dans Oliver Twist et Cheeryble dans Nicholas Nickleby, mais ces personnages sont présentés sans ironie décapante et jouent un grand rôle dans la réhabilitation sociale et financière des héros. Dans La Petite Dorrit, Mr Meagles, pétri de compassion, ressemble à bien des égards à ces philanthropes ; cependant, son snobisme et son incapacité à anticiper, puis à comprendre les conséquences parfois néfastes de ses bonnes intentions le rendent souvent plus nuisible qu'utile. Peter Preston fait remarquer que sa jolie petite villa de Twickenham est moins paisible et ordonnée qu'il n'y paraît : Pet, nom ridicule selon lui, est la fille de la maison, certes, en soi mais aussi en tant que remplaçante de sa sœur morte ; Tattycoram a été sauvée de l'orphelinat mais sert également à compenser la perte de l'enfant décédée, et il lui est constamment rappelé quelle chance elle a de porter, elle que son illégitimité a laissée sans nom, celui d'une famille aussi généreuse. Peter Preston ajoute qu'elle a toutes les raisons de trouver difficile d'être en état de constante gratitude. Vivre chez les Meagles est confortable mais humiliant et frustrant. Or, Tattycoram est un être de passion que Dickens décrit avec la même expression que Charlotte Brontë dans Jane Eyre : « a picture of passion » (« cette fille si passionnée »). Comme Jane, en effet, enfant, adolescente, plus mûre, Tattycoram met à mal les attentes dont elle fait l'objet, si bien que, lors de sa fugue, Meagles lui-même finit par rendre les armes et renoncer à « raisonner en ce moment avec cet être haletant de colère » (« trying reason then, with that vehement panting creature »), et ce n'est qu'après une longue période de réflexion et de multiples rebondissements qu'il lui offre une seconde chance. Il ne s'agit pas là de générosité – il le proclame lui-même –, mais l'aboutissement d'une évidence historique : la passion, fort incongrue, de Tattycoram appelle la pitié, car c'est une tare dont la pauvre fille a hérité, une malédiction imposée par la chute de sa mère, un péché transmis et infligé de génération en génération.
À ce stade, d'après Peter Preston, Dickens recule devant les conséquences de son analyse. Il donne à Tattycoram l'intelligence de percevoir, puis d'exprimer sa frustration, mais il lui offre une échappatoire dès le départ viciée. La personne qui aide, reçoit et, en quelque sorte, « sauve » une seconde fois la jeune Tattycoram, Miss Wade, est l'une des femmes les plus vilipendées du roman, toujours présentée de façon négative, un cas pathologique dont le seul motif serait la vengeance. Après tout, Miss Wade a un passé exactement semblable à celui de la fugitive et est tout à fait apte à reconnaître son tourment. Mais elle est considérée comme non assimilable, en marge de la société, d'ailleurs constamment en mouvement, si bien que, dans sa pauvre bicoque, ses paquets ne sont jamais défaits. Elle dispose d'une belle somme d'argent, mais son orgueil, son mépris pour son bienfaiteur l'empêchent d'y puiser sauf quand elle est au bord du gouffre. Elle a écrit l'histoire de sa vie que Dickens voulait, comme il l'indique à John Forster, traversée par le sang qui irrigue le roman, mais cette parenthèse reste étrangère au récit, en cela semblable à l'image de son auteur dans la société, si bien qu'après l'avoir lue, Arthur Clennam ne fait aucun commentaire, et Miss Wade disparaît de la scène. Peter Preston pose pourtant la question de savoir si le roman explore à fond les raisons qui la poussent ainsi à refuser l'assimilation, se contentant d'imputer sa conduite à son seul caractère et de la présenter comme habitant un univers replié sur lui-même, s'auto-justifiant en permanence, un solipsisme en chair et en os. Son autobiographie révèle avec insistance, en effet, que Miss Wade voit, détecte, perçoit, devine, sait, et Peter Preston ajoute qu'au vu de son expérience vécue (rejet, mépris, amours jamais partagées), il est tout à fait légitime qu'elle déclare la guerre à une société de façade, dont son intelligence lui a permis d'impitoyablement recenser toutes les lézardes.

#### Les dysfonctionnements familiaux

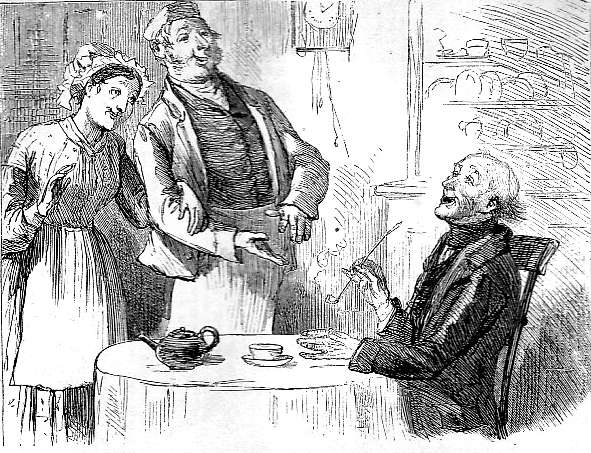
Les Plornish et Mr Nandy, par Phiz.
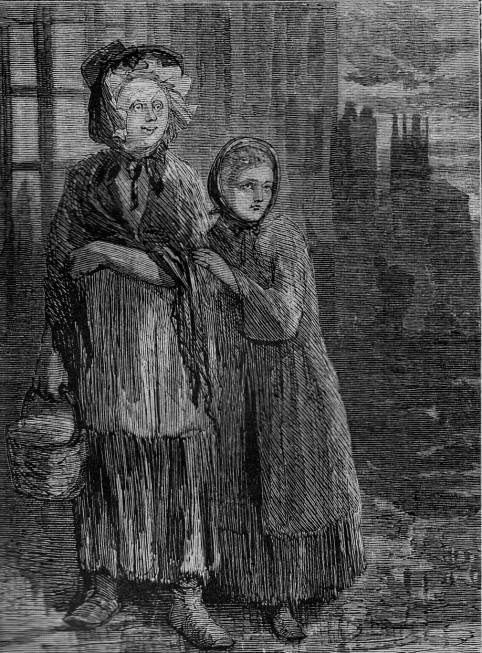
La Petite Dorrit et Maggy, par Sol Eytinge.
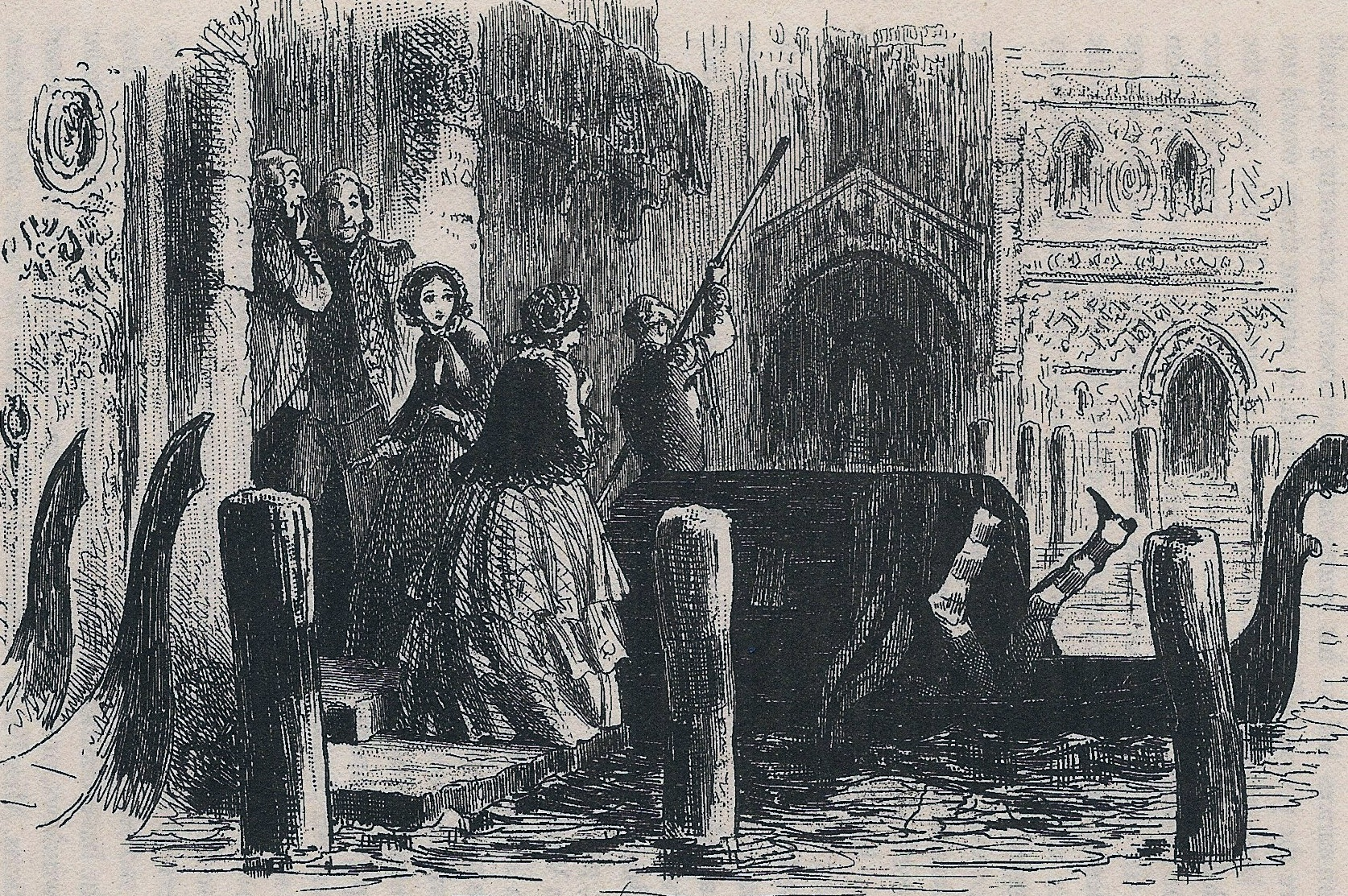
La bonne fortune abandonne Mr Sparkler, par Phiz.
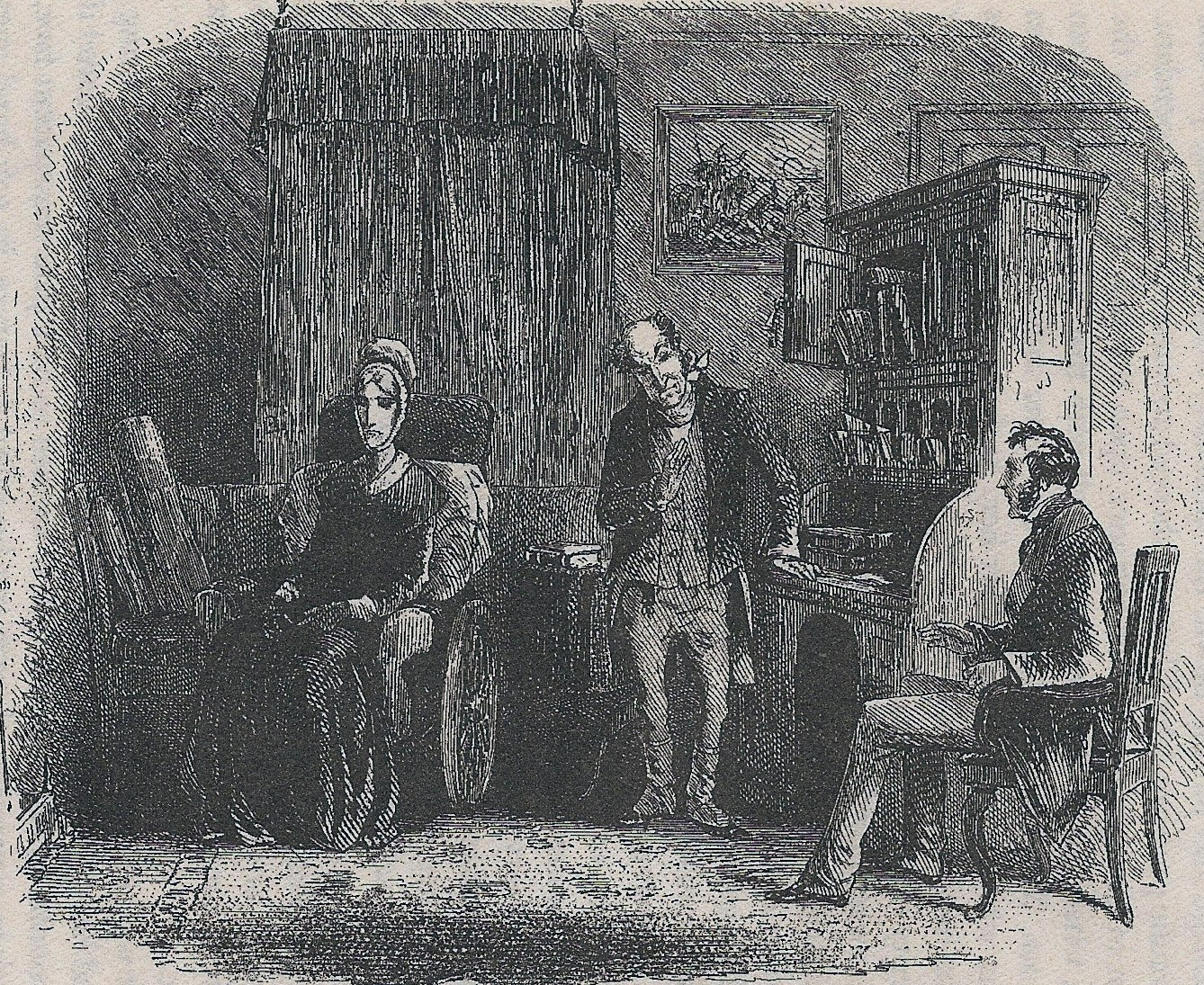
Mr Flintwinch en arbitre chez Mr Clennam, par Phiz.
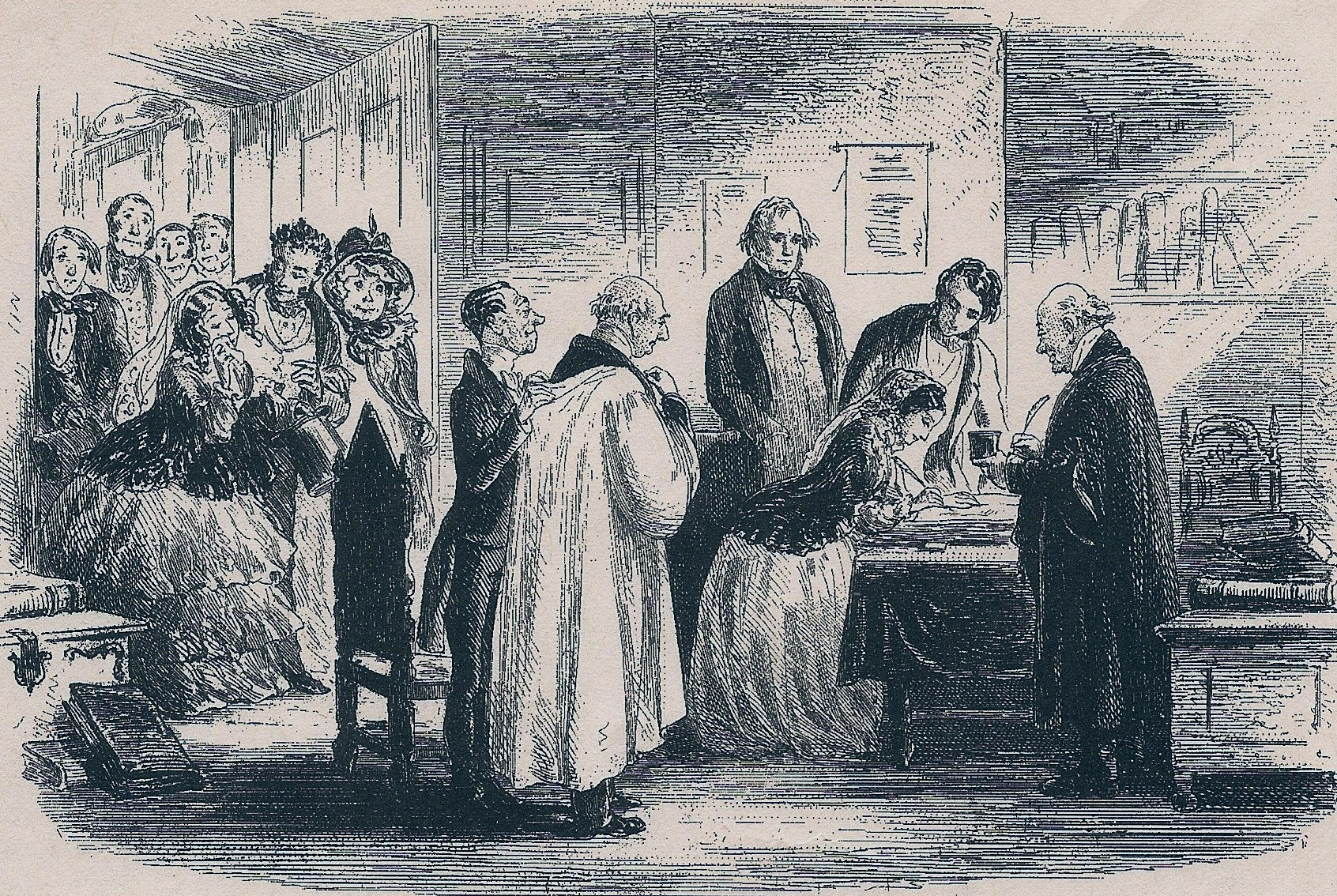
Amy signe le troisième volume des registres, par Phiz.

Peter Preston note qu'il existe d'autres familles, comme souvent chez Dickens, qui fonctionnent mal, marquées qu'elles sont par l'absence ou le renversement des rôles. Beaucoup de personnages n'ont qu'un parent, parce que l'autre est mort ou a disparu, voire, comme c'est le cas des enfants abandonnés, pas de parents du tout. Il en est ainsi d'Arthur, de la Petite Dorrit, de Miss Wade, Tattycoram, Maggy, Flora, et les Meagles passent leur temps à négocier le vide laissé par la défunte jumelle de Pet. Quant aux parents bien vivants, ils s'avèrent incapables d'offrir à leur progéniture l'affection et la protection qui lui sont dues. Ni Mrs Merdle ni Mrs Clennam n'éprouvent le moindre sentiment maternel ; Casby et Mr Dorrit n'assurent aucune responsabilité paternelle, et Mr Rugg tente sans cesse de se débarrasser de sa fille en la mariant, sans le moindre succès, d'ailleurs, tant il appartient au destin de cette demoiselle de se faire rejeter par les hommes. S'il arrive que les deux parents soient présents et se soucient vraiment de leurs enfants, le résultat est rarement heureux, comme en témoigne le cas de Pet Meagles, mariée contre nature. Les Dorrit, eux, représentent l'extrême de l'instabilité familiale, et seuls les Plornish font exception, encore que leur amour partagé ne suffise pas à protéger Nandy de l'hospice.
Les rôles s'inversent parfois, ce qu'illustre symboliquement l'association de la Petite Dorrit et de Maggy. Amy a la taille d'une enfant et il faut la regarder de près pour s'apercevoir qu'elle est adulte ; quant à Maggy, elle a l'aspect d'une adulte mais son développement mental s'est arrêté à dix ans. La petite Dorrit est sa « petite mère » (little mother), et celle de beaucoup d'autres « enfants ». Bien que la plus jeune, c'est elle qui assure la subsistance de sa famille, car elle a du sens pratique, de la ressource, de l'abnégation et aussi du tact, qualité bien utile pour perpétuer l'illusion que c'est son père qui s'en charge et, valeur hautement importante pour le prisonnier, qu'il mène la vie d'un gentilhomme. La fin du roman ne clôt pas ce schéma : il y est clairement indiqué qu'Amy et Arthur poursuivront leur rôle protecteur auprès d'une famille élargie, la leur, certes, mais à laquelle s'adjoignent les enfants de Fanny, Tip, Maggy, de même que Pancks et Doyce, devenus des « oncles », excentriques à souhait, comme souvent à la fin des romans de Dickens.
Ainsi sont unis Arthur Clennam et Amy Dorrit, un homme qui n'a pas eu de jeunesse et s'est persuadé qu'à la maturité, sa vie n'a aucun avenir, et une femme qui a été propulsée de force dans l'âge mûr et n'attend rien de l'avenir. Le mariage final, selon Peter Preston, pose la question de l'être et du non-être. Frederick Dorrit dit à Arthur qu'il « ne fait que passer, telle une ombre sur le cadran solaire » (« I am merely passing on, like the shadow over the sun-dial »). Quel sens donc donner à sa vie ? Comment la vivre autrement que par procuration, comme un théâtre d'ombres ? Telle serait donc, en définitive, la question fondamentale que pose ce livre.
Selon George Orwell, le dénouement idéal de Dickens est cent mille livres sterling de rentes, une vieille demeure un peu baroque, beaucoup de lierre, encore plus d'enfants, une petite femme douce et aimante, aucun travail. Tout est en ordre, propret, sûr, domestique. Non loin, l'église où l'on prie le dimanche et le cimetière où reposent les êtres aimés dont on fleurit la tombe en famille. La Petite Dorrit, cependant, laisse une image moins stéréotypée, ne cédant en rien à la jolie carte postale qui clôt, par exemple, Nicholas Nickleby. Comme l'écrit Peter Preston, « la conclusion manque de la netteté qu'on trouve dans les précédents livres » (« it resists the kind of neat closure found in [the] earlier books »). En effet, alors que par un soir d'été, la Petite Dorrit raccompagne Mrs Clennam chez elle depuis la prison, les deux femmes traversent à la hâte un quartier paisible qu'embrasent de grandes percées de luminosité issues du firmament déjà parsemé d'étoiles. Présage heureux, semblerait-il ? Non, l'image est trompeuse, elle prélude en fait à l'écroulement de la maison Clennam, à la solitude de Meagles laissé à ses embarras familiaux (la perte de sa fille morte, celle, encore plus cruelle, de sa fille si mal mariée, sans compter la nouvelle assimilation de Tattycoram au sein du groupe familial), à la dérive de Miss Wade plus rebelle que jamais, au décès violent de Merdle et de Blandois/Rigaud, à l'exil de Flintwinch, à la déchéance publique de Casby qui, tel un grotesque Samson, perd sa luxuriante chevelure, autant de malheurs, il est vrai, bien mérités. Certains personnages, grâce essentiellement à l'entremise généreuse de la Petite Dorrit, connaissent une sorte de rédemption : Flora, Pancks, Affery, même Mrs Clennam, cette dernière ne serait-ce que pour un fugitif instant. Les autres, les « Bohémiens » de Hampton Court, restent accrochés à leurs privilèges et gardent leurs prérogatives usurpées, les Barnacle et les Stiltstalking poursuivant leurs agissements à la tête du ministère des Circonlocutions.
Aussi le roman, même s'il est parvenu à son terme, laisse-t-il beaucoup de ses problèmes sans solution. C'est pourquoi les mariés de l'ultime page, après avoir signé le « troisième volume des registres » (the third volume of the registers), s'enfoncent tout simplement ensemble dans la rue, résonnant au soleil des cris des arrogants, des rapaces, des fats et des parvenus, des chagrinés et des éclopés de l'existence : tel est leur lot, l'avenir demeure incertain et ils retournent à la bruyante servitude d'une société tout aussi malade qu'au début, destinés qu'ils sont à subir les affronts du système et les incohérences dont souffre la nation. La seule différence est que, désormais, ils sont en couple et non plus isolés : il y aura fallu un long chemin ; Dickens ne dit pas s'il en a valu la peine.

## La manière d'écrire
Ce roman complexe présentant plusieurs mondes, la langue choisie par Dickens varie selon les strates de la société qu'elle met met en scène, mais, dans le même temps reflète aussi l'ensemble du schéma général.

### Le gaspillage verbal
Dans The Cambridge Companion to Charles Dickens, coordonné par John O. Jordan, Garret Stuart consacre à la langue de Dickens un chapitre (« Dickens and Language ») contenant quelques pages très denses sur La Petite Dorrit. Il souligne d'abord l'affection que Dickens porte aux triades d'adjectifs, et il précise qu'ils sont souvent orientés vers des directions si différentes qu'ils en viennent à saper la solidité du centre qui les supporte : c'est ce qu'il appelle une variante du branchement sylleptique (sylleptic forking). Le premier exemple qu'il prend est celui de Flora Finching, décrite ainsi au chapitre 13 de la première partie : « Flora était toujours aussi grande, mais elle était devenue grosse en proportion ; elle étouffait dans sa graisse » (« Flora, always tall, had grown to be very broad too, and short of breath »). Garrett Stuart constate que les deux axes, le vertical et l'horizontal, cèdent le pas à une dimension intérieure, le manque de souffle, si bien que le troisième adjectif, short (court) perd toute dénotation spatiale. Désormais, ce qui prévaut en Flora, c'est cette spécificité qu'indique « short », qualificateur non plus de taille, mais de « vertige asphyxiant » (breathless giddiness) et de « bavardage haletant » (panting babble).
La palme du gaspillage verbal dans l'évasion, l'autopromotion et la chicane revient au ministère des Circonlocutions : développer ce qui n'appelle aucun développement, déployer force éloquence sur rien, telle est la mission des Barnacle. Dans ce ministère, dont le nom même se prononce comme s'il avait « vingt-cinq syllabes » (five-and-twenty), un simple nom reçoit des prolongations infinies, et le charabia, tortueux et labyrinthique, devient en soi une autre prison. Ce lieu d'enfermement virtuel s'avère pire que les barreaux de la Marshalsea, car on y pratique la « torture », d'abord par l'inertie « broyant les condamnés comme sur la roue » (« convicts […] under sentence to be broken alive on that wheel »), ensuite par un verbiage accompagnateur inlassablement « craché » (spewed out) telle la balle d'un mauvais blé, d'« énormes quantités de balle au vent » (« a windmill [which] grinds huge quantities of chaff »).

### L'asphyxie de la langue
Poussé à l'extrême, ce procédé s'annule de lui-même et, selon Garrett Stuart, la langue finit par s'asphyxier à force de circonlocutions, c'est-à-dire qu'elle tourne en rond ou part à l'oblique, comme lorsque Henry Gowan est ainsi présenté : « le génie du jeune homme, au sortir même de l’adolescence, l’avait porté à étudier de préférence ce genre d’agriculture qui consiste à cultiver la folle avoine » (« whose genius, during his earlier manhood, was of that exclusively agricultural character which applies itself to the cultivation of wild oats »), ce qui, écrit-il, consiste à subvertir (swamping) un proverbe célèbre : sow one's wild oat (jeter sa gourme). Les mots en sont réduits à lutter pour sortir de leur syntaxe corsetée : les adjectifs arrivent toujours en grappes de trois, mais rejetés en fin de phrase : « Un dimanche soir à Londres, sombre, étouffant et comme moisi » (« It was a Sunday evening in London, gloomy, close, and stale »), se pressant les uns sur les autres, sans aération, comme comprimés. Tel est aussi, ajoute Garrett Stuart, le sort des triades nominales ou verbales qu'affectionne Dickens : « Rien à voir que rues, rues, rues ! Rien à respirer que rues, rues, rues ! » (« Nothing to see but streets, streets, streets. Nothing to breathe but streets, streets, streets »). L'allitération en « ee » relie la rue aux fonctions organiques de la vue et de la respiration, tandis que les « s » évoquent le maillage en zigzag et le labyrinthe des rues et des impasses. Et lorsqu'il s'agit de la Cour du Cœur-Saignant, la triade devient « pressurer, pressurer, pressurer » (« squeeze, squeeze, squeeze »), les mêmes allitérations se trouvant renforcées par le « q » et le « z », durs et secs comme la pauvre substance extraite des pauvres locataires du lieu.
Parfois, note encore Garrett Stewart, les adjectifs sont soudés les uns aux autres, en phrases nominales, si bien qu'ils semblent coupés de la syntaxe adjacente : ainsi, la description de l'antichambre de Miss Wade, « telle qu'on la trouve toujours dans ce genre de maison. Fraîche, triste et sombre » (« always to be found in such a house. Cool, dull and dark »). En d'autres occasions, les triades adjectivales contaminent la syntaxe environnante, comme dans la description d'une journée « moite, chaude, brumeuse » (« a moist, hot, misty [day] ») qui semble amalgamer « moist » et « misty » pour générer une puissance humide telle qu'elle affecte la série nominale qui suit, fertilisant son puant terreau : « un jour humide, chaud et brumeux. On eût dit que, dans la prison, la pauvreté honteuse, mesquine, sordide, en profitait pour pousser comme un champignon sous l’influence de cette atmosphère étouffante » (« It seemed as though the prison's poverty, and shabbiness, and dirt, were growing in the sultry atmosphere ».
Le finale du roman, cependant, desserre l'étau. Les triades deviennent moins rigides, moins porteuses d'émotion. Le discours indirect prend souvent le relais, et, si le rythme ternaire persiste, il se fait plus aisé, comme si approchait la libération : « Tout cela était passé, pardonné, oublié » (« That was all passed, all forgiven, all forgotten »). La dernière phrase du livre mérite, sur ce point, une attention particulière : Garrett Stewart écrit que la grammaire « se reprend » (collects itself) pour donner la phrase la plus stylée, peut-être la plus stylisée de toute l'œuvre de Dickens :
| « Ils s’arrêtèrent un instant sur les marches, sous le porche de l’église, contemplant la fraîche perspective de la rue qu’éclairaient les brillants rayons d’un soleil d’automne, puis ils descendirent. Ils descendirent le cours d’une existence modèle, utile et heureuse […]. Ils descendirent tranquillement les rues bruyantes, heureux désormais et inséparables ; et tandis qu’ils passaient tour à tour du soleil à l’ombre, et de l’ombre au soleil, ils ne s’inquiétaient guère de voir tout ce que le monde renferme de tapageurs, de gens avides, orgueilleux, froissés et vaniteux, continuer à s’agiter comme par le passé, à s’échauffer et à faire leur embarras comme à l’ordinaire. » | « They paused for a moment on the steps of the portico, looking at the fresh perspective of the street in the autumn morning sun's bright rays, and then went down. Went down into a modest life of usefulness and happiness […] They went quietly down into the roaring streets, inseparable and blessed; and as they passed along in sunshine and shade, the noisy and the eager, and the arrogant and the forward and the vain, fretted, and chafed, and made their usual uproar. » |  |

Après toutes les triades ramassées, isolées, rebelles, voici une cadence aérée, un rythme binaire (inseparable and blessed, in sunshine and shade) avant que ne s'affronte à nouveau le dur monde de l'arrogance, du bruit et de la fureur. Mais Garrett Stuart de terminer son analyse sur une note optimiste que lui offre le dernier mot : uproar, qui accompagne les mariés descendant les marches ; il retient que le rugissement (roar) s'élève (up), et voit dans cet accompagnement ascendant de la descente effective des pas un signe linguistique d'ouverture et d'espoir.

### Le rétrécissement de l'expression
En revanche, Philip Davis note que, à quitter les hautes sphères de la circonlocution, la langue tend à se réduire à presque rien, d'où l'abondance des déictiques, « here », « there », « now », « then », « this », « it », « his » ou « hers » (ici, là, maintenant, alors, ceci, il, le sien, la sienne). Alors que, normalement, ces démonstratifs ou possessifs sont destinés à clarifier le sens, ils ne font ici qu'ajouter au sentiment général d'un monde irréel et dénué d'authenticité. Il n'est d'ailleurs qu'à considérer certains titres de chapitre : « Il y a quelque chose qui ne va pas quelque part », « Il y a quelque chose qui va bien quelque part », etc. Quant à l'héroïne, alors qu'elle entend son père murmurer dans le noir en « sa langue Braille : « "it" is enough » (« C'en est assez »), elle reçoit comme en une bouffée d'inspiration le désir « d'être quelque chose de différent, de laborieux » (« something different and laborious »). Au-delà des contingences du récit, Philip Davis note la récurrence de « it », de « something », et en vient à qualifier cette langue de « perdue » (lost), inaccessible en ses profondeurs au lecteur, ce commun des mortels, comme lorsque Daniel Doyce parle de l'idée qu'il a eue de son invention : il lui faut « la » (it) suivre, là où « elle » (it) le conduit, etc., cascade de déictiques, termes extra-personnels nommant sa « chose », dont, d'ailleurs, on ne saura jamais rien,.

## Adaptations deLa Petite Dorrit
(liste non exhaustive)

### Au théâtre
Dans l'ensemble, La Petite Dorrit, comme d'ailleurs les derniers romans de Dickens, n'a pas été très souvent adapté pour la scène. Toutefois, il en existe une version théâtrale de James Albery, intitulée The Two Roses, avec Henry Irving en Digby Grant, personnage adapté de William Dorrit, qui a connu un réel succès dans les années 1870.

### Au cinéma
En 1924, La Petite Dorrit (en) (Lille Dorrit) est une adaptation muette par A. W. Sandberg.
Un film en deux parties de trois heures chacune, réalisé par Christine Edzard avec une distribution prestigieuse est sorti en Angleterre en 1988. Parmi les acteurs et actrices célèbres figurent : Derek Jacobi (Arthur Clennam), Joan Greenwood (Mrs Clennam), Alec Guinness (William Dorrit), Cyril Cusack (Frederick Dorrit), Sarah Pickering (Petite Dorrit), dont il semble que la notoriété repose sur ce seul rôle, Amelda Brown (Fanny Dorrit), Miriam Margolyes (Flora Finching), Stuart Burge (le directeur), David Doyle (Pepper), David Thewlis (George Braddle), Gerald Campion (Mr Tetterby), Murray Melvin (le maître à danser), Richard Cubison (ami de Mr Simpson), Roshan Seth (Mr Pancks), Tony Jay (le docteur), John McEnery (le capitaine Hopkins), Peter Miles (Mr Dubbin), Robert Morley (Lord Decimus Barnacle), Alan Bennett (l'évêque), Brenda Bruce (la duchesse) et Nadia Chambers (Agnès).

### À la télévision
La Petite Dorrit, une série télévisée britannique de 452 minutes (découpée en 14 épisodes), a été coproduite par la BBC et WGBH Boston en 2008 et réalisée par Adam Smith (6 épisodes), Dearbhla Walsh (5 épisodes, 2008) et Diarmuid Lawrence (3 épisodes), sur un scénario d'Andrew Davies. Le rôle d'Amy Dorrit est confié à Claire Foy et celui d'Arthur Clennam à Matthew Macfadyen. La série, diffusée en 14 épisodes en Grande-Bretagne du 26 octobre au 13 décembre 2008, en 5 épisodes de 90 minutes aux États-Unis sur Masterpiece (PBS) en avril 2009 et en 8 épisodes de 56 minutes sur Arte du 27 novembre au 18 décembre 2014, a obtenu sept Emmy Awards en 2009.
Il existe également une version française en deux épisodes, tournée en 1961 pour Le Théâtre de la jeunesse.

## Éditions françaises
- Charles Dickens (trad. M. William Little Hughes), La Petite Dorrit, t. 3, Paris, 1858[1] (3 vol. in-16).
- Charles Dickens, La Petite Dorrit, t. 1, Paris, Hachette, 1877[226] (tome 1 seulement).
- Charles Dickens (trad. M. William L. Hughes, sous la direction de Paul Lorain), La Petite Dorrit, Paris, Librairie Hachette et Cie, 1864[227] (2 vol. in-18).
- Charles Dickens (trad. M. William L. Hughes, sous la direction de P. Lorain), La Petite Dorrit, t. 1, Paris, Hachette et Cie, 1894, 386 p. (lire en ligne).
- Charles Dickens (trad. M. William L. Hughes, sous la direction de P. Lorain), La Petite Dorrit, t. 2, Paris, Hachette et Cie, 1894, 383 p. (lire en ligne)
- Charles Dickens (trad. Jeanne Métifeu-Béjeau), La Petite Dorrit, Paris, Pierre Leyris, Gallimard, coll. « La Pléiade no 216 », 1970, 1392 p. (ISBN 207010172X), publié avec Un conte de deux villes.

#### Texte
- (en) Charles Dickens, Little Dorrit, Londres, Wordsworth Classics, 2002, 801 p. (ISBN 978-1-85326-182-4), avec une introduction et des notes de Peter Preston.

#### Ouvrages généraux
- (en) Michael Stapleton, The Cambridge Guide to English Literature, Londres, Hamlyn, 1983, 993 p. (ISBN 0600331733).
- (en) Margaret Drabble, The Oxford Companion to English literature, Londres, Guild Publishing, 1985, 1155 p.
- (en) Andrew Sanders, The Oxford History of English Literature (Revised Edition), Oxford, Oxford University Press, 1996 (ISBN 0-19-871156-5).
- (en) Paul Schlike, Oxford Reader’s Companion to Dickens, New York, Oxford University Press, 1999, 675 p.
- (en) Paul Davis, Charles Dickens from A to Z, New York, Checkmark Books, 1999, 432 p. (ISBN 0-8160-4087-7).
- (en) John O. Jordan, The Cambridge companion to Charles Dickens, New York, Cambridge University Press, 2001.
- (en) David Paroissien (éd.), A Companion to Charles Dickens, Chichester, Wiley Blackwell, 2011, 515 p. (ISBN 978-0-470-65794-2).

#### Ouvrages spécifiques
Sur la vie et l'œuvre de Charles Dickens
- (en) John Forster, The Life of Charles Dickens, Londres, J. M. Dent & Sons, 1872-1874.
- (en) John Forster, Life of Charles Dickens, Londres, Everyman's Library, 1976, 486 p. (ISBN 0460007823 et 978-0460007825).
- (en) Hippolyte Taine (trad. H. Van Laun), History of English Literature, New York, 1879, traduction du français.
- (en) G. K. Chesterton, Charles Dickens, Londres, Methuen and Co., Ltd., 1906.
- (en) G. K. Chesterton, Appreciations and Criticisms of the Works of Charles Dicken, Londres, J. M. Dent, 1911.
- (en) S. J. Adair Fitz-Gerald, Dickens and the Drama, Londres, Chapman & Hall, Ltd., 1910.
- (en) Gilbert Keith Chesterton, Apprecations and Criticisms of the Works of Charles Dickens, Londres, 1911.
- (en) George Gissing, The Immortal Dickens, Londres, Cecil Palmer, 1925.
- (en) Humphry House, The Dickens World, Londres, Oxford University Press, 1941, 232 p.
- (en) Una Pope Hennessy, Charles Dickens, Londres, The Reprint Society, 1947, 496 p., d'abord publié en 1945.
- (en) Hesketh Pearson, Dickens, Londres, Methuen, 1949.
- (en) Jack Lindsay, Charles Dickens, A Biographical and Critical Study, New York, Philosophical Library, 1950, 459 p.
- (en) Barbara Hardy, Dickens and the Twentieth Century. The Heart of Charles Dickens, New York, Edgar Johnson, 1952.
- (en) Edgar Johnson, Charles Dickens: His Tragedy and Triumph. 2 vols, New York, Simon and Schuster, 1952, 1158 p.
- (en) J. Hillis-Miller, Charles Dickens, The World of His Novels, Harvard, Harvard University Press, 1958, 366 p. (ISBN 9780674110007).
- (en) E. A. Horsman, Dickens and the Structure of Novel, Dunedin, N.Z., 1959.
- (en) R. C. Churchill, Charles Dickens, From Dickens to Hardy, Baltimore, Md., Boris Ford, 1964.
- (en) Steven Marcus, Dickens: From Pickwick to Dombey, New York, 1965.
- (en) K. J. Fielding, Charles Dickens, A Critical Introduction, Londres, Longman, 1966.
- (en) Christopher Hibbert, The Making of Charles Dickens, Londres, Longmans Green & Co., Ltd., 1967.
- (en) F. R. et Q. D. Leavis, Dickens the Novelist, Londres, Chatto & Windus, 1970, 371 p. (ISBN 0701116447).
- (en) A. E. Dyson, The Inimitable Dickens, Londres, Macmillan, 1970 (ISBN 0333063287), p. 304.
- (en) Robert L. Patten, Charles Dickens and His Publishers, Oxford, Oxford University Press, 1978, 518 p. (ISBN 0198120761 et 978-0198120766).
- (en) Angus Wilson, The World of Charles Dickens, Londres, Harper Collins Publishers Ltd., 1983 (ISBN 0-14-00-3488-9).
- (en) Michael Slater, Dickens and Women, Londres, J. M. Dent & Sons, Ltd., 1983 (ISBN 0-460-04248-3).
- (en) Fred Kaplan, Dickens, A Biography, William Morrow & Co, 1988, 607 p. (ISBN 9780688043414).
- (en) Norman Page, A Dickens Chronology, Boston, G.K. Hall and Co., 1988 (ISBN 978-0816189496).
- (en) Peter Ackroyd, Charles Dickens, Londres, Stock, 1993, 1235 p. (ISBN 978-0099437093).
- (en) Paul Schlicke, Oxford Reader’s Companion to Dickens, New York, Oxford University Press, 1999, 675 p. (ISBN 0-19-866253-X).
- (en) Paul Davis, Charles Dickens A to Z, New York, 1999, 432 p. (ISBN 0-8160-4087-7).
- (en) John O. Jordan, The Cambridge companion to Charles Dickens, New York, Cambridge University Press, 2001, 235 p. (ISBN 0-521-66964-2).
- (en) David Paroissien, A Companion to Charles Dickens, Chichester, Wiley-Blackwell, 2011, 515 p. (ISBN 978-0-470-65794-2).

Sur La Petite Dorrit
- (en) Lionel Trilling, Kenyon Review, 15, Gambier, Ohio, États-Unis, Kenyon College University Press, 1953, « Little Dorrit », repris comme introduction à l'édition illustrée de Little Dorrit, New Oxford, et dans The Opposite Self, 1955.
- (en) J. C. Reid, Charles Dickens' Little Dorrit (Stud. in Eng. Lit.), Londres, Edward Arnold, 1967, 62 p. (ISBN 0713151099, EAN 9780713151091).
- (en) Grahame Smith et Angela Smith, Dickensian, 67, Londres, 1971, « Dickens as a Popular Artist ».
- (en) Kathleen Woodword, Dickensian, Londres, 1975, « Passivity and Passion in Little Dorrit ».
- (en) George Holoch, Victorian Studies, Bloomington, IN 47404, Indiana University Press, 1978, « Consciousness and Society in Little Dorrit ».
- (en) Peter James Malcolm Scott, Reality and Comic Confidence in Charles Dickens, New York, Barnes & Noble Books, 1979, viii + 216
- (en) Philip Collins, Times Literary Supplement, Londres, 18 avril 1980, « The Prison and the Critics ».
- (en) Trey Philipotts, Dickens Studies Annual, 22, Londres, 1993, « Trevelyan, Treasury, and Circumlocution », p. 283–302.
- (en) David Holbrook, Charles Dickens and The Image of Woman, New York, N. Y. U. P., 1993, 194 p. (ISBN 0814734839, EAN 978-0814734834).